# Vainqueurs du Concours Eurovision de la chanson

Carte visualisant le nombre de victoires par pays.

Le Concours Eurovision de la chanson est un événement annuel organisé par l’UER, l’Union européenne de radio-télévision. Il réunit les membres de l’Union dans le cadre d’une compétition musicale, diffusée en direct et en simultané par tous les pays participants. Depuis 1956, le concours (appelé plus communément Eurovision) s’est tenu chaque année, sauf en 2020, à cause de la pandémie de COVID-19. 
Jusqu'à présent, 27 pays et 70 interprètes l'ont déjà remporté (pour 72 chansons gagnantes).

## Définition
Selon le règlement officiel publié par l'UER, la chanson gagnante d'une édition du concours est celle qui a obtenu le plus haut score des votes à la fin de l'annonce des résultats.
Ces résultats doivent être validés par les Services Permanents de l'UER sur place, en premier lieu desquels le superviseur exécutif. Leur décision se base sur les informations transmises par les diffuseurs participants et le partenaire commercial pour le télévote. Les résultats complets des votes sont publiés, après la fin de la finale, sur le site officiel du concours, eurovision.tv.
En cas d’ex æquo pour la première place en finale, la chanson ayant reçu des points du plus grand nombre de pays participants, l’emporte. En cas de nouvel ex æquo, il est procédé au décompte des « douze points ». La chanson en ayant remporté le plus grand nombre, l’emporte. En cas de nouvel ex æquo, il est procédé au décompte des « dix points », et ainsi de suite, jusqu’à résolution du cas. Si malgré toutes ces procédures, l’ex æquo demeure, la chanson présentée la première durant la soirée, l’emporte.

## Historique

### 1956-1959
La première édition du concours, en 1956, fut remportée par la Suisse. Le vote des jurés se tint à huis clos. Les résultats complets ne furent jamais publiés et les bulletins de vote, détruits immédiatement. Le président du jury, Rolf Liebermann, monta simplement sur la scène pour annoncer en français le nom de la chanson gagnante : Refrain, interprétée par Lys Assia. Lors de la reprise de sa chanson, Lys Assia, sous le coup de l'émotion, s'interrompit à la première strophe. Elle s'en excusa : « Je suis tellement émotionnée. Je regrette. On recommence. » Elle se reprit alors et put interpréter une seconde fois Refrain, sous les applaudissements du public. Lys Assia demeure la seule Suissesse à avoir jamais gagné le concours. La seconde victoire de la Suisse, en 1988, fut en effet remportée par Céline Dion, d'origine canadienne.
En 1959, le concours fut remporté par les Pays-Bas avec la chanson Een beetje, interprétée par Teddy Scholten. Les Pays-Bas devinrent ainsi le tout premier pays à remporter le concours une deuxième fois. Ils avaient en effet déjà décroché la victoire en 1957. Ce fut également la première fois qu'un auteur remporta une nouvelle fois le grand prix. Il s’agit de Willy van Hemert, le parolier de la chanson néerlandaise. Il avait déjà écrit les paroles de Net als toen, qui gagna en 1957. Il devint ainsi la première personne à remporter une deuxième fois le concours . Teddy Scholten, quant à elle, avait été appelée en remplacement à la dernière minute. Elle connut ensuite une carrière fructueuse et fut ambassadrice de la Croix-Rouge. Elle déclara un jour : « Cela demeure un mystère pour moi. J’ai accompli tant de choses dans ma vie, mais tout ce dont les gens se souviennent, ce sont mes trois minutes à Cannes.»

### 1960-1969
En 1960, le concours fut remporté pour la deuxième fois par la France avec la chanson Tom Pillibi, interprétée par Jacqueline Boyer. Tom Pillibi avait été en réalité écrite pour Marcel Amont, qui se désista au dernier moment. Elle fut la première chanson gagnante du concours à devenir un succès dans plusieurs pays européens : l’Allemagne, la France, les Pays-Bas, le Royaume-Uni et la Suède notamment . Jacqueline Boyer, quant à elle, était la fille des chanteurs Jacques Pills et Lucienne Boyer. Son père avait représenté Monaco à l’édition 1959 du concours mais avait terminé dernier. Jacqueline Boyer connut ensuite une longue carrière, comme chanteuse et actrice. De sa victoire au concours, elle dit : « À mon retour à Paris, j’ai été traitée comme une héroïne nationale, revenant d’avoir vaincu l’ennemi dans quelque bataille sanglante. » et « J’ai fait le tour du monde et toute une carrière grâce à une seule chanson. » Cette année-là, ce fut la toute première fois que le trophée fut remis par le gagnant de l’année précédente. Cette nouveauté devint rapidement une tradition . Jacqueline Boyer reçut ainsi la coupe des mains de Teddy Scholten, qui lui dit : « Mes sincères félicitations ! Et pour l'avenir, bonne chance ! »
En 1962, le concours fut remporté pour la troisième fois par la France, avec la chanson Un premier amour, interprétée par Isabelle Aubret. Ce fut la première fois qu'un pays remporta le concours pour la troisième fois. Et ce fut la cinquième fois en sept éditions qu'une chanson en français remporta le grand prix .
En 1964, le concours fut remporté par l'Italie, avec la chanson Non ho l'età, interprétée par Gigliola Cinquetti. Ce fut la seule et unique fois de l'histoire du concours qu'un artiste fut autorisé à remonter sur scène pour saluer une seconde fois, après sa prestation. Le public applaudit Gigliola Cinquetti de façon si marquée et si prolongée, qu'elle revint pour s'incliner à nouveau devant lui. Il s'agit également de la plus écrasante de toutes les victoires du concours, l'Italie remportant 2,88 fois plus de votes que le Royaume-Uni, une proportion inégalée depuis. Par la suite, Non ho l'età rencontra un immense succès partout en Europe, une première dans l’histoire du concours. Gigliola Cinquetti, qui était alors âgée de 16 ans, demeura la plus jeune gagnante de l'histoire du concours, jusqu'en 1986. Cette année-là, la victoire fut remportée par Sandra Kim, alors âgée de 13 ans.

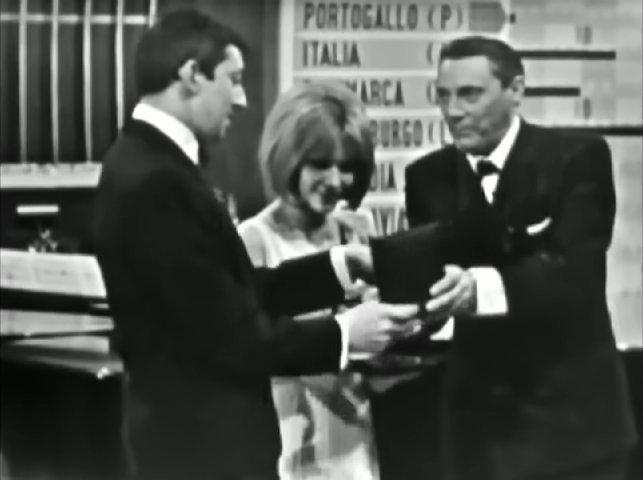
Serge Gainsbourg et France Gall recevant la médaille du grand prix des mains de Mario del Monaco, en 1965.

En 1965, le concours fut remporté par le Luxembourg, avec la chanson Poupée de cire, poupée de son, interprétée par France Gall. Poupée de cire, poupée de son devint la première chanson gagnante à rencontrer un immense succès, non seulement en Europe, mais aussi dans le monde entier. Lors de l'émission spéciale Congratulations, elle fut élue quatorzième meilleure chanson à avoir été présentée au concours.
En 1966, le concours fut remporté par l'Autriche, avec la chanson Merci, Chérie, interprétée par Udo Jürgens. C'était la troisième année consécutive que Jürgens concourait pour son pays avec une composition personnelle. Il avait terminé sixième en 1964 et quatrième en 1965 . Après le vote et sa victoire, Jürgens débuta la reprise de sa chanson gagnante sur ces mots : « Merci, Jurys ! »
En 1967, le concours fut remporté par le Royaume-Uni, avec la chanson Puppet on a String, interprétée par Sandie Shaw. Shaw fut la première artiste de l'histoire du concours à chanter nu-pieds sur scène. Par la suite, elle exprima à de nombreuses reprises son aversion à propos de Puppet on a String. Pourtant sa chanson rencontra un immense succès, partout en Europe et demeure l'un des plus grands triomphes commerciaux de l'histoire du concours .
En 1968, les bookmakers étaient certains de la victoire du représentant britannique, Cliff Richard, qui avait déjà remporté de nombreux succès auparavant, en musique et au cinéma. Le titre de sa chanson était à l’origine I think I love you, mais fut changé en Congratulations à la dernière minute. Mais à la surprise générale, ce fut l'Espagne qui remporta la victoire, avec la chanson La, la, la, interprétée par Massiel et avec à peine un point d'avance sur le Royaume-Uni. À l'origine, La, la, la devait être interprétée par Joan Manuel Serrat. Mais celui-ci insista pour la chanter en catalan. Or cette langue et son usage étaient réprimés dans l’Espagne franquiste. Les dirigeants de la télévision publique espagnole remplacèrent d’autorité Serrat par Massiel. Cette dernière ne fut prévenue que quelques jours avant le début des répétitions, alors qu’elle était en tournée au Mexique. Elle chanta donc en espagnol, après que La, la, la eut reçu un nouvel arrangement par Bert Kaempfert. La reprise de Massiel reçut un accueil réservé du public de l’Albert Hall et certains spectateurs quittèrent la salle avant la fin de la retransmission. Le lendemain, la presse britannique se répandit en récriminations sur les résultats et la défaite du Royaume-Uni. Massiel, quant à elle, retourna en Espagne où elle fut accueillie en héroïne nationale . Mais par la suite, ce fut Congratulations qui remporta le plus grand succès commercial. En 2005, lors de l'émission spéciale Congratulations, elle fut élue huitième meilleure chanson jamais présentée au concours.
En 1969, pour la première fois de l’histoire du concours, le vote se termina sur un ex æquo, l’Espagne, la France, les Pays-Bas et le Royaume-Uni obtenant chacun 18 votes. Cette possibilité n’ayant pas été envisagée par le règlement, ces quatre pays furent déclarés vainqueurs. Il y eut donc quatre chansons gagnantes : Vivo cantando, interprétée par Salomé pour l'Espagne ; Un jour, un enfant, interprétée par Frida Boccara pour la France ; De troubadour, interprétée par Lenny Kuhr pour les Pays-Bas et Boom Bang-a-Bang, interprétée par Lulu pour le Royaume-Uni . Ce fut la toute première fois qu'un pays (en l’occurrence l’Espagne) remporta le concours deux années de suite et qu'un autre (en l’occurrence la France) remporta le concours pour la quatrième fois. Cet ex æquo causa un problème imprévu, lors de la remise de la médaille du grand prix. Seules les quatre interprètes purent en recevoir une. Les auteurs et compositeurs durent repartir les mains vides, à leur grand mécontentement. Leur médaille leur fut envoyée, bien après.

### 1970-1979
En 1970, le concours fut remporté par l'Irlande, avec la chanson All Kinds of Everything, interprétée par Dana. À son retour à l’aéroport de Dublin, Dana fut ovationnée par une foule d’admirateurs venus l’accueillir. Pour les remercier, elle chanta All Kinds of Everything depuis la passerelle de l’avion qui l’avait ramenée . La chanson remporta par la suite un très grand succès commercial partout en Europe.
En 1971, le concours fut remporté par Monaco, avec la chanson Un banc, un arbre, une rue, interprétée par Séverine. Cette victoire demeure particulière dans l'histoire du concours, puisque l'interprète, les auteurs et le chef d'orchestre de la chanson étaient tous français. Séverine alla jusqu'à déclarer qu'elle n'avait jamais mis un pied de sa vie à Monaco, oubliant qu'elle avait tourné la vidéo de promotion sur le Rocher . Séverine ne fut jamais payée pour sa victoire. Son producteur se montra malhonnête, la volant de ses gains. Malgré un procès, elle ne put jamais récupérer ce qui lui était dû. Elle demeura malgré tout une grande amatrice du concours, affirmant : « J’annule tout, de sorte à ne jamais manquer le concours. Année après année, cela demeure toujours aussi merveilleux.»
En 1972, le concours fut remporté par le Luxembourg, avec la chanson Après toi, interprétée par Vicky Leandros. Après toi obtint 128 votes, exactement le même nombre que le vainqueur de l'année précédente. L'auteur d'Après toi était Yves Dessca. Il avait également écrit Un banc, un arbre, une rue, qui avait remporté le concours l'année précédente. Il devint de ce fait, la première personne à remporter le concours deux années de suite et la première personne à le remporter pour deux pays différents. Par la suite, Après toi remporta un énorme succès, partout à travers le monde, et devint l’un des plus grands succès commerciaux de l’histoire du concours .
En 1973, le concours fut remporté une nouvelle fois par le Luxembourg, avec la chanson Tu te reconnaîtras interprétée par la chanteuse Anne-Marie David. Elle a obtenu 129 votes, c'est-à-dire un de plus que Vicky Leandros l'année précédente, pour le Luxembourg également. C'est d'ailleurs la gagnante de l'année précédente qui a remis le prix à Anne-Marie David au Grand théâtre de Luxembourg. Tu te reconnaîtras est l'une des chansons du concours à avoir remporté un succès fou : elle a notamment été traduite en italien (Non si vive di paura) et en anglais (Wonderful Dream), et elle a participé à l'émission spéciale Eurovision Song Contest's Greatest Hits pour célébrer le 60e anniversaire du Concours Eurovision.

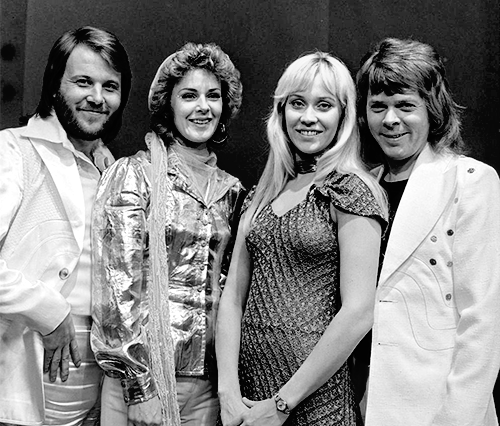
Le groupe suédois ABBA, en 1974, l'année de leur victoire au concours.

En 1974, le concours fut remporté par la Suède, avec la chanson Waterloo, interprétée par ABBA. Le groupe, encore inconnu à l’époque, avait déjà participé l’année précédente à la sélection suédoise, avec Ring, Ring. Ils avaient alors terminé troisième. En 1974, ils décidèrent de retenter leur chance, non sans hésiter longuement sur le choix de leur chanson. Après avoir envisagé un temps Hasta Mañana, ils se décidèrent finalement pour Waterloo, car cette dernière permettait à chaque membre du groupe de se faire entendre. Sur scène, ils portèrent des costumes inspirés par le glam rock. Le chef d'orchestre suédois, Sven-Olof Walldoff, se fit également remarquer. Il monta sur scène, déguisé en Napoléon, afin d'illustrer le thème de la chanson . Ce fut la toute première fois qu'un pays remporta le concours dans une langue autre qu'une de ses langues nationales. Par la suite, Waterloo rencontra un très grand succès commercial et fut le premier vainqueur du concours à entrer dans le Top 10 du Billboard américain. Ce fut également le point de départ d'une formidable carrière pour ABBA . En 2005, lors de l'émission spéciale Congratulations, Waterloo fut élue meilleure chanson à jamais avoir été présentée au concours.
En 1975, le concours fut remporté par les Pays-Bas, avec la chanson Ding-a-dong, interprétée par le groupe Teach-In. Ce fut la première fois dans l'histoire du concours qu'une chanson interprétée en première position remporta la victoire.
En 1976, le concours fut remporté par le Royaume-Uni, avec la chanson Save Your Kisses for Me, interprétée par le groupe Brotherhood of Man. Ce fut la deuxième année consécutive que la chanson interprétée en première position remporta la victoire et la troisième année consécutive qu'un groupe gagna le concours. Par la suite, Save Your Kisses for Me se vendit à plus de six millions d'exemplaires, devenant la chanson gagnante la plus vendue de l'histoire du concours. Elle fut numéro un des ventes dans trente-quatre pays et demeura six semaines en tête des classements anglais . En 2005, lors de l'émission spéciale Congratulations, elle fut élue cinquième meilleure chanson à jamais avoir été présentée au concours.
En 1977, le concours fut remporté par la France, avec la chanson L'Oiseau et l'Enfant, interprétée par Marie Myriam. Ce fut la première fois qu'un pays remporta la victoire pour la cinquième fois. Le retour de Myriam sur scène pour recevoir la médaille du grand prix, prit plus de temps que prévu. Myriam, en pleurs, embrassait tous les autres participants. Mais alors qu’elle se dirigeait vers la porte des coulisses, le caméraman qui la filmait fit une chute spectaculaire dans les escaliers, lui barrant le passage. Myriam s’arrêta alors net de pleurer et lui vint en aide . La présentatrice, Angela Rippon, se fendit alors d’une plaisanterie : « I can imagine the scene backstage, now. Someone rushing to find the winning artist. Where is she ? » Par la suite, Myriam confia qu’elle était tellement nerveuse, lors de sa prestation, qu’elle ne put empêcher ses mains de trembler .
En 1978, le concours fut remporté par Israël, avec la chanson A-Ba-Ni-Bi, interprétée par Izhar Cohen et le groupe Alphabeta. A-Ba-Ni-Bi s’inspirait d’un langage imaginaire, appelé Code B, et qui avait été inventé par des enfants hébreux pour communiquer entre eux, sans être compris de leurs parents. Son principe fondamental consiste à ajouter systématiquement un « B » après chaque syllabe, en répétant la voyelle de la syllabe . La responsable de la délégation israélienne, Rivka Michaeli, arriva sans grand espoir à Paris. Elle avait jugé la finale nationale israélienne désastreuse et les chansons qui avaient été présentées, mauvaises, A-Ba-Ni-Bi étant pour elle la moins mauvaise. La victoire de son pays lui causa donc une grande surprise. Izhar Cohen, de son côté, demeura certain de sa victoire du début à la fin. À son retour, à Tel-Aviv, Izhar Cohen reçut un accueil triomphal. Ses admirateurs allèrent jusqu'à le porter sur leurs épaules, à travers tout l'aéroport.
En 1979, le concours fut à nouveau remporté par Israël, cette fois avec la chanson Hallelujah, interprétée par Gali Atari et Milk and Honey. Par la suite, Hallelujah remporta un immense succès commercial partout en Europe et dans le monde . Mais Gali Atari et Milk and Honey ne tardèrent pas à se séparer et à mener des carrières indépendantes .

### 1980-1989

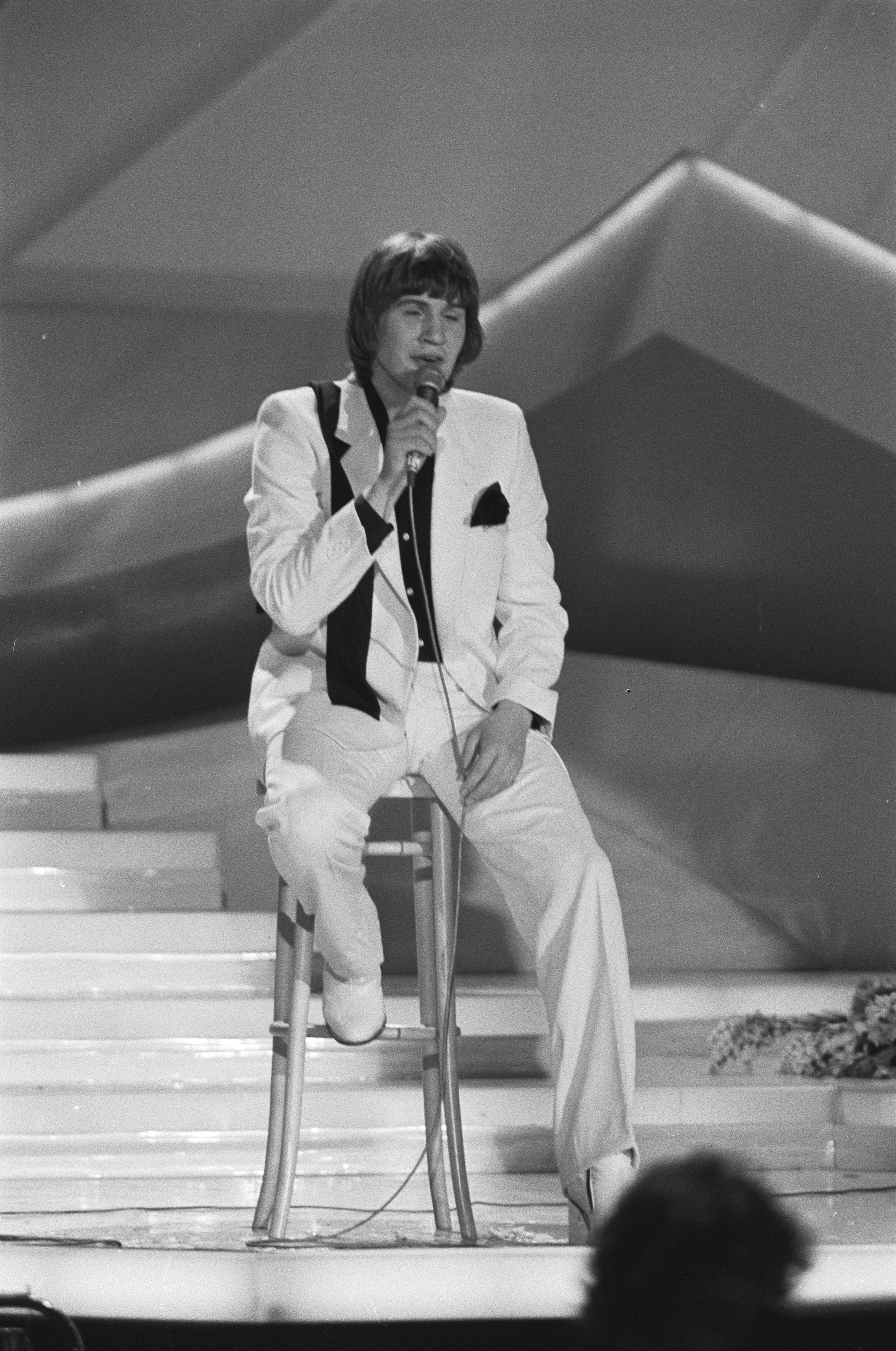
Johnny Logan, à La Haye, en 1980.

En 1980, le concours fut remporté par l'Irlande, avec la chanson What's Another Year, interprétée par Johnny Logan. Lors de sa reprise, Logan s'écria : « I love you, Ireland ! » Dans la foulée de sa victoire, Logan, qui était alors citoyen australien, reçut la nationalité irlandaise. Cette victoire signifiait énormément pour lui. Il la voyait comme la chance de sa vie. Il avoua d’ailleurs à l'allemande Katja Ebstein, qui termina deuxième : « You don’t need to win but I do. » What’s Another Year connut par la suite un grand succès commercial, devenant numéro un des ventes au Royaume-Uni. En 2005, lors de l'émission spéciale Congratulations, elle fut élue douzième meilleure chanson à jamais avoir été présentée au concours.
En 1981, le concours fut remporté par le Royaume-Uni, avec la chanson Making Your Mind Up, interprétée par le groupe Bucks Fizz. Le groupe avait été spécialement formé pour l'occasion et se composait de deux filles et deux garçons. Leur prestation fut particulièrement remarquée et demeure l'un des moments iconiques du concours. Arrivés à la strophe « But if you wanna see some more », les garçons dégrafèrent le jupon des filles, les laissant en mini-jupes. Le crédit de cette trouvaille revient au manager du groupe Nichola Martin .
En 1982, le concours fut remporté par l'Allemagne, avec la chanson Ein bißchen Frieden, interprétée par Nicole. Ein bißchen Frieden avait été composée par Ralph Siegel et écrite par Bernd Meinunger. Ils concoururent pour la quatrième année consécutive, un record à l'époque. Ils avaient déjà terminé quatrièmes en 1979 avec Dschinghis Khan, et deuxièmes en 1980 avec Theater et en 1981 avec Johnny Blue . Après être revenue sur scène, Nicole reprit sa chanson gagnante en quatre langues : allemand, anglais, français et néerlandais et reçut une ovation debout de la part du public dans la salle. Par la suite, Ein bißchen Frieden rencontra un immense succès commercial et fut numéro des ventes de disques dans de nombreux pays européens, dont le Royaume-Uni . Nicole en produisit huit autres versions : en anglais (A little peace), en danois (En smule fred), en espagnol (Un poco de paz), en français (La paix sur terre), en italien (Un po' di pace), en néerlandais (Een beetje vrede), en russe (Nyemnogo mira), ainsi qu'une version multilingue. Nicole mena sur cette lancée une carrière très fructueuse en Allemagne et dans les autres pays germanophones. En 2005, lors de l'émission spéciale Congratulations, Ein bißchen Frieden fut élue septième meilleure chanson à jamais avoir été présentée au concours.
En 1984, le concours fut remporté par la Suède, avec la chanson Diggi-Loo Diggi-Ley, interprétée par le groupe Herreys. Le groupe était en réalité composé de trois frères mormons, d'origine américaine : Per, Richard et Louis. Leur chanson parlait de chaussures dorées qui apportaient la joie et la chance à leur propriétaire. Afin d'illustrer au mieux ce thème, les trois frères portèrent sur scène des bottines de couleur or.
En 1985, le concours fut remporté par la Norvège, avec la chanson La det swinge, interprétée par le groupe Bobbysocks. Après les avoir invité à reprendre La det swinge, la présentatrice, Lill Lindfors, leur dit : « I must say I am honestly very happy that this happened because Norway has been last on so many times that you really deserve it. » Ce à quoi, Hanne Krogh répliqua : « You're happy? What do you think we are? » Le groupe fit alors leur reprise en norvégien et en anglais et reçut une ovation debout du public dans la salle.
En 1986, le concours fut remporté pour la première fois par la Belgique, avec la chanson J'aime la vie, interprétée par Sandra Kim. Désormais, tous les pays qui avaient participé à la première édition du concours, en 1956, eurent remporté au moins une fois la victoire.
En 1987, le concours fut remporté par l'Irlande, avec la chanson Hold Me Now, interprétée par Johnny Logan. Logan avait déjà remporté une première victoire au concours, en 1980. La suite de sa carrière avait été moins réussie. À cause de nombreux problèmes juridiques liés à son contrat et des procès à répétition, il avait perdu tous les gains qu'il avait pu gagner. Cette seconde participation en tant qu'artiste était donc nécessaire pour lui assurer un nouveau départ . Une fois revenu sur scène, Logan débuta sa reprise, par « I still love you, Ireland ! », et la conclut, par « I can't sing anymore ! Thank you ! ». En 2005, lors de l'émission spéciale Congratulations, Hold Me Now fut élue troisième meilleure chanson à jamais avoir été présentée au concours.
En 1988, le concours fut remporté par la Suisse, avec la chanson Ne partez pas sans moi, interprétée par Céline Dion. Ne partez pas sans moi avait été écrite par Nella Martinetti et composée par Attila Şereftuğ. Ils étaient tous deux les auteurs de Pas pour moi, la chanson qui avait représenté la Suisse au concours, en 1986. Interprétée par Daniela Simons, Pas pour moi avait alors terminé deuxième. Ce fut la deuxième fois dans l'histoire du concours, après 1968, qu'un pays remporta la victoire avec un seul point d'avance. Comme en 1968, la victoire se fit au détriment du Royaume-Uni et fut tranchée par le jury yougoslave, qui délivra ses points en dernier lieu. Ne partez pas sans moi demeure toujours la dernière chanson en français à avoir remporté le concours. Par la suite, la chanson ne rencontra qu'un succès commercial modéré. En revanche, Céline Dion, jusque-là connue en France et au Canada, entama une très grande carrière internationale, qui la verra vendre des millions de disques partout à travers le monde. En 2005, lors de l'émission spéciale Congratulations, Ne partez pas sans moi fut élue onzième meilleure chanson à jamais avoir été présentée au concours.
En 1989, le concours fut remporté par la Yougoslavie, avec la chanson Rock Me, interprétée par le groupe Riva. Rock Me avait été écrite par Stevo Cvikić et composée par Rajko Dujmić. C'était là leur troisième participation consécutive au concours, après Ja sam za ples, qui avait terminé quatrième en 1987, et Mangup, qui avait terminé sixième en 1988< .

### 1990-1999
En 1990, le concours fut remporté par l'Italie, avec la chanson Insieme: 1992, interprétée par Toto Cutugno. Cutugno, avait déjà remporté de grands succès dans les années 1970, notamment en composant L'Eté Indien pour Joe Dassin, puis dans les années 1980, notamment en chantant L'Italiano. Un an auparavant, il s'était promis de remporter le concours et avait composé Insieme: 1992, avec cet objectif en tête. Toto Cutugno dédia sa victoire à tous ses amis chanteurs en Italie et plus particulièrement à Gigliola Cinquetti, qui avait remporté le concours en 1964. Il conclut par : « Per una Europa unita !  ». Pour effectuer sa reprise, il descendit du podium et s'avança dans la salle, ce qui causa une certaine bousculade parmi le public.
En 1991, pour la deuxième fois dans l’histoire du concours, après 1969, le vote se conclut sur un ex æquo. La France et la Suède avaient en effet obtenu chacune 146 points à l'issue du vote. Le scrutateur décida alors de mettre en application la règle ad hoc, introduite en 1989. Il fit procéder au décompte des "douze points". Il apparut alors que la France et la Suède en avaient reçu chacune quatre. Le scrutateur décompta alors les "dix points". La France en avait reçu deux et la Suède, cinq. Par conséquent, la Suède fut proclamée vainqueur avec la chanson Fångad av en stormvind, interprétée par Carola. Ce fut la toute première fois qu'un vainqueur fut désigné en recourant à la règle des ex æquo. Au début de la prestation de Carola, le retour sonore dans la salle s'interrompit brutalement. Le public présent n'entendit donc rien de la chanson. Carola parvint à garder son sang-froid et à exécuter son numéro jusqu'au bout sans faillir. Il apparut immédiatement que sa prestation avait été retransmise normalement et que les téléspectateurs et les jurys nationaux n'avaient rien remarqué .
En 1992, le concours fut remporté par l'Irlande, avec la chanson Why Me?, interprétée par Linda Martin. Why Me? avait été écrite et composée par Johnny Logan, qui avait déjà remporté le concours en 1980 et 1987. De son côté, l’interprète, Linda Martin, avait terminé deuxième, en 1984, avec Terminal 3, une chanson dont l’auteur n’était autre que Logan lui-même. Une fois revenue sur scène, Linda Martin déclara : « I'm too excited to speak. I'm thrilled, absolutely thrilled. Thank you all very very much ! And on behalve of the Ireland, thank you ! » Johnny Logan, lui, remercia tous ceux qui avaient voté pour eux et salua ses parents, en Australie. Il conclut par une adresse à Shay Healy, l’auteur de la chanson gagnante de 1980.
En 1993, le concours fut à nouveau remporté par l'Irlande, avec la chanson In Your Eyes, interprétée par Niamh Kavanagh. Kavanagh avait déjà remporté en 1991, un Grammy, pour sa contribution au film The Commitments d’Alan Parker. Lors de la finale nationale irlandaise, elle s’était disputée avec sa mère, pour avoir porté un pantalon. Le soir du concours, elle se décida donc pour une jupe . Elle était alors toujours employée à l’Allied Irish Banks et dut demander un congé spécial. Pour l’encourager, ses employeurs achetèrent une page de publicité dans les quotidiens irlandais du samedi, qui lui promettait un congé pour le lundi suivant, si elle remportait le concours . Par la suite, In Your Eyes devint le single le plus vendu de l’année en Irlande et le plus grand succès commercial du concours dans l’île.
En 1994, la chanson irlandaise, Rock 'n' Roll Kids, s’attira dès sa sélection les plaisanteries des commentateurs et des experts. Ceux-ci jugèrent que l’Irlande s’était choisi la chanson la moins susceptible de gagner, pour éviter d’avoir à organiser le concours une troisième fois . Les bookmakers les suivirent sur cette voie, estimant qu’il était impossible pour un pays de remporter le concours trois années consécutives et que jamais aucun duo masculin n’avait décroché le grand prix. Leur victoire fut donc une grande surprise pour tous. Ce fut la première fois de l’histoire du concours qu'une chanson ne recouru ni à l’orchestre, ni à une bande-son. La partition fut intégralement interprétée par les deux représentants, au piano et à la guitare, en acoustique. Ce fut également la première fois que le concours fut remporté par un duo masculin et pour la sixième fois par un pays. À la suite de leur victoire, Paul Harrington et Charlie McGettigan continuèrent à se produire ensemble pendant une année, avant de reprendre leur carrière solo respective.
En 1995, le concours fut remporté par la Norvège, avec la chanson Nocturne, interprétée par le groupe Secret Garden. Nocturne était pour le moins une chanson atypique : elle ne comportait qu'un refrain de vingt-quatre mots, chanté une fois au début et une fois à la fin, par Gunnhild Tvinnereim. L'essentiel du morceau consistait en un solo de la violoniste irlandaise Fionnuala Sherry. Cette dernière était la moitié féminine du duo Secret Garden. Son autre membre était l'auteur et compositeur norvégien Rolf Løvland, qui avait déjà remporté le concours en 1985, avec La det swinge.
En 1997, le concours fut remporté par le Royaume-Uni, avec la chanson Love Shine a Light, interprétée par Katrina and the Waves. Le groupe avait remporté un immense succès international en 1985, avec leur chanson Walking On Sunshine. En participant au concours, ils voulaient donner un nouvel élan à leur carrière. Pour sa prestation, Katrina porta une chemise verte, achetée pour deux euros en seconde main, sur un marché . Elle devint la première artiste d’origine américaine à remporter le concours . Le groupe finit pourtant par se séparer, deux ans après leur victoire.
En 1998, le concours fut remporté par Israël, avec la chanson Diva, interprétée par Dana International. Dana International était alors déjà très célèbre dans son pays. Sa participation suscita immédiatement une très grande attention de la part des médias israéliens et internationaux  En effet, Dana International, qui était née de sexe masculin, avait opéré un changement complet de genre en 1993. Elle devint ainsi la première artiste transsexuelle à participer au concours. En Israël, les milieux politiques conservateurs et les groupements religieux orthodoxes protestèrent vivement contre ce choix. Ils le jugèrent inopportun, spécialement l’année du cinquantième anniversaire de la fondation du pays . Dana International reçut dans la foulée de nombreuses menaces de mort, prises fort au sérieux par la délégation israélienne. Tous ses membres se déplacèrent donc sous la protection d’un service de sécurité pléthorique et logèrent dans le seul hôtel de Birmingham pourvu de vitres blindées. Même les robes de la chanteuse, créées par Jean-Paul Gaultier, bénéficièrent en permanence d’un garde du corps . Ce fut la première victoire d’une chanson recourant entièrement à une bande-son et ce fut la première fois qu’un pays n’ayant pas participé l’année précédente remporta le grand prix . En 2005, lors de l'émission spéciale Congratulations, Diva fut élue treizième meilleure chanson à jamais avoir été présentée au concours.

### 2000-2009

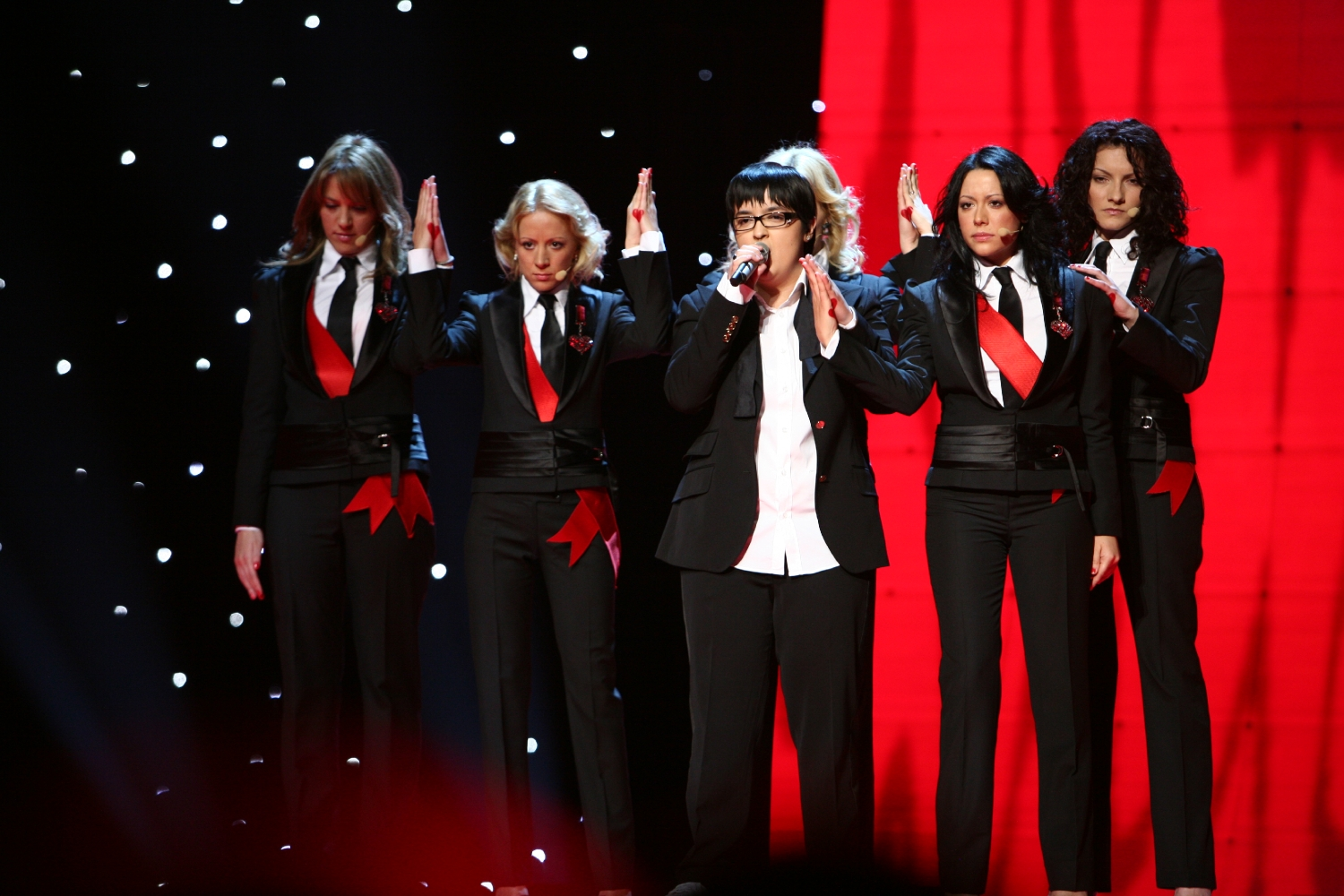
Marija Šerifović chantant Molitva sur la scène de l'Eurovision en 2007.

En 2000, le concours fut remporté par le Danemark, avec la chanson Fly on the Wings of Love, interprétée par les Olsen Brothers. Par la suite, Fly on the Wings of Love rencontra un très grand succès commercial dans les pays scandinaves et germanophones. Le single se vendit à 100 000 exemplaires au Danemark (un record absolu pour l’époque) et fut numéro un des ventes en Suède . En 2005, lors de l'émission spéciale Congratulations, Fly on the Wings of Love fut élue sixième meilleure chanson à jamais avoir été présentée au concours.
En 2001, le concours fut remporté par l'Estonie, avec la chanson Everybody, interprétée par Dave Benton et Tanel Padar. Le duo avait été formé spécialement pour l’occasion. Dave Benton était originaire d’Aruba, île des Antilles néerlandaises. Il était tombé amoureux lors d’un voyage en Europe et avait finalement décidé de s’installer en Estonie. Tanel Padar, quant à lui, avait déjà participé au concours, l’année précédente. Il faisait partie des choristes de la chanteuse Ines, qui était alors sa compagne . Dave Benton devint le premier artiste noir à remporter le concours, trente-cinq ans après la participation de Milly Scott, la première artiste noire à avoir concouru à l’Eurovision, en 1966.
En 2002, seuls vingt-deux pays devaient initialement prendre part au concours. Mais l'UER décida, à un stade ultérieur, de sauver deux pays supplémentaires de la relégation et leur permettre de concourir. La vingt-troisième place fut ainsi offerte à Israël, qui l'accepta immédiatement. La vingt-quatrième place, quant à elle, devait revenir au Portugal, qui la déclina pour raisons financières. Elle échut finalement à la Lettonie. La victoire fut finalement remportée par la même Lettonie, avec la chanson I Wanna, interprétée par Marie N. Ce fut la seule et unique fois de l'histoire du concours qu'un pays initialement relégué remporta la victoire. Le numéro de Marie N fut particulièrement remarqué et contribua de beaucoup à sa victoire. Elle débuta sa chanson, habillée d’une chemise noire, d’un chapeau et d’un costume blanc, avec une fleur rouge à la boutonnière. Elle entama un pas de deux avec une de ses choristes qui lui enleva son chapeau. Ses danseurs entreprirent ensuite de lui ôter ses vêtements un par un. Elle apparut alors, moulée dans une courte robe rouge. Le dernier mouvement des danseurs fut d’abaisser l’ourlet de cette robe jusqu’à ses chevilles.
En 2003, le concours fut remporté par la Turquie avec la chanson Everyway That I Can, interprétée par Sertab Erener. Erener était déjà une très grande star dans son pays. Elle avait été choisie par la télévision publique turque, à la suite d'un processus de sélection interne . Mais elle dut batailler pour imposer ses choix. Tout d’abord, elle choisit de chanter en anglais. Elle devint ainsi la première représentante turque à ne pas chanter en turc. Ensuite, insatisfaite de sa chanson, elle en fit remixer la bande-son avant la finale, afin de la rendre plus attractive au grand public. Enfin, elle décida de se faire accompagner sur scène par quatre danseuses découvertes par elle dans une école de danse du ventre à Vienne<. Ce fut la première fois qu’un pays remporta le concours en passant en quatrième position. En 2005, lors de l'émission spéciale Congratulations, Everyway That I Can fut élue neuvième meilleure chanson à jamais avoir été présentée au concours.
En 2004, le concours fut remporté par l'Ukraine, avec la chanson Wild Dances, interprétée par Ruslana. C'est la première fois depuis 1956 qu'une chanson remporte le concours la première année où sa langue est interprétée sur scène. Avant le concours, Ruslana entreprit dans les mois précédant le concours, une vaste tournée promotionnelle. Elle visita de nombreux pays européens, ce qui eut un impact certain sur sa victoire. Durant les répétitions, Ruslana et ses danseurs endommagèrent le plancher de la scène. Ils fêlèrent certains écrans LED qui durent être remplacés. Ce fut la troisième année consécutive qu’une femme ayant coécrit et interprété sa chanson, remporta le concours, après Marie N en 2002 et Sertab Erener en 2003. Par la suite, Ruslana deviendra une héroïne de la Révolution orange ukrainienne et un soutien important du président Viktor Iouchtchenko.
En 2005, le concours fut remporté par la Grèce, avec la chanson My Number One, interprétée par Élena Paparízou. Une fois revenue sur scène, Élena Paparízou reçut une médaille d'honneur des mains du président ukrainien Iouchtchenko. En 2005, lors de l'émission spéciale Congratulations, My Number One fut élue quatrième meilleure chanson à jamais avoir été présentée au concours.
En 2006, le concours fut remporté par la Finlande, avec la chanson Hard Rock Hallelujah, interprétée par le groupe Lordi. Lordi était un groupe de hard rock, dont les membres portaient des déguisements élaborés et des masques de monstres et de démons. Ils avaient pour règle de ne jamais se montrer à visage découvert en public. Lordi devint ainsi le premier groupe de hard rock et les premiers concurrents à se présenter entièrement masqués sur la scène du concours. Bien que la sélection nationale ait été décidée par télévote, la victoire de Lordi fut mal accueillie par l’opinion publique finlandaise. Le groupe fut accusé de promouvoir le satanisme et d’offrir une image négative du pays à l’étranger. Malgré les démentis formels de ses membres, la controverse ne s’éteignit pas et la délégation finlandaise reçut un accueil glacial des organisateurs grecs. Leur prestation marqua pourtant l’histoire du concours. La complexité des moyens requis (notamment pyrotechniques), des angles de vue nécessaires et des enchaînements de caméra nécessita une gestion entièrement informatisée. Ce fut ainsi la toute première fois qu’une prestation fut gérée de bout en bout par un ordinateur. Enfin, le groupe reçut un accueil mitigé de la part des commentateurs. La plupart se montrèrent sceptiques et traitèrent le groupe à la manière d’une vaste plaisanterie. Le commentateur belge, Jean-Pierre Hautier, alla jusqu’à dire : « Si ce groupe gagne, je veux bien me transformer en chauve-souris ! » Quant aux commentateurs français, Michel Drucker et Claudy Siar, ils eurent des mots tellement durs et firent des remarques tellement désobligeantes, qu’ils choquèrent les téléspectateurs français et les délégations étrangères sur place. Tous deux durent présenter des excuses publiques, après la finale. Ce fut la première fois qu’une chanson de hard rock remporta la victoire et la première fois qu’un pays victorieux obtint le même résultat en demi-finale et en finale.
En 2007, le concours fut remporté par la Serbie, avec la chanson Molitva, interprétée par Marija Šerifović. Ce fut la première fois depuis 1998 qu’une chanson gagnante fut interprétée entièrement dans une des langues nationales de son pays. Pour la toute première fois, le vainqueur se vit offrir une récompense particulière : une tournée promotionnelle européenne.
En 2008, le concours fut remporté par la Russie pour la première fois avec la chanson Believe de Dima Bilan. La chanson évoque le thème de la confiance en soi, et le fait d'y croire (en soi ou en quelque chose de supérieur).
En 2009, Alexander Rybak remporte le concours avec la chanson Fairytale avec un écart record de 169 points. Personne n'avait jamais gagné le concours avec un tel écart de points. A ce jour, ce record reste inégalé. Le chanteur norvégien a conquis sa victoire grâce à une performance au violon très remarquée.

### 2010-2019

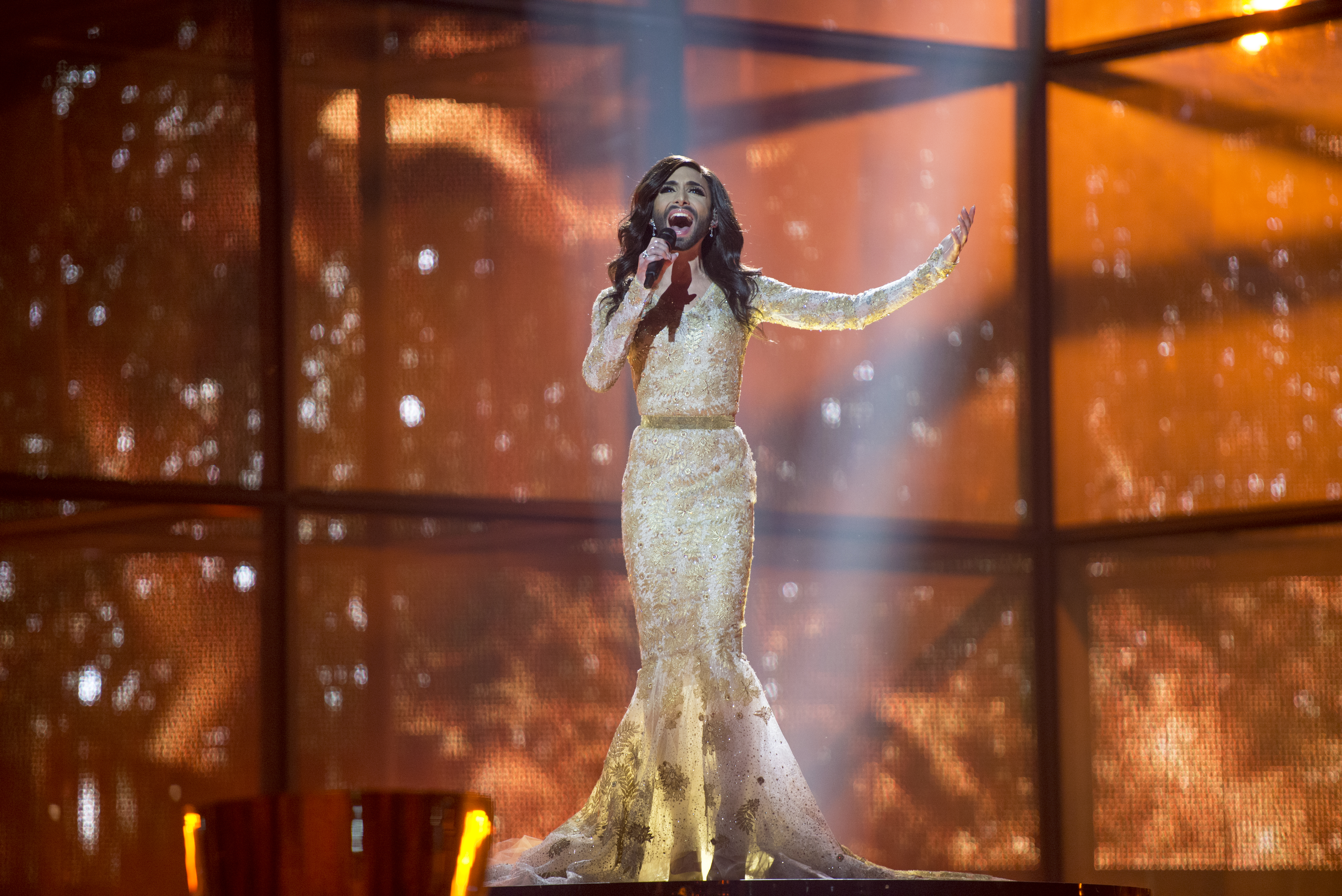
Conchita Wurst interprétant Rise Like a Phoenix en répétition (2014).

En 2010, le concours fut remporté par l'Allemagne, avec la chanson Satellite, interprétée par Lena Meyer-Landrut. L'Allemagne devint le premier des « Big Four » (les quatre plus importants contributeurs financiers de l’UER – l’Allemagne, l’Espagne, la France et le Royaume-Uni) à l’emporter, depuis l’instauration de la nouvelle règle en 1999.
En 2011, le concours fut remporté pour la première fois par l'Azerbaïdjan, avec la chanson Running Scared, interprétée par Ell et Nikki. La sélection nationale azérie s'était conclue de façon surprenante. Le jury n'était pas parvenu à trancher entre deux finalistes : Eldar Qasımov et Nigar Camal. Il fut donc décidé de les envoyer tous les deux au concours, sous la forme d'un duo : Ell & Nikki.
En 2012, le concours se tient à Bakou et fut remporté par la Suède avec la chanson Euphoria de Loreen. Pour la deuxième fois, un artiste remporta le concours avec plus de 100 points d'avance (113 points d'écart). C'est la cinquième victoire suédoise au concours, 13 ans après Charlotte Nilsson avec Take Me to Your Heaven. Plusieurs années après sa performance, cette chanson est souvent citée comme l'une des meilleures chansons dans l'histoire récente du Concours.
En 2013, la chanteuse Emmelie de Forest remporte le concours organisé en Suède avec sa chanson Only Teardrops pour le Danemark. On peut noter (comme pour la performance norvégienne en 2009) l'usage d'instruments (Tin whistle et tambours) en direct. Le pays scandinave remporte son troisième concours, 13 ans après Fly on the wings of love.
En 2014, la chanteuse Conchita Wurst remporte le concours avec la chanson Rise Like a Phoenix pour l'Autriche. Le pays remporte le concours pour la deuxième fois, 48 ans après Udo Jürgens. Le jeune chanteur drag queen suscite la polémique car il s'est présenté sur la scène en robe, avec une perruque noire à cheveux longs et une barbe. Plusieurs pays ont réprouvé la participation de cette personne au concours cette année là. Après sa victoire, le jeune artiste sortit un album, Conchita, et interpréta deux de ces titres lors de l'entracte de la finale de l'Eurovision 2015, à Vienne.
En 2015, le chanteur Måns Zelmerlöw remporte le concours avec la chanson Heroes. C'est la 6e fois que la Suède remporte le concours. La prestation suédoise s'est distinguée par une scénographie interactive avec le chanteur. La chanson nous invite à saisir l'opportunité de changer les choses tout en mettant en lumière les problèmes de santé mentale : elle met en lumière la faculté de résilience, la créativité devant triompher de l'adversité.
En 2016, la chanteuse Jamala remporte le concours avec la chanson 1944. C'est la deuxième fois que l'Ukraine remporte le concours. La chanson est rédigée en anglais et en tatar de Crimée. Elle suscite la polémique (notamment en Russie) pour son côté politique (l'Ukraine étant alors en guerre avec la Russie en Crimée) car elle dénonce les crimes qu'aurait commis l'armée soviétique en Ukraine. Elle suscite d'autant plus de polémique en Russie, que le candidat russe, second au concours cette année-là avait fini premier aux votes du public, les votes du jury permettant à la candidature ukrainienne de l'emporter.
En 2017, le chanteur Salvador Sobral remporte le premier concours pour le Portugal avec sa chanson Amar pelos dois (Aimer pour deux). C'est la première fois depuis 2007 qu'une chanson entièrement rédigée dans une autre langue que l'anglais remporte le concours. La chanson a été écrite et composée par sa sœur, Luisa Sobral. Le vainqueur portugais avait au moment du concours un problème cardiaque qui a rendu sa participation difficile. Quelques mois après le concours, il reçut une transplantation cardiaque et fit une apparition lors du concours 2018.
En 2018, la chanteuse Netta Barzilai remporte le concours avec la chanson Toy pour Israël. C'est la quatrième fois qu'Israël remporte la compétition (20 ans après Dana International). La chanson surfe sur le mouvement #MeToo en dénonçant le harcèlement moral et sexuel dont seraient victimes les femmes aujourd'hui. Comme le dit le titre, Netta avertit les hommes que les femmes ne sont pas des jouets. L'interprétation est originale (bruitages de poulet) pour singer le comportement « déplacé » des hommes.
En 2019, dans une édition très disputée, le Néerlandais Duncan Laurence remporte le concours avec sa chanson, Arcade. C'est la cinquième victoire des Pays-Bas au Concours Eurovision de la chanson mais la première depuis 1975. Ilse DeLange (représentante hollandaise en 2014 au sein de The Common Linnets) a repéré cette ballade pop rock aérienne parmi des centaines d'autres chansons écrites par Duncan Laurence et a convaincu l'artiste de présenter ce morceau à AVROTROS (le télédiffuseur néerlandais) lors de la sélection interne. Cette édition est assez particulière : les Pays-Bas ont gagné en se classant 3e du jury et 2e du public. Il y a eu une forte dissension entre le jury et le télévote : la Macédoine du Nord qui a été plébiscitée par le jury (1er) n'a pas rencontré son public en se classant 12e du télévote. Comme en 2016, le vainqueur du concours n'a remporté ni le vote du jury ni le vote des téléspectateurs. L'écart de points est également l'un des plus faibles depuis 2003 (26 points en 2019, 23 points en 2016). Il était néanmoins de très loin le favori des bookmakers depuis plusieurs semaines avant le début du concours

### 2020-...
En 2020, les Pays-Bas devaient organiser le concours à Rotterdam à la suite de la victoire de Duncan Laurence l'année précédente. Cependant, le 18 mars 2020, l'UER décide d'annuler le concours à cause de la pandémie mondiale de COVID-19 qui a généré des restrictions de voyage et des risques concernant la tenue d'un tel événement. De petits concours tout à fait officieux sont organisés par différentes organisations parmi lesquelles on peut citer Der Kleine Song Contest organisé par la télévision autrichienne qui a célébré la victoire de la chanson islandaise. Les participants ont le droit de participer en 2021 ou non (le choix revenant aux chaines de télévision participantes) mais les chansons quant à elles doivent changer afin de respecter le règlement du concours. Afin de remplacer le concours et honorer les artistes et leurs chansons tout en respectant les règles du confinement alors en vigueur, l'UER propose sur sa chaîne YouTube une série où les artistes reprennent leur chanson ou d'autres chansons du concours, ce sont les Eurovision Home Concerts. Également dans le même esprit, en lieu et place des demi-finales des 12 et 14 mai, l'organisation diffusa l'ensemble des clips vidéo des artistes dans l'ordre dans lesquels ils auraient dû se produire sur scène. Deux émissions diffusées en direct sur YouTube d'une durée de 1h30 chacune furent regardées par plusieurs millions de personnes (Eurovision Song Celebration). Enfin, pour célébrer le samedi où aurait dû avoir lieu le concours, le 16 mai, les 41 diffuseurs de l'UER proposent une émission spéciale de 2 heures (Eurovision : Europe Shine a Light) en direct depuis Hilversum et animée par les animateurs initialement prévus pour le concours afin de diffuser les chansons du concours annulé et également de célébrer les 65 ans de l'Eurovision. Il n'y aura pas de classement officiel à l'issue de cette émission. L'édition 2020 ne consacre donc pas de vainqueur pour la première fois depuis 1956.
En 2021, le concours retourne à Rotterdam, après l'annulation de 2020. 
Plusieurs artistes sélectionnés pour l'édition précédente reviennent avec une chanson différente comme The Roop.
Afin de garantir la tenue du concours, chaque participant a été soumis à un protocole sanitaire strict et à l'enregistrement dans un studio local de sa prestation afin qu'elle puisse être diffusée lors du concours si le chanteur (ou la chanteuse) ne pouvait pas se rendre à Rotterdam. Cependant, le COVID-19 eut un retentissement sur ce concours : Montaigne, la chanteuse australienne décida de ne pas faire le voyage, sa prestation enregistrée dans un studio de SBS (le diffuseur australien) fut diffusée à la place lors de la 1re demi-finale.
Également, le groupe islandais, Daði og Gagnamagnið a été interdit de concours à la suite de la détection d'un cas de COVID-19 dans le groupe. Leur prestation en répétition fut alors utilisée. Cette édition marque le 65e anniversaire du concours. Lors des demi-finales, d'anciens vainqueurs sont invités à partager leur sentiments et à se rappeler leur prestation. En finale, d'anciens gagnants comme Sandra Kim, Helena Paparizou ou le groupe Teach-In ont interprété leur chanson sur les toits de Rotterdam.
Le groupe de rock italien Måneskin remporte ce 65e concours avec sa chanson Zitti e buoni. La chanson remporte le vote des téléspectateurs, cependant elle n'arrive que 4e du vote du jury professionnel, remporté par la Suisse. C'est la première victoire italienne depuis Toto Cutugno en 1990. La France termine deuxième de cette édition, une première depuis 1991.
En 2022, l'Italie organise le concours à Turin à la suite de la victoire de Måneskin en 2021. Cette édition marque le retour à une salle pleine sans jauges ni restrictions sanitaires. Ainsi, tous les artistes ont pu faire le déplacement au Pala Alpitour, lieu retenu pour le concours. Le contexte international qui entoure cette 66e édition est évidemment omniprésent, avec l'invasion de l'Ukraine par la Russie en 2022, ce qui a considérablement compliqué la participation du groupe ukrainien Kalush Orchestra. Ce dernier remporte le concours avec sa chanson Stefania, soit la 3e victoire de l'Ukraine après Ruslana en 2004 et Jamala en 2016. La chanson récolte 439 points lors du vote du public, ce qui est un record depuis l'instauration du télévote.
En 2023, le Royaume-Uni organise le concours au nom de l'Ukraine à Liverpool à la suite de la victoire de Kalush Orchestra en 2022, le pays vainqueur étant en incapacité (pour la première fois depuis 1980) d'accueillir le concours à la suite de l'invasion de l'Ukraine par la Russie en 2022. Le Royaume-Uni, arrivé deuxième l'année précédente, est choisi par l'UER pour accueillir le concours.
Durant la finale, des séquences relatant l'histoire de l'Ukraine à l'Eurovision ont été diffusées. Chaque carte postale est triple : une localité en Ukraine y figure, ainsi qu'une localité au Royaume-Uni et enfin une localité dans le pays du participant, les 3 lieux ayant un point commun (soit un pont, un musée, un parc...). Cela souligne la co-organisation du concours.
La chanteuse suèdoise Loreen, déjà vainqueure de l'Eurovision 2012 remporte ce 67e concours avec sa chanson Tattoo, 8 ans après Mans Zelmerlow. La chanson remporte largement le vote du jury professionnel (avec 340 points), et termine deuxième du télévote derrière 
le chanteur Käärijä pour la Finlande qui termine donc en seconde position. C'est la septième victoire de la Suède à l'Eurovision égalant ainsi l'Irlande au record du plus grand nombre de victoires à l'Eurovision. Par ailleurs, elle devient la première interprète féminine à remporter à deux reprises le concours, depuis les victoires de Johnny Logan pour l'Irlande en 1980 et 1987.
En 2024, le concours a lieu en Suède, à la suite de la victoire de Loreen en 2023.
Le chanteur non-binaire suisse Nemo, remporte ce 68e concours avec sa chanson The Code, 36 ans après Céline Dion en 1988. La chanson remporte largement le vote du jury professionnel (avec 365 points), mais ne termine que cinquième du télévote (avec 226 points), remporté par la Croatie. C'est la troisième victoire de la Suisse à l'Eurovision après Lys Assia en 1956 et Céline Dion en 1988.
En 2025, le concours a lieu en Suisse, à la suite de la victoire de Nemo en 2024. L'Autriche remporte cette édition avec Wasted Love. Il s'agit de la troisième victoire autrichienne, 11 ans après Conchita Wurst. La chanson se distingue par une scénographique originale et un style opératique qui met en perspective la tessiture (contre-ténor) du jeune chanteur, effectivement bien éloignée du type "classique" de morceau qui avait jusque-là les faveurs du public et du jury. Le décompte des points jury professionnel / public fait apparaître une forte disparité : l'Autriche remporte le vote du jury mais ne termine qu'en 4e position du télévote 
En 2026, le concours a lieu en Autriche, à la suite de la victoire de JJ en 2025.

## Récapitulatif par année
| Année | Pays vainqueur             | Langue(s)                  | Chanson                       | Traduction française            | Interprète(s)                        | Auteur(s)                                                                                                   | Compositeur(s)                                                                                              | Chef d'orchestre           | Points                     | Marge de points            |
| ----- | -------------------------- | -------------------------- | ----------------------------- | ------------------------------- | ------------------------------------ | --- | --- | -------------------------- | -------------------------- | -------------------------- |
| 1956  | Suisse                     | Français                   | Refrain                       | -                               | Lys Assia                            | Émile Gardaz                                                                                                | Géo Voumard                                                                                                 | Fernando Paggi             | -                          | -                          |
| 1957  | Pays-Bas                   | Néerlandais                | Net als toen                  | Tout comme alors                | Corry Brokken                        | Willy van Hemert                                                                                            | Guus Jansen                                                                                                 | Dolf van der Linden        | 31                         | 14                         |
| 1958  | France                     | Français                   | Dors, mon amour               | -                               | André Claveau                        | Pierre Delanoë                                                                                              | Hubert Giraud                                                                                               | Franck Pourcel             | 27                         | 03                         |
| 1959  | Pays-Bas                   | Néerlandais                | Een beetje                    | Un petit peu                    | Teddy Scholten                       | Willy van Hemert                                                                                            | Dick Schallies                                                                                              | Dolf van der Linden        | 21                         | 05                         |
| 1960  | France                     | Français                   | Tom Pillibi                   | -                               | Jacqueline Boyer                     | Pierre Cour                                                                                                 | André Popp                                                                                                  | Franck Pourcel             | 32                         | 07                         |
| 1961  | Luxembourg                 | Français                   | Nous les amoureux             | -                               | Jean-Claude Pascal                   | Maurice Vidalin                                                                                             | Jacques Datin                                                                                               | Léo Chauliac               | 31                         | 06                         |
| 1962  | France                     | Français                   | Un premier amour              | -                               | Isabelle Aubret                      | Roland Valande                                                                                              | Claude-Henri Vic                                                                                            | Franck Pourcel             | 26                         | 13                         |
| 1963  | Danemark                   | Danois                     | Dansevise                     | Ballade dansante                | Grethe & Jørgen Ingmann              | Sejr Volmer Sørensen                                                                                        | Otto Francker                                                                                               | Kai Mortensen              | 42                         | 02                         |
| 1964  | Italie                     | Italien                    | Non ho l'età                  | Je n'ai pas encore l'âge        | Gigliola Cinquetti                   | Mario Panzeri                                                                                               | Nicola Salerno                                                                                              | Gianfranco Monaldi         | 49                         | 32                         |
| 1965  | Luxembourg                 | Français                   | Poupée de cire, poupée de son | -                               | France Gall                          | Serge Gainsbourg                                                                                            | Serge Gainsbourg                                                                                            | Alain Goraguer             | 32                         | 06                         |
| 1966  | Autriche                   | Allemand                   | Merci, Chérie                 | -                               | Udo Jürgens                          | Udo Jürgens, Thomas Hörbiger                                                                                | Udo Jürgens                                                                                                 | Hans Hammerschmid          | 31                         | 15                         |
| 1967  | Royaume-Uni                | Anglais                    | Puppet on a String            | Marionnette sur un fil          | Sandie Shaw                          | Bill Martin, Phil Coulter                                                                                   | Bill Martin, Phil Coulter                                                                                   | Kenny Woodman              | 47                         | 25                         |
| 1968  | Espagne                    | Espagnol                   | La, la, la                    | -                               | Massiel                              | Ramón Arcusa, Manuel de la Calva                                                                            | Ramón Arcusa, Manuel de la Calva                                                                            | Rafaele Ibarbia            | 29                         | 01                         |
| 1969  | Espagne                    | Espagnol                   | Vivo cantando                 | Je vis en chantant              | Salomé                               | Aniano Alcalde                                                                                              | Maria José de Cerato                                                                                        | Augusto Algueró            | 18                         | -                          |
| 1969  | France                     | Français                   | Un jour, un enfant            | -                               | Frida Boccara                        | Eddy Marnay                                                                                                 | Emil Stern                                                                                                  | Franck Pourcel             | 18                         | -                          |
| 1969  | Pays-Bas                   | Néerlandais                | De troubadour                 | Le troubadour                   | Lenny Kuhr                           | Lenny Kuhr                                                                                                  | David Hartsema                                                                                              | Frans de Kock              | 18                         | -                          |
| 1969  | Royaume-Uni                | Anglais                    | Boom Bang-a-Bang              | -                               | Lulu                                 | Peter Warne                                                                                                 | Alan Moorhouse                                                                                              | Johnny Harris              | 18                         | -                          |
| 1970  | Irlande                    | Anglais                    | All Kinds of Everything       | Toutes sortes de choses         | Dana                                 | Derry Lindsay, Jackie Smith                                                                                 | Derry Lindsay, Jackie Smith                                                                                 | Dolf van der Linden        | 32                         | 06                         |
| 1971  | Monaco                     | Français                   | Un banc, un arbre, une rue    | -                               | Séverine                             | Yves Dessca                                                                                                 | Jean-Pierre Bourtayre                                                                                       | Jean-Claude Petit          | 128                        | 12                         |
| 1972  | Luxembourg                 | Français                   | Après toi                     | -                               | Vicky Leandros                       | Yves Dessca, Klaus Munro                                                                                    | Mario Panas, Klaus Munro                                                                                    | Klaus Munro                | 128                        | 14                         |
| 1973  | Luxembourg                 | Français                   | Tu te reconnaîtras            | -                               | Anne-Marie David                     | Vline Buggy                                                                                                 | Claude Morgan                                                                                               | Pierre Cao                 | 129                        | 04                         |
| 1974  | Suède                      | Anglais                    | Waterloo                      | Waterloo                        | ABBA                                 | Stig Anderson                                                                                               | Benny Andersson, Björn Ulvaeus                                                                              | Sven-Olof Walldoff         | 24                         | 06                         |
| 1975  | Pays-Bas                   | Anglais                    | Ding-A-Dong                   | -                               | Teach-In                             | Will Luikinga, Eddy Ouwens                                                                                  | Dick Bakker                                                                                                 | Harry van Hoof             | 152                        | 14                         |
| 1976  | Royaume-Uni                | Anglais                    | Save Your Kisses for Me       | Garde tes baisers pour moi      | Brotherhood of Man                   | Tony Hiller, Lee Sheriden, Martin Lee                                                                       | Tony Hiller, Lee Sheriden, Martin Lee                                                                       | Alyn Ainsworth             | 164                        | 17                         |
| 1977  | France                     | Français                   | L'Oiseau et l'Enfant          | -                               | Marie Myriam                         | Joe Gracy                                                                                                   | Jean-Paul Cara                                                                                              | Raymond Donnez             | 136                        | 15                         |
| 1978  | Israël                     | Hébreu                     | A-Ba-Ni-Bi (א-ב-ני-בי)        | Je t'aime                       | Izhar Cohen & The Alphabeta          | Ehud Manor                                                                                                  | Nurit Hirsh                                                                                                 | Nurit Hirsh                | 157                        | 32                         |
| 1979  | Israël                     | Hébreu                     | Hallelujah (הללויה)           | Alléluia                        | Gali Atari & Milk and Honey          | Shimrit Orr                                                                                                 | Kobi Oshrat                                                                                                 | Kobi Oshrat                | 125                        | 09                         |
| 1980  | Irlande                    | Anglais                    | What's Another Year           | Qu'est-ce qu'une autre année    | Johnny Logan                         | Shay Healy                                                                                                  | Shay Healy                                                                                                  | Noel Kelehan               | 143                        | 15                         |
| 1981  | Royaume-Uni                | Anglais                    | Making Your Mind Up           | Pour te décider                 | Bucks Fizz                           | Andy Hill                                                                                                   | John Danter                                                                                                 | John Coleman               | 136                        | 04                         |
| 1982  | Allemagne                  | Allemand                   | Ein bißchen Frieden           | Un peu de paix                  | Nicole                               | Bernd Meinunger                                                                                             | Ralph Siegel                                                                                                | Norbert Daum               | 161                        | 61                         |
| 1983  | Luxembourg                 | Français                   | Si la vie est cadeau          | -                               | Corinne Hermès                       | Alain Garcia                                                                                                | Jean-Pierre Millers                                                                                         | Michel Bernholc            | 142                        | 06                         |
| 1984  | Suède                      | Suédois                    | Diggi-Loo Diggi-Ley           | -                               | Herreys                              | Britt Lindeborg                                                                                             | Torgny Söderberg                                                                                            | Curt-Eric Holmquist        | 145                        | 08                         |
| 1985  | Norvège                    | Norvégien                  | La det swinge                 | Que ça swingue                  | Bobbysocks                           | Rolf Løvland                                                                                                | Rolf Løvland                                                                                                | Terje Fjærn                | 123                        | 18                         |
| 1986  | Belgique                   | Français                   | J'aime la vie                 | -                               | Sandra Kim                           | Rosario Marino Atria                                                                                        | Jean-Paul Furnémont, Angelo Crisci                                                                          | Jo Carlier                 | 176                        | 36                         |
| 1987  | Irlande                    | Anglais                    | Hold Me Now                   | Serre-moi maintenant            | Johnny Logan                         | Johnny Logan                                                                                                | Johnny Logan                                                                                                | Noel Kelehan               | 172                        | 31                         |
| 1988  | Suisse                     | Français                   | Ne partez pas sans moi        | -                               | Céline Dion                          | Nella Martinetti                                                                                            | Atilla Şereftuğ                                                                                             | Atilla Şereftuğ            | 137                        | 01                         |
| 1989  | Yougoslavie                | Serbo-croate               | Rock Me                       | Fais-moi bouger                 | Riva                                 | Stevo Cvikić                                                                                                | Rajko Dujmić                                                                                                | Nikica Kalogjera           | 137                        | 07                         |
| 1990  | Italie                     | Italien                    | Insieme: 1992                 | Ensemble : 1992                 | Toto Cutugno                         | Toto Cutugno                                                                                                | Toto Cutugno                                                                                                | Gianni Madonini            | 149                        | 17                         |
| 1991  | Suède                      | Suédois                    | Fångad av en stormvind        | Prisonnière d'une tempête       | Carola                               | Stephan Berg                                                                                                | Stephan Berg                                                                                                | Anders Berglund            | 146                        | 00                         |
| 1992  | Irlande                    | Anglais                    | Why Me?                       | Pourquoi moi ?                  | Linda Martin                         | Johnny Logan                                                                                                | Johnny Logan                                                                                                | Noel Kelehan               | 155                        | 16                         |
| 1993  | Irlande                    | Anglais                    | In Your Eyes                  | Dans tes yeux                   | Niamh Kavanagh                       | Jimmy Walsh                                                                                                 | Jimmy Walsh                                                                                                 | Noel Kelehan               | 187                        | 23                         |
| 1994  | Irlande                    | Anglais                    | Rock 'n' Roll Kids            | Les enfants du rock 'n' roll    | Paul Harrington & Charlie McGettigan | Brendan Graham                                                                                              | Brendan Graham                                                                                              | -                          | 226                        | 60                         |
| 1995  | Norvège                    | Norvégien                  | Nocturne                      | -                               | Secret Garden                        | Petter Skavlan                                                                                              | Rolf Løvland                                                                                                | Geir Langslet              | 148                        | 29                         |
| 1996  | Irlande                    | Anglais                    | The Voice                     | La voix                         | Eimear Quinn                         | Brendan Graham                                                                                              | Brendan Graham                                                                                              | Noel Kelehan               | 162                        | 48                         |
| 1997  | Royaume-Uni                | Anglais                    | Love Shine a Light            | Amour, fais briller une lumière | Katrina and the Waves                | Kimberley Rew                                                                                               | Kimberley Rew                                                                                               | Don Airey                  | 227                        | 70                         |
| 1998  | Israël                     | Hébreu                     | Diva (דיווה)                  | -                               | Dana International                   | Yoav Ginay                                                                                                  | Tzvika Pik                                                                                                  | -                          | 172                        | 06                         |
| 1999  | Suède                      | Anglais                    | Take Me to Your Heaven        | Emmène-moi dans ton paradis     | Charlotte Nilsson                    | Gert Lengstrand, Marcos Ubeda                                                                               | Lars Diedricson                                                                                             | -                          | 163                        | 17                         |
| 2000  | Danemark                   | Anglais                    | Fly on the Wings of Love      | Vole sur les ailes de l'amour   | Olsen Brothers                       | Jørgen Olsen                                                                                                | Jørgen Olsen                                                                                                | -                          | 195                        | 40                         |
| 2001  | Estonie                    | Anglais                    | Everybody                     | Tout le monde                   | Tanel Padar, Dave Benton & 2XL       | Maian-Anna Kärmas                                                                                           | Ivar Must                                                                                                   | -                          | 198                        | 21                         |
| 2002  | Lettonie                   | Anglais                    | I Wanna                       | Je veux                         | Marie N                              | Marie N, Marats Samauskis                                                                                   | Marie N | -                          | 176                        | 12                         |
| 2003  | Turquie                    | Anglais                    | Everyway That I Can           | De toutes les façons possibles  | Sertab Erener                        | Demir Demirkan                                                                                              | Demir Demirkan, Sertab Erener                                                                               | -                          | 167                        | 02                         |
| 2004  | Ukraine                    | Anglais, ukrainien         | Wild Dances                   | Danses sauvages                 | Ruslana                              | Oleksandr Ksenofontov, Ruslana                                                                              | Ruslana | -                          | 280                        | 17                         |
| 2005  | Grèce                      | Anglais                    | My Number One                 | Mon numéro un                   | Helena Paparízou                     | Christos Dantis, Natalia Germanou                                                                           | Christos Dantis                                                                                             | -                          | 230                        | 38                         |
| 2006  | Finlande                   | Anglais                    | Hard Rock Hallelujah          | Alléluia hard rock              | Lordi                                | Mr. Lordi                                                                                                   | Mr. Lordi                                                                                                   | -                          | 292                        | 44                         |
| 2007  | Serbie                     | Serbe                      | Molitva (Молитва)             | Prière                          | Marija Šerifović                     | Saša Milošević Mare                                                                                         | Vladimir Graić                                                                                              | -                          | 268                        | 33                         |
| 2008  | Russie                     | Anglais                    | Believe                       | Croire                          | Dima Bilan                           | Jim Beanz, Dima Bilan                                                                                       | Jim Beanz, Dima Bilan                                                                                       | -                          | 272                        | 42                         |
| 2009  | Norvège                    | Anglais                    | Fairytale                     | Conte de fées                   | Alexander Rybak                      | Alexander Rybak                                                                                             | Alexander Rybak                                                                                             | -                          | 387                        | 169                        |
| 2010  | Allemagne                  | Anglais                    | Satellite                     | -                               | Lena Meyer-Landrut                   | Julie Frost, John Gordon                                                                                    | Julie Frost                                                                                                 | -                          | 246                        | 76                         |
| 2011  | Azerbaïdjan                | Anglais                    | Running Scared                | Courir effrayé                  | Ell & Nikki                          | Stefan Örn, Sandra Bjurman                                                                                  | Stefan Örn, Sandra Bjurman, Iain Farquharson                                                                | -                          | 221                        | 32                         |
| 2012  | Suède                      | Anglais                    | Euphoria                      | Euphorie                        | Loreen                               | Thomas G:son, Peter Boström                                                                                 | Thomas G:son, Peter Boström                                                                                 | -                          | 372                        | 113                        |
| 2013  | Danemark                   | Anglais                    | Only Teardrops                | Seulement des larmes            | Emmelie de Forest                    | Lise Cabble, Julia Fabrin Jakobsen, Thomas Stengaard                                                        | Lise Cabble, Julia Fabrin Jakobsen, Thomas Stengaard                                                        | -                          | 281                        | 47                         |
| 2014  | Autriche                   | Anglais                    | Rise like a Phoenix           | S'élever comme un phénix        | Conchita Wurst                       | Charley Mason, Joey Patulka, Ali Zuckowski, Julian Maas                                                     | Charley Mason, Joey Patulka, Ali Zuckowski, Julian Maas                                                     | -                          | 290                        | 52                         |
| 2015  | Suède                      | Anglais                    | Heroes                        | Héros                           | Måns Zelmerlöw                       | Anton Malmberg Hård af Segerstad, Joy Deb & Linnea Deb                                                      | Anton Malmberg Hård af Segerstad, Joy Deb & Linnea Deb                                                      | -                          | 365                        | 62                         |
| 2016  | Ukraine                    | Tatar de Crimée, anglais   | 1944                          | -                               | Jamala                               | Jamala | Jamala | -                          | 534                        | 23                         |
| 2017  | Portugal                   | Portugais                  | Amar pelos dois               | Aimer pour deux                 | Salvador Sobral                      | Luísa Sobral                                                                                                | Luísa Sobral                                                                                                | -                          | 758                        | 143                        |
| 2018  | Israël                     | Anglais, Hébreu            | Toy                           | Jouet                           | Netta                                | Doron Medalie, Stav Beger                                                                                   | Doron Medalie, Stav Beger                                                                                   | -                          | 529                        | 93                         |
| 2019  | Pays-Bas                   | Anglais                    | Arcade                        | -                               | Duncan Laurence                      | Duncan de Moor, Joel Sjöö, Wouter Hardy                                                                     | Duncan de Moor, Joel Sjöö, Wouter Hardy                                                                     | -                          | 498                        | 26                         |
| 2020  | Édition annulée (COVID-19) | Édition annulée (COVID-19) | Édition annulée (COVID-19)    | Édition annulée (COVID-19)      | Édition annulée (COVID-19)           | Édition annulée (COVID-19)                                                                                  | Édition annulée (COVID-19)                                                                                  | Édition annulée (COVID-19) | Édition annulée (COVID-19) | Édition annulée (COVID-19) |
| 2021  | Italie                     | Italien                    | Zitti e buoni                 | Sois sage et tais-toi           | Måneskin                             | Damiano David, Ethan Torchio, Thomas Raggi, Victoria De Angelis                                             | Damiano David, Ethan Torchio, Thomas Raggi, Victoria De Angelis                                             | -                          | 524                        | 25                         |
| 2022  | Ukraine                    | Ukrainien                  | Stefania                      | -                               | Kalush Orchestra                     | Ivan Klymenklo, Oleh Psiouk                                                                                 | Ihor Didentchouk, Vitalii Duzhyk, Timofii Muzychuk                                                          | -                          | 631                        | 165                        |
| 2023  | Suède                      | Anglais                    | Tattoo                        | Tatouage                        | Loreen                               | Jimmy "Joker" Thörnfeldt, Jimmy Jansson, Loreen, Moa "Cazzi Opeia" Carlebecker, Peter Boström, Thomas G:son | Jimmy "Joker" Thörnfeldt, Jimmy Jansson, Loreen, Moa "Cazzi Opeia" Carlebecker, Peter Boström, Thomas G:son | -                          | 583                        | 57                         |
| 2024  | Suisse                     | Anglais                    | The Code                      | Le Code                         | Nemo                                 | Nemo, Benjamin Alasu, Lasse Midtsian Nymann, Linda Dale, Nemo Mettler                                       | Nemo, Benjamin Alasu, Lasse Midtsian Nymann, Linda Dale, Nemo Mettler                                       | -                          | 591                        | 44                         |
| 2025  | Autriche                   | Anglais                    | Wasted Love                   | Amour gâché                     | JJ                                   | Johannes Pietsch, Teodora Špirić, Thomas Thurner                                                            | Johannes Pietsch, Teodora Špirić, Thomas Thurner                                                            | -                          | 436                        | 79                         |

## Récapitulatif par pays
| Nombre de victoires | Pays        | Année(s)                                 |
| ------------------- | ----------- | ---------------------------------------- |
| 7                   | Irlande     | 1970, 1980, 1987, 1992, 1993, 1994, 1996 |
| 7                   | Suède       | 1974, 1984, 1991, 1999, 2012, 2015, 2023 |
| 5                   | France      | 1958, 1960, 1962, 1969, 1977             |
| 5                   | Luxembourg  | 1961, 1965, 1972, 1973, 1983             |
| 5                   | Royaume-Uni | 1967, 1969, 1976, 1981, 1997             |
| 5                   | Pays-Bas    | 1957, 1959, 1969, 1975, 2019             |
| 4                   | Israël      | 1978, 1979, 1998, 2018                   |
| 3                   | Norvège     | 1985, 1995, 2009                         |
| 3                   | Danemark    | 1963, 2000, 2013                         |
| 3                   | Italie      | 1964, 1990, 2021                         |
| 3                   | Ukraine     | 2004, 2016, 2022                         |
| 3                   | Suisse      | 1956, 1988, 2024                         |
| 3                   | Autriche    | 1966, 2014, 2025                         |
| 2                   | Espagne     | 1968, 1969                               |
| 2                   | Allemagne   | 1982, 2010                               |
| 1                   | Monaco      | 1971                                     |
| 1                   | Belgique    | 1986                                     |
| 1                   | Yougoslavie | 1989                                     |
| 1                   | Estonie     | 2001                                     |
| 1                   | Lettonie    | 2002                                     |
| 1                   | Turquie     | 2003                                     |
| 1                   | Grèce       | 2005                                     |
| 1                   | Finlande    | 2006                                     |
| 1                   | Serbie      | 2007                                     |
| 1                   | Russie      | 2008                                     |
| 1                   | Azerbaïdjan | 2011                                     |
| 1                   | Portugal    | 2017                                     |

## Victoire par durée d'attente
| Année | Pays vainqueur | Intervalle de temps |
| ----- | -------------- | ------------------- |
| 1956  | Suisse         | 0 (assuré)          |
| 2007  | Serbie         | 0                   |
| 1957  | Pays-Bas       | 1                   |
| 2004  | Ukraine        | 1                   |
| 1958  | France         | 2                   |
| 2002  | Lettonie       | 2                   |
| 2011  | Azerbaïdjan    | 3                   |
| 1961  | Luxembourg     | 4                   |
| 1970  | Irlande        | 5                   |
| 1978  | Israël         | 5                   |
| 1963  | Danemark       | 6                   |
| 1968  | Espagne        | 7                   |
| 2001  | Estonie        | 7                   |
| 1964  | Italie         | 8                   |
| 1966  | Autriche       | 9                   |
| 1967  | Royaume-Uni    | 10                  |
| 1971  | Monaco         | 12                  |
| 2008  | Russie         | 14                  |
| 1974  | Suède          | 16                  |
| 1985  | Norvège        | 25                  |
| 1982  | Allemagne      | 26                  |
| 1989  | Yougoslavie    | 28                  |
| 2003  | Turquie        | 28                  |
| 1986  | Belgique       | 30                  |
| 2005  | Grèce          | 31                  |
| 2006  | Finlande       | 45                  |
| 2017  | Portugal       | 53                  |

## Par langue
À partir de 1999, le nombre de victoires chantées en anglais a commencé à dominer le concours et représente dorénavant près de la moitié des victoires à l'Eurovision. Cependant, le français a prédominé les premières décennies du concours avec quatorze victoires entre 1956 et 1988 ce qui représentait à l'époque près d'une victoire sur deux.
Les seize éditions de 1956, 1957, 1958, 1962, 1963, 1966, 1971, 1978, 1979, 1982, 1983, 1985, 1986, 1991, 1995 et de 2021 furent les seules à ne voir aucune chanson en anglais présente sur le podium. À noter que les podiums de 1962 et 1986 furent composés uniquement de chansons en français.
Inversement les dix éditions de 1992, 2000, 2002, 2005, 2008, 2009, 2010, 2013, 2014 et de 2018 virent toutes des podiums intégralement chantés en anglais.
- Anglais (47,30 %)
- Français (20,27 %)
- Hébreu (4,05 %)
- Italien (4,05 %)
- Néerlandais (4,05 %)
- Allemand (2,70 %)
- Espagnol (2,70 %)
- Norvégien (2,70 %)
- Suédois (2,70 %)
- Ukrainien (2,70 %)
- Autre (6.76%)

| Victoire(s) | Langue(s)       | Année(s) | Pays |
| ----------- | --------------- | --- | --- |
| 36          | Anglais         | 1967, 1969, 1970, 1974, 1975, 1976, 1980, 1981, 1987, 1992, 1993, 1994, 1996, 1997, 1999, 2000, 2001, 2002, 2003, 2004, 2005, 2006, 2008, 2009, 2010, 2011, 2012, 2013, 2014, 2015, 2016, 2018, 2019, 2023, 2024, 2025 | Royaume-Uni, Irlande, Suède, Pays-Bas, Danemark, Estonie, Lettonie, Turquie, Grèce, Finlande, Russie, Norvège, Allemagne, Azerbaïdjan, Autriche, Israël, Suisse |
| 15          | Français        | 1956, 1958, 1960, 1961, 1962, 1965, 1966, 1969, 1971, 1972, 1973, 1977, 1983, 1986, 1988 | Suisse, France, Luxembourg, Autriche, Monaco, Belgique |
| 3           | Hébreu          | 1978, 1979, 1998 | Israël |
| 3           | Italien         | 1964, 1990, 2021 | Italie |
| 3           | Néerlandais     | 1957, 1959, 1969 | Pays-Bas |
| 2           | Allemand        | 1966, 1982 | Autriche, Allemagne |
| 2           | Espagnol        | 1968, 1969 | Espagne |
| 2           | Norvégien       | 1985, 1995 | Norvège |
| 2           | Suédois         | 1984, 1991 | Suède |
| 2           | Ukrainien       | 2004, 2022 | Ukraine |
| 1           | Danois          | 1963 | Danemark |
| 1           | Portugais       | 2017 | Portugal |
| 1           | Serbe           | 2007 | Serbie |
| 1           | Serbo-croate    | 1989 | Yougoslavie |
| 1           | Tatar de Crimée | 2016 | Ukraine |

## Séparation des scrutins
Ce tableau illustre les résultats obtenus après la réintroduction du jury depuis 2010 dans les années où le vainqueur ne fut pas décidé à l'unanimité.
| Année de la victoire | Vainqueur du jury | Ordre | Vainqueur du télévote | Ordre | Vainqueur légitime | Ordre |
| -------------------- | ----------------- | ----- | --------------------- | ----- | ------------------ | ----- |
| 2011                 | Italie            | 12    | Azerbaïdjan           | 19    | Azerbaïdjan        | 19    |
| 2015                 | Suède             | 10    | Italie                | 27    | Suède              | 10    |
| 2016                 | Australie         | 13    | Russie                | 18    | Ukraine            | 21    |
| 2018                 | Autriche          | 05    | Israël                | 22    | Israël             | 22    |
| 2019                 | Macédoine du Nord | 08    | Norvège               | 15    | Pays-Bas           | 12    |
| 2021                 | Suisse            | 11    | Italie                | 24    | Italie             | 24    |
| 2022                 | Royaume-Uni       | 22    | Ukraine               | 12    | Ukraine            | 12    |
| 2023                 | Suède             | 09    | Finlande              | 13    | Suède              | 09    |
| 2024                 | Suisse            | 21    | Croatie               | 23    | Suisse             | 21    |
| 2025                 | Autriche          | 09    | Israël                | 04    | Autriche           | 09    |

## Records

### Par pays
- L’Irlande et la Suède sont les deux pays qui ont remporté le plus grand nombre de victoires au concours, soit sept au total :
  - L'Irlande : en 1970, 1980, 1987, 1992, 1993, 1994 et 1996[89].
  - La Suède en 1974, 1984, 1991, 1999, 2012, 2015 et 2023.

Viennent ensuite la France, le Luxembourg, le Royaume-Uni et les Pays-Bas qui l'ont remporté chacun à cinq reprises.
- L’Irlande demeure également le seul pays participant à avoir remporté la victoire à trois reprises consécutives : en 1992, 1993 et 1994[89].
- Seuls trois pays ont remporté la victoire à deux reprises consécutives : l’Espagne (en 1968 et 1969), le Luxembourg (en 1972 et 1973), et Israël (en 1978 et 1979).
- Le record du plus long intervalle de temps écoulé entre une première participation et une première victoire est détenu par le Portugal : le pays a dû attendre cinquante-trois ans entre sa première participation en 1964 et sa première place en 2017. Viennent ensuite la Finlande (quarante-cinq ans entre la première participation en 1961 et la première victoire en 2006[79]), la Grèce (trente-et-un ans entre ses débuts en 1974 et sa première victoire en 2005) puis la Belgique (trente ans entre ses débuts en 1956 et sa première victoire en 1986).
- Le record du plus long intervalle de temps écoulé entre deux victoires est détenu par l'Autriche. Le pays dut attendre quarante-huit ans, entre sa première victoire en 1966 et sa seconde, en 2014. En deuxième position, viennent les Pays-Bas qui durent attendre quarante-quatre ans entre leurs quatrième et cinquième victoire, entre l'édition 1975 et celle de 2019. Le Danemark quant à lui, dut attendre trente-sept ans, entre ses deux victoires de 1963 et 2000.
- Seuls deux pays ont remporté la victoire lors de leur première participation : la Suisse en 1956 et la Serbie en 2007.
- Malte demeure le plus ancien pays participant à n'avoir encore jamais décroché de victoire. Le pays participe depuis 1971. Viennent ensuite Chypre (depuis 1981) et l'Islande (depuis 1986).
- L'Espagne demeure le pays vainqueur qui reste depuis le plus longtemps en attente d'une autre victoire : cinquante-sept ans se sont écoulés depuis sa dernière victoire, en 1969. Viennent ensuite Monaco (cinquante-cinq ans, depuis 1971), la France (quarante-neuf ans, depuis 1977) et le Luxembourg (quarante-trois ans, depuis 1983).

### Par artistes
- Le chef d'orchestre ayant dirigé le plus de chansons gagnantes demeure toujours l'Irlandais Noel Kelehan. Il conduisit l'orchestre lors de cinq des sept victoires de l'Irlande : en 1980, 1987, 1992, 1993 et 1996. Viennent ensuite le Français Franck Pourcel avec quatre chansons gagnantes et le Néerlandais Dolf van der Linden avec trois.
- La plus jeune gagnante du concours demeure la Belge Sandra Kim. Avant le concours et durant les répétitions, la délégation belge et le manager de Sandra Kim déclarèrent que la jeune fille était âgée de quinze ans. Or Sandra Kim avait en réalité treize ans. Tous pensaient que son très jeune âge pourrait être un obstacle à sa réussite au concours[90]. La vérité fut révélée après la victoire de Sandra Kim et entraîna une demande officielle de disqualification auprès de l'UER, de la part de la télévision publique suisse. Cette plainte n'aboutit jamais, le règlement du concours ne prévoyant alors aucune limite d'âge des participants[91] . Ce n'est qu'à partir de 1990 qu'il fut imposé aux candidats d'avoir au minimum seize ans, le jour de leur participation[92] .

- Le gagnant le plus âgé du concours demeure l'Arubain Dave Benton qui remporta la victoire pour l'Estonie à l'âge de 51 ans et 101 jours, en 2001. Il est suivi par le Danois Jørgen Olsen qui remporta la victoire à l'âge de 51 ans et 61 jours, en 2000. Puis par le frère de ce dernier, Niels Olsen, qui était alors âgé de 47 ans[93].

- Deux artistes ont remporté deux fois le Concours : l'Irlandais Johnny Logan en 1980 et 1987 et la Suédoise Loreen en 2012 et 2023. Johnny Logan demeure cependant le seul artiste à avoir trois victoires à son actif : en tant qu'interprète en 1980 ; en tant qu'auteur et interprète en 1987 ; en tant qu'auteur en 1992. Cette particularité lui valut le surnom de « Mr. Eurovision »[94].

- Seuls sept auteurs ont remporté la victoire à deux reprises : Willy van Hemert (pour les Pays-Bas, en 1957 et 1959), Yves Dessca (pour Monaco en 1971 et pour le Luxembourg en 1972), Rolf Løvland (pour la Norvège en 1985 et 1995), Johnny Logan (pour l'Irlande en 1987 et 1992), Brendan Graham (pour l'Irlande en 1994 et 1996), Peter Boström et Thomas G:son qui ont tous les deux gagné pour la Suède pour les deux victoires de Loreen en 2012 et 2023.

- La Norvégienne Elisabeth Andreassen demeure l’artiste féminine la plus couronnée de l'histoire du concours, ayant remporté la victoire en 1985 et ayant terminé deuxième en 1996, sixième en 1994 et huitième en 1982. Elle demeure avec la chanteuse saint-marinaise Valentina Monetta, l'une des deux seules artistes féminines à avoir concouru à quatre reprises.

- Le record du plus grand nombre de points reçus par une chanson gagnante est détenu par le Portugal, qui obtint 758 points en 2017. Viennent ensuite l'Ukraine avec 631 points en 2022 et 534 points en 2016, la Suisse avec 591 points en 2024 ; la Suède avec 583 points en 2023 ; Israël avec 529 points en 2018 ; l'Italie avec 524 points en 2021, les Pays-Bas avec 498 points en 2019 ; l'Autriche avec 436 points en 2025 et la Norvège avec 387 points au 2009.

- Le record du plus petit nombre de points reçus par une chanson gagnante est détenu ex æquo par l'Espagne, la France, les Pays-Bas et le Royaume-Uni, qui obtinrent chacun 18 points en 1969.

- Le record du plus grand nombre de points séparant la chanson gagnante, de la chanson ayant terminé deuxième est détenu par la Norvège, qui en 2009, devança l'Islande de 169 points.

- Le record du plus petit nombre de points séparant la chanson gagnante, de la chanson ayant terminé deuxième est détenu par la Suède, qui en 1991, devança la France de 0 point. Effectivement, les pays finirent en tête à égalité avec 146 points mais, les deux pays furent départagés au nombre de 12 points mais, les deux en ayant 4 chacun, on procède au décompte des 10 points, ce qui offrit la victoire à la Suède en ayant obtenue 5 contre seulement 2 pour la France.

Dans le cadre du système de vote actuel
- Le record du plus grand nombre de "douze points" obtenu par une chanson gagnante est détenu par l'Ukraine, qui en reçut 33 (5 du jury et 28 du public). Viennent ensuite le Portugal, qui en reçut 30 en 2017 (18 des jurys et 12 du public), la Suisse, qui en obtint 23 en 2024 (22 des jurys et 1 du public), la Suède, qui en obtint 18 en 2012 ; l'Ukraine, qui en obtint 17 en 2016 (11 des jurys et 6 du public) et la Norvège, qui en obtint 16 en 2009.

- Le record du plus petit nombre de « douze points » obtenu par une chanson gagnante est détenu par le Royaume-Uni, qui n'en reçut que deux en 1981.

- Le record du plus grand nombre consécutif de « douze points » obtenu par une chanson gagnante est détenu conjointement par Israël, le Royaume-Uni et la Suède, qui en reçurent cinq d'affilée, respectivement en 1978, 1997 et 2012.

- Le record du plus petit nombre de points reçus par une chanson gagnante est détenu par la Norvège, qui n'obtint que 123 points en 1985.

- Entre 1975 et 2015, c'est l'Allemagne, en 1982, qui a reçu le plus grand pourcentage de note maximale avec neuf pays lui donnant un 12 sur les dix-huit pays votants, soit 50%.
- Depuis 2016 (séparation du vote entre jury professionnel et vote des téléspectateurs), c'est la Suisse, en 2024, qui a reçu le plus grand pourcentage de note maximale par le jury professionnel avec vingt-deux pays lui donnant un 12 sur les trente-sept pays votants, soit 59,46%.

## Faits notables
- Monaco demeure le seul pays vainqueur à n'avoir jamais accueilli le concours sur son sol. Après sa victoire en 1971, la principauté avait initialement décidé d'organiser seule l'édition 1972. La première idée fut d'opter pour un événement en extérieur et de reculer la date du concours jusqu'en juin 1972[95]. Cependant, faute de financement et de matériel adéquat, les responsables de la télévision monégasque durent requérir l'aide de la télévision publique française, qui accepta d'organiser le concours. Les discussions n'aboutirent cependant jamais. La télévision monégasque souhaitait que le concours se tienne à Monaco; la télévision française, en France. Les responsables monégasques renoncèrent alors définitivement à l'organisation et s'en remirent à l'UER[96] . Celle-ci sollicita l'Espagne et l'Allemagne, qui avaient terminé aux deuxième et troisième places. Les deux pays déclinèrent et ce fut finalement la BBC qui se retrouva en charge[95].
- Israël demeure le seul pays vainqueur à n'être pas revenu défendre son titre l'année suivante. Le pays qui avait organisé et remporté l'édition 1979, ne put se charger de l’organisation de l’édition 1980. La télévision publique israélienne ne parvint en effet pas à rassembler les fonds nécessaires à la production d’un autre évènement international. Sollicité, le gouvernement israélien refusa toute rallonge au budget de l’IBA. L’UER se tourna alors vers l’Espagne, qui avait terminé deuxième, et le Royaume-Uni, qui avait déjà organisé le concours à six reprises. Mais tous deux refusèrent. Ce fut finalement la télévision publique néerlandaise qui accepta d’organiser le concours[97] . Cependant, NOS fixa la date du concours, au 19 avril. Cela entraîna le désistement d’Israël, ce jour-là étant celui de Yom Hazikaron, commémoration nationale annuelle des victimes de guerre israéliennes[43].
- Jusqu'à présent, seuls six anciens vainqueurs ont également présenté une édition du concours : Corry Brokken (gagnante en 1957, présentatrice en 1976), Gigliola Cinquetti (gagnante en 1964, présentatrice en 1991), Toto Cutugno (gagnant en 1990, présentateur en 1991), Marie N (gagnante en 2002, présentatrice en 2003), Eldar Gasimov (gagnant en 2011, présentateur en 2012) et Måns Zelmerlöw (gagnant en 2015, présentateur en 2016).
- La chanson qui représenta la France en 1979, demeure la seule à avoir impliqué trois précédents vainqueurs. Je suis l'enfant-soleil avait en effet comme auteur Eddy Marnay (auteur de Un jour, un enfant, victorieux en 1969) pour la France, comme compositeur Hubert Giraud (compositeur de Dors mon amour, victorieux en 1958) pour la France et comme interprète Anne-Marie David (victorieuse en 1973, pour le Luxembourg avec Tu te reconnaîtras). Finalement, la chanson termina troisième[98].
- Seules deux éditions du concours virent deux anciens vainqueurs revenir concourir la même année : 1958 (avec Lys Assia et Corry Brokken) et 2011 (avec Dana International et Lena Meyer-Landrut).
- Corry Brokken demeure la seule gagnante de l'histoire du concours à avoir également terminé à la dernière place. Après sa victoire en 1957, elle termina dernière en 1958[99] .
- Johnny Logan demeure le premier gagnant à revenir l'année suivant sa victoire, interpréter sa chanson en ouverture. En 1988, il ouvrit la finale en reprenant Hold Me Now, la chanson qui lui avait permis de remporter la victoire à Bruxelles, en 1987.
- Jean-Claude Pascal demeure le seul gagnant à avoir commémoré sa victoire en concourant à nouveau. En 1981, pour marquer le vingtième anniversaire de sa victoire au concours de 1961, la télévision luxembourgeoise lui demanda de la représenter à nouveau. Mais cette fois, Jean-Claude Pascal termina à la onzième place[100].
- Jusqu'à présent, le concours a été remporté par 70 artistes (pour 72 chansons gagnantes) 39 étaient des solistes féminines (soit 58 % du total). 13 étaient des solistes masculins (soit 15%). 13 étaient des groupes (soit 19%). Et 5 étaient des duos (soit 8%).
- Parmi les 13 groupes ayant remporté le concours, 11 étaient mixtes et 2 entièrement masculins. Parmi les cinq duos ayant remporté le concours, deux étaient mixtes ; deux, féminins et un seul, masculin.
- Les gagnants des éditions 1984 et 2000 partagent la particularité unique d'être membres de fratries respectives. En effet, le groupe Herreys était composé de trois frères et les Olsen Brothers, de deux[71] .
- La France est le pays ayant fourni le plus de gagnants, cinq d'entre eux ayant représenté leur pays (la France) et cinq autres ayant représenté un autre pays (le Luxembourg en 1961, 1965, 1973 et 1983 ; Monaco en 1971).

## Galerie

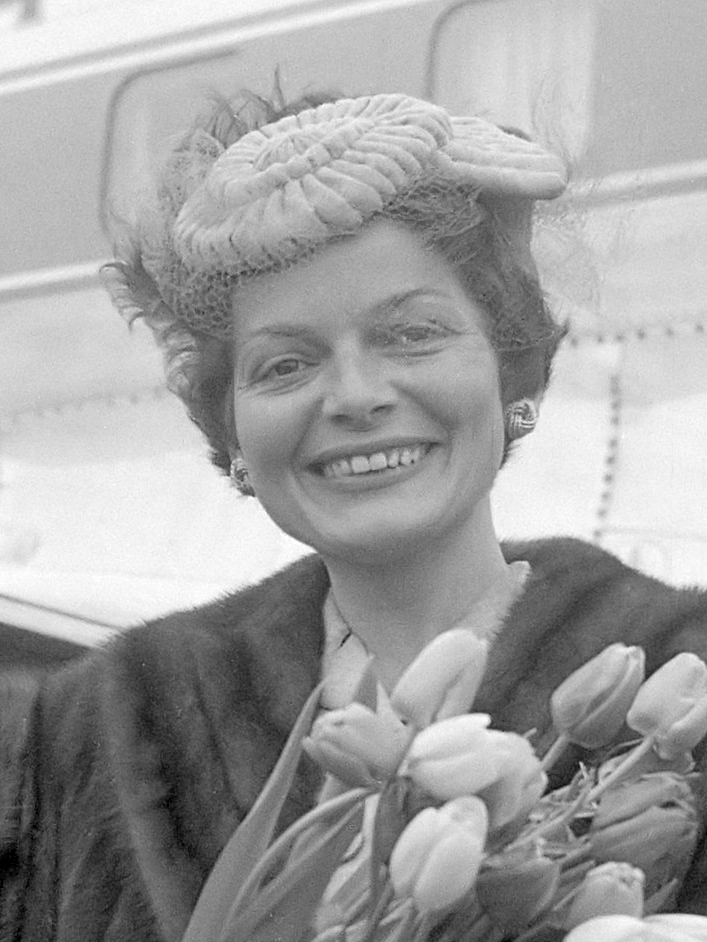
Lys Assia, gagnante du Concours en 1956 pour la Suisse.
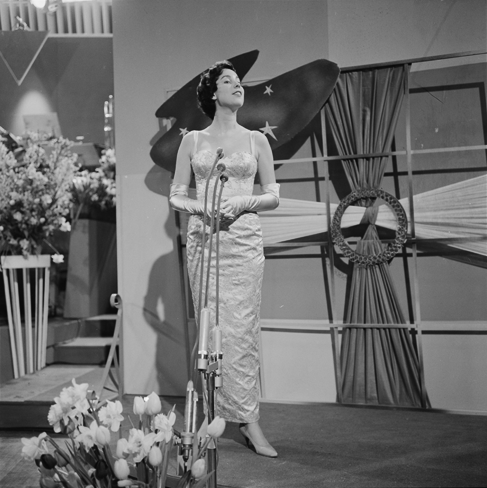
Corry Brokken, gagnante du Concours en 1957 pour les Pays-Bas.
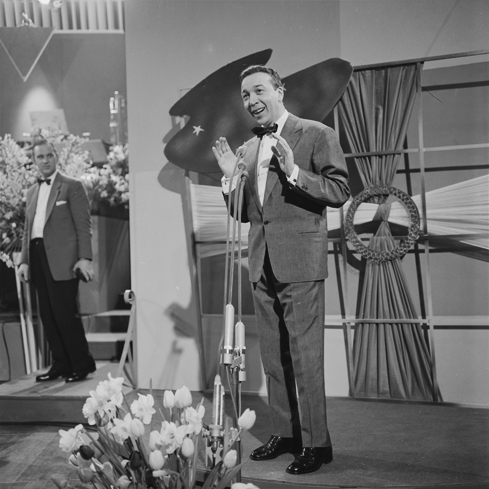
André Claveau, gagnant du Concours en 1958 pour la France.
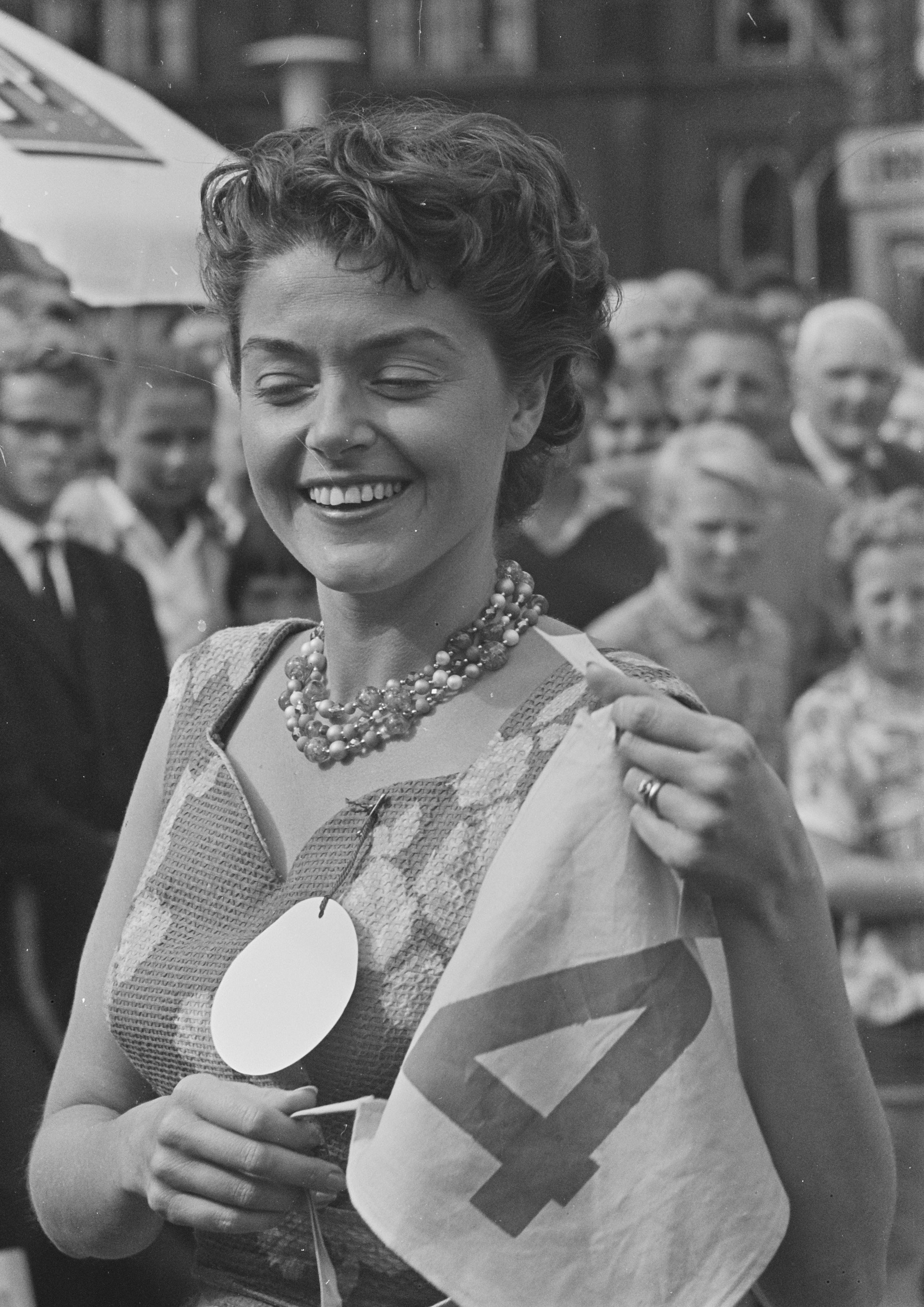
Teddy Scholten, gagnante du Concours en 1959 pour les Pays-Bas.
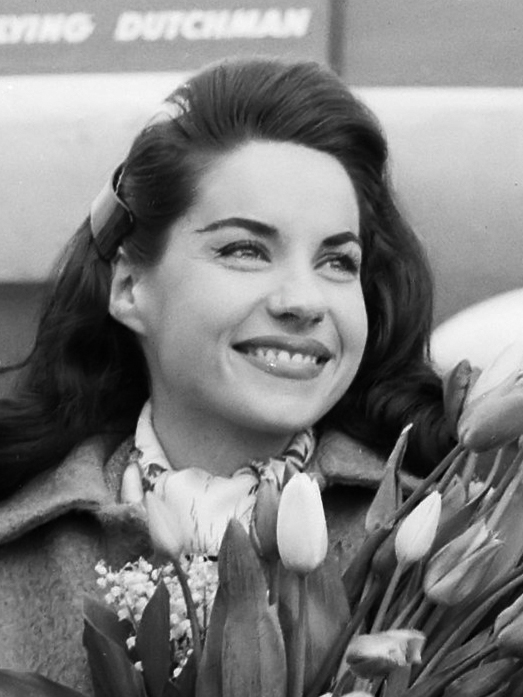
Jacqueline Boyer, gagnante du Concours en 1960 pour la France.
- Jean-Claude Pascal, gagnant du Concours en 1961 pour le Luxembourg.
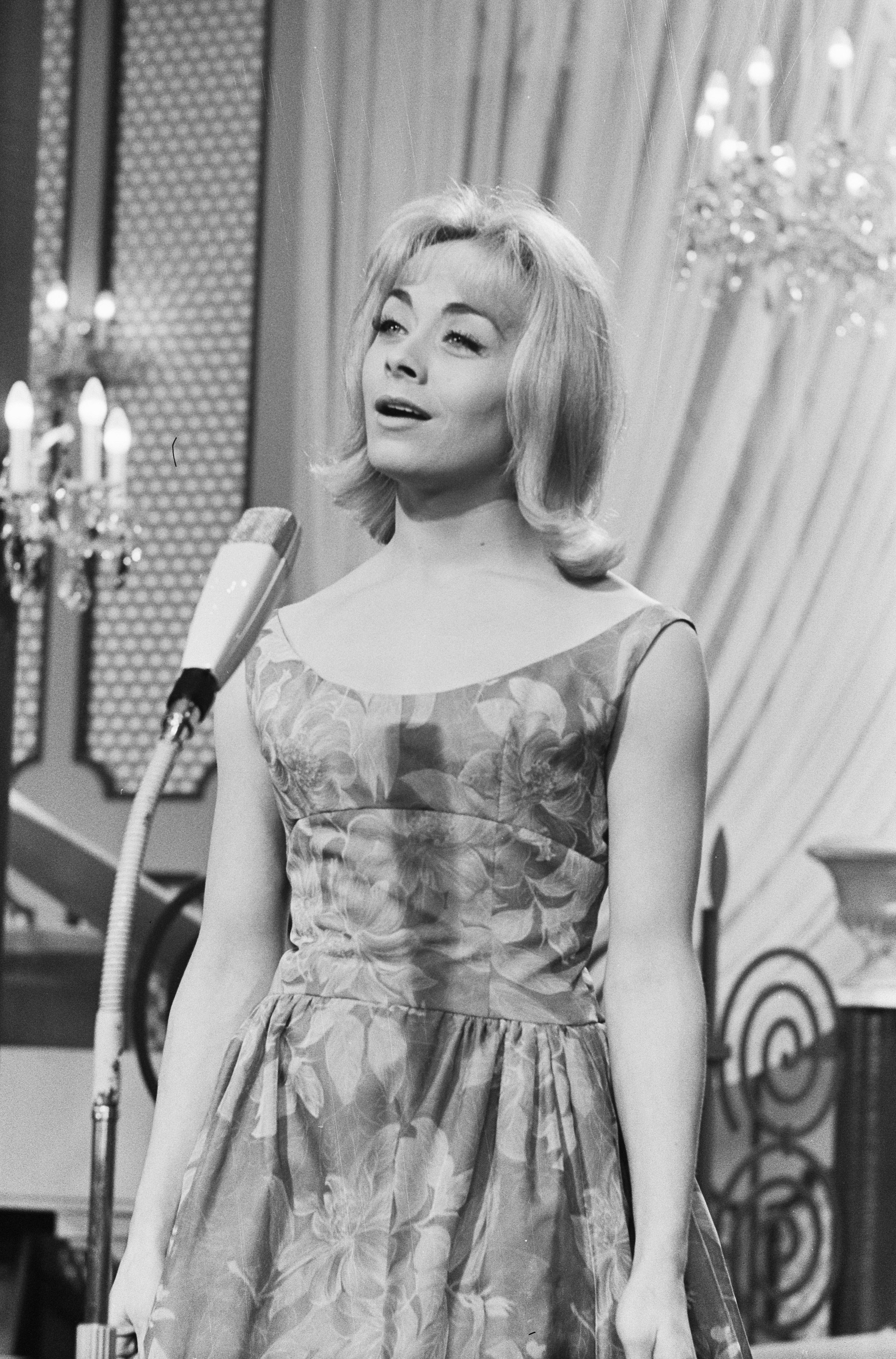
Isabelle Aubret, gagnante du Concours en 1962 pour la France.
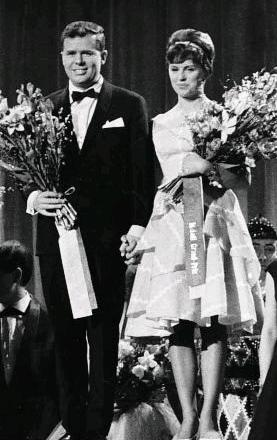
Grethe et Jørgen Ingmann, gagnants du Concours en 1963 pour le Danemark.
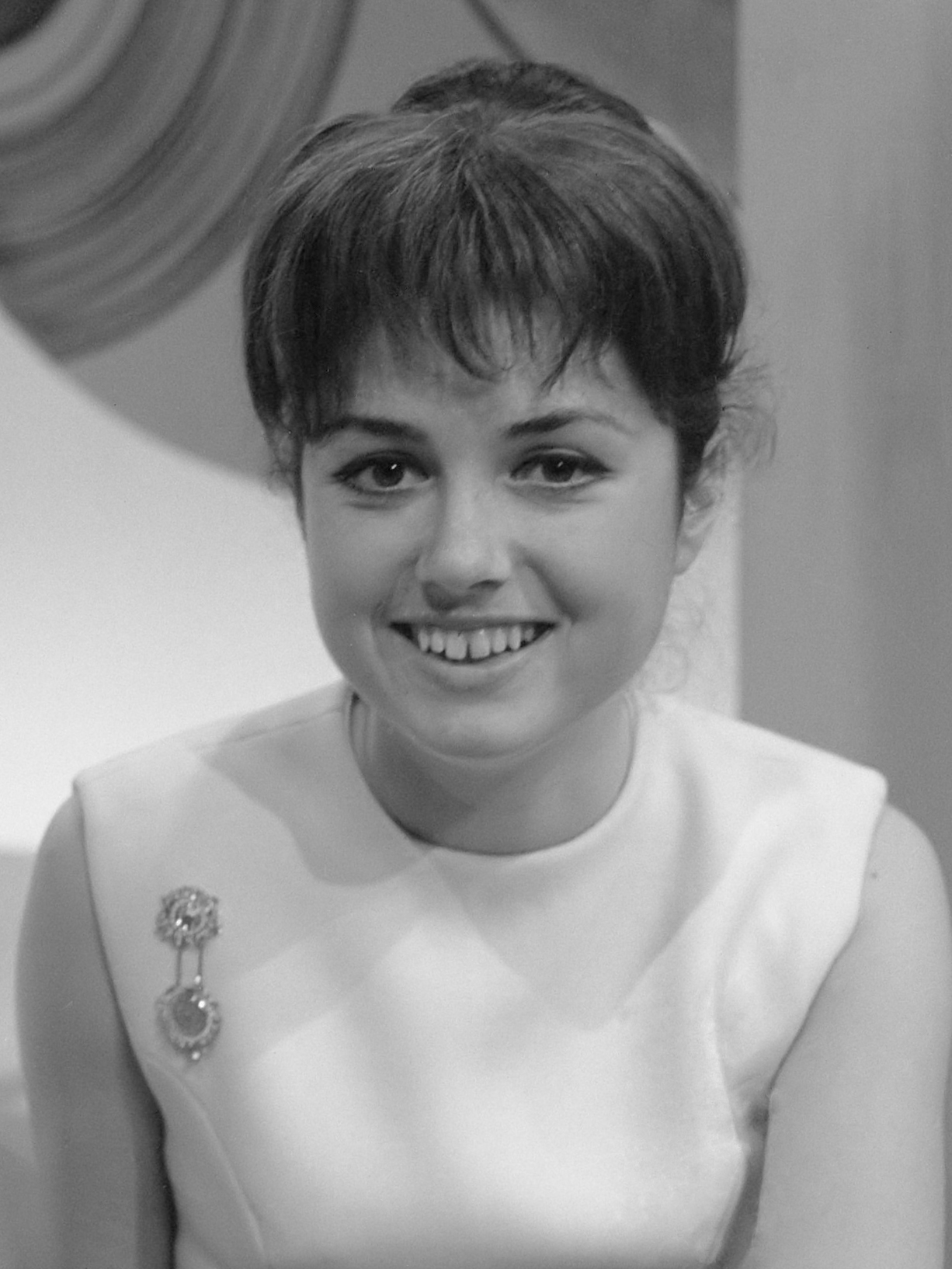
Gigliola Cinquetti, gagnante du Concours en 1964 pour l'Italie.
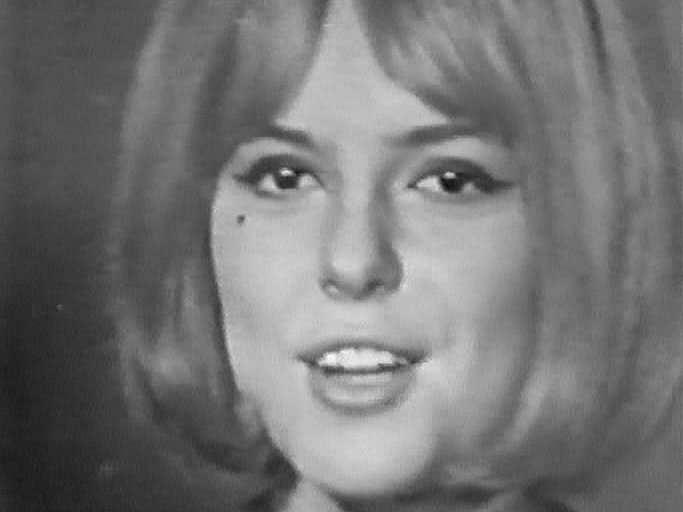
France Gall, gagnante du Concours en 1965 pour le Luxembourg.
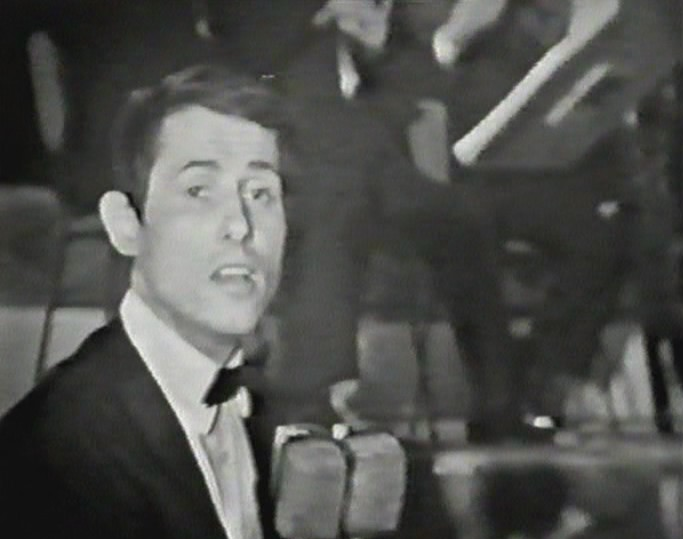
Udo Jürgens, gagnant du Concours en 1966 pour l'Autriche.
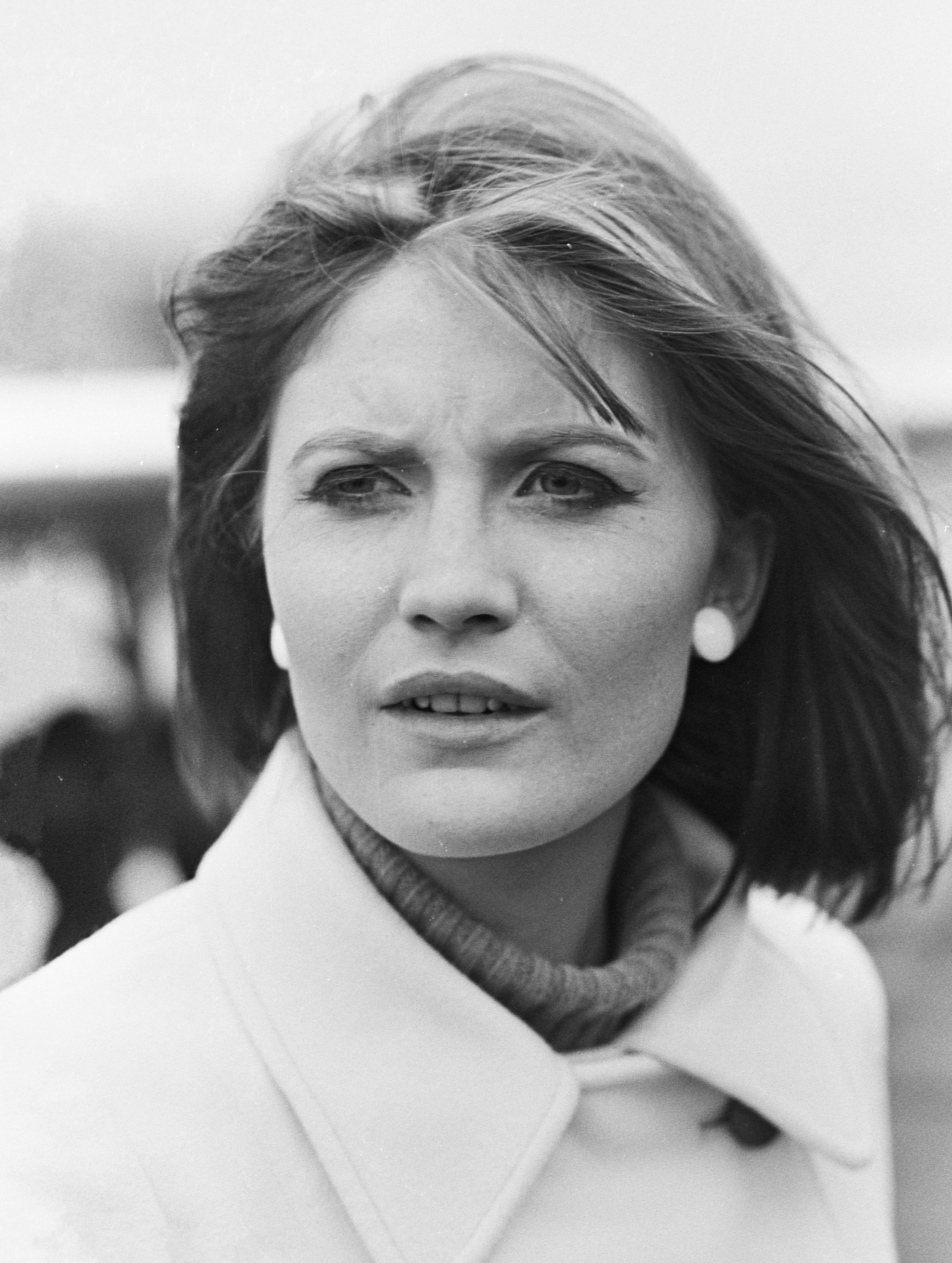
Sandie Shaw, gagnante du Concours en 1967 pour le Royaume-Uni.
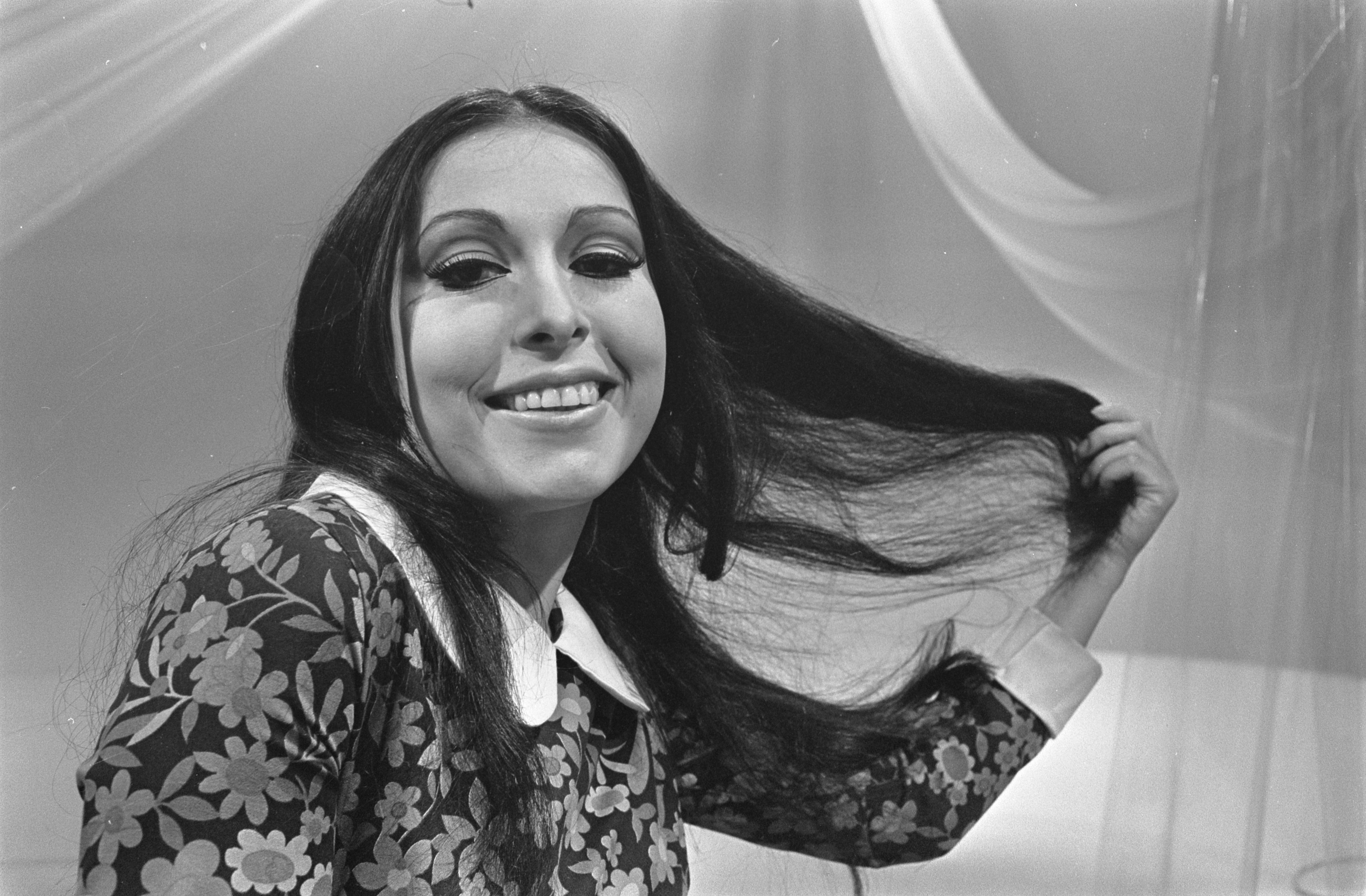
Massiel, gagnante du Concours en 1968 pour l'Espagne.
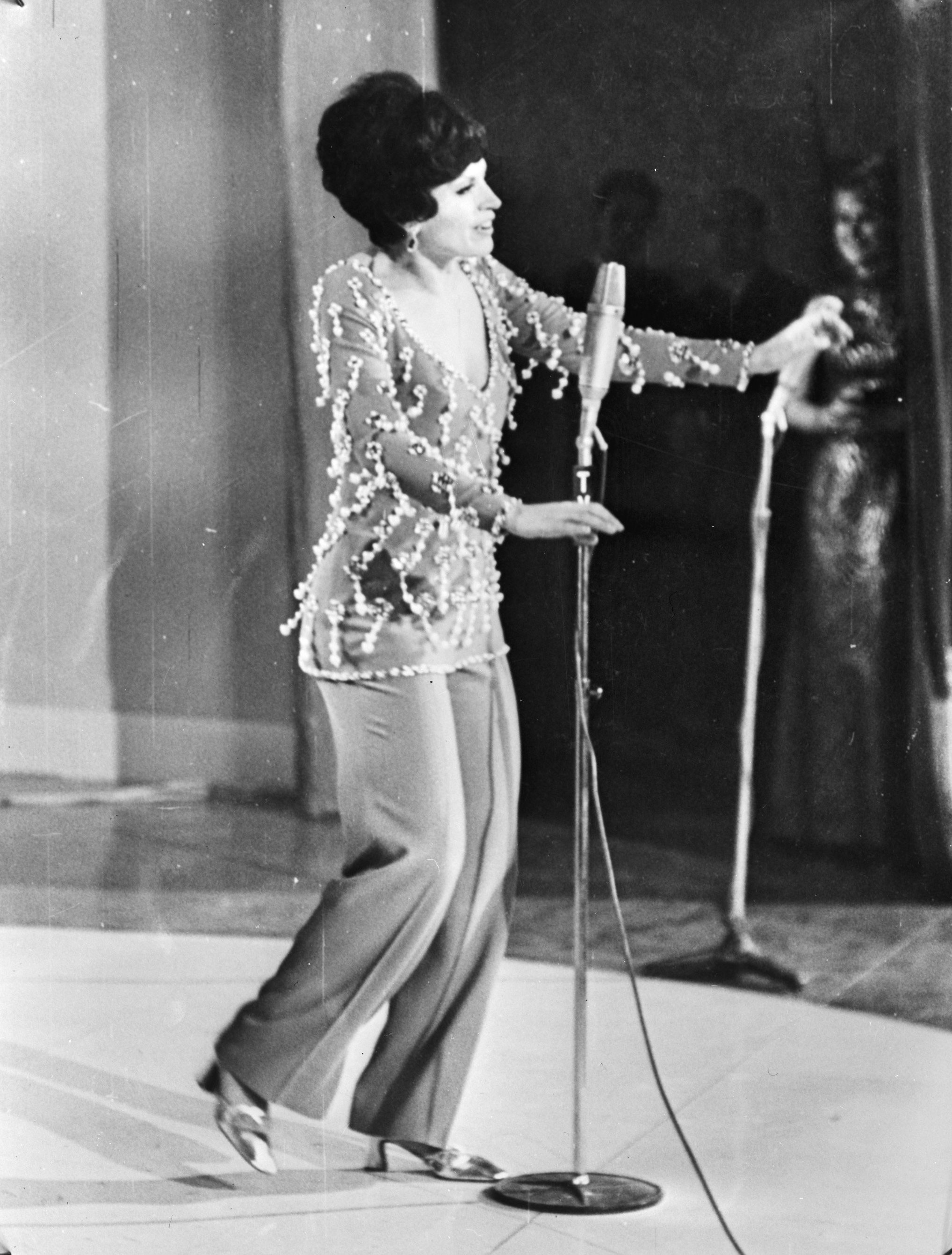
Salomé, une des quatre gagnants du Concours en 1969 pour l'Espagne.
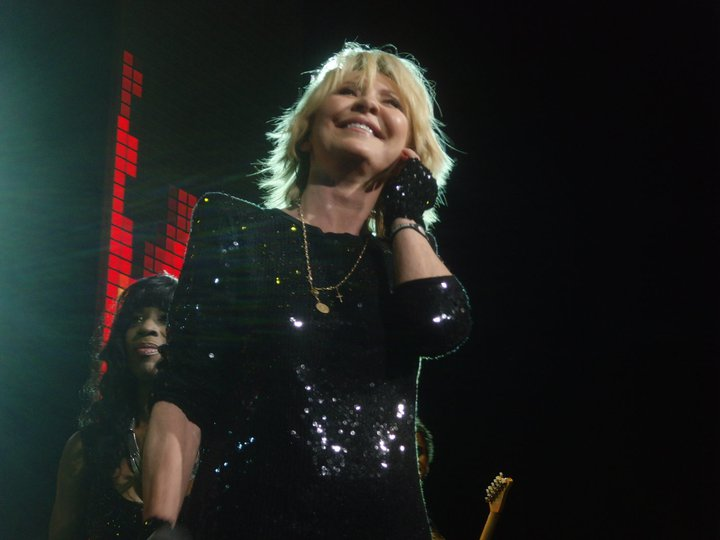
Lulu, une des quatre gagnants du Concours en 1969 pour le Royaume-Uni.
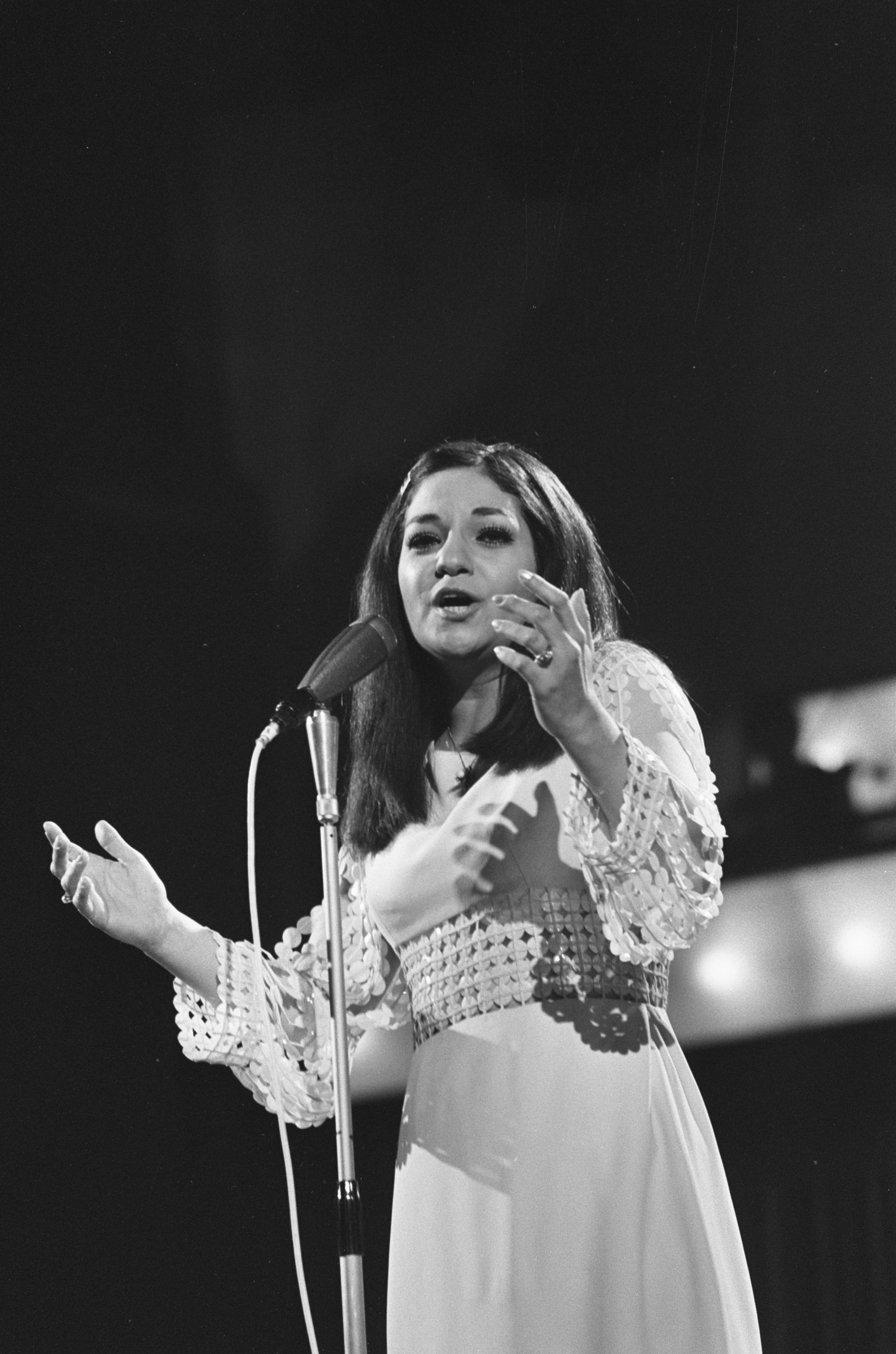
Frida Boccara, une des quatre gagnants du Concours en 1969 pour la France.
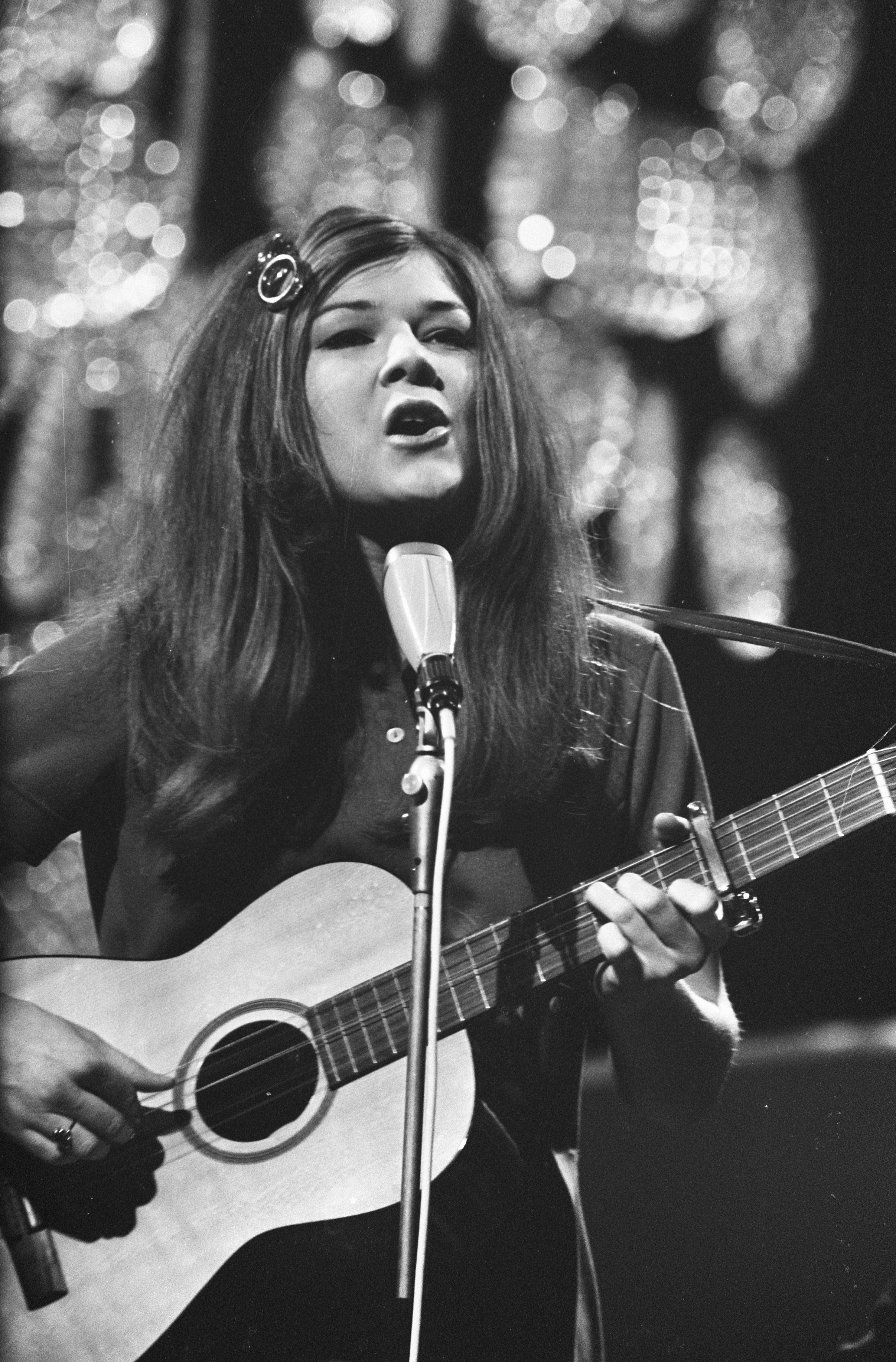
Lenny Kuhr, une des quatre gagnants du Concours en 1969 pour les Pays-Bas.
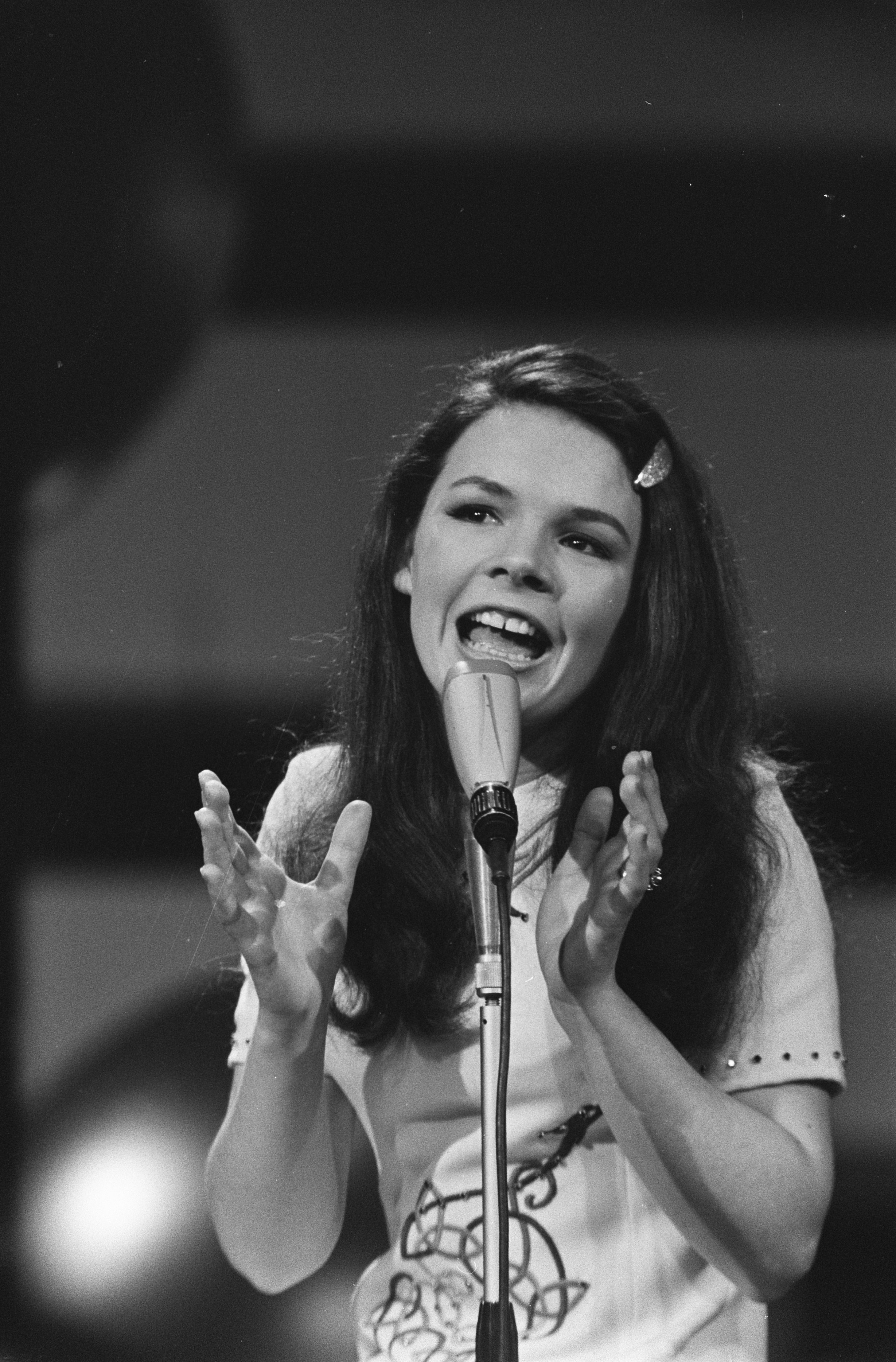
Dana, gagnante du Concours en 1970 pour l'Irlande.
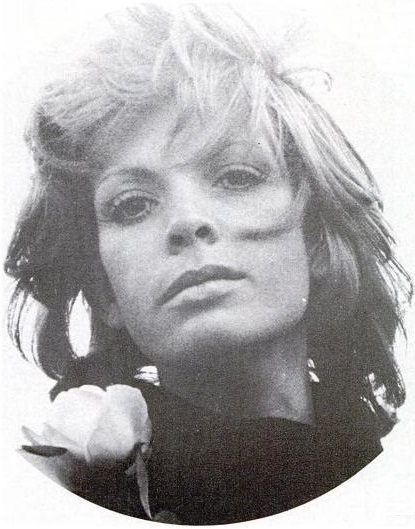
Séverine, gagnante du Concours en 1971 pour Monaco.
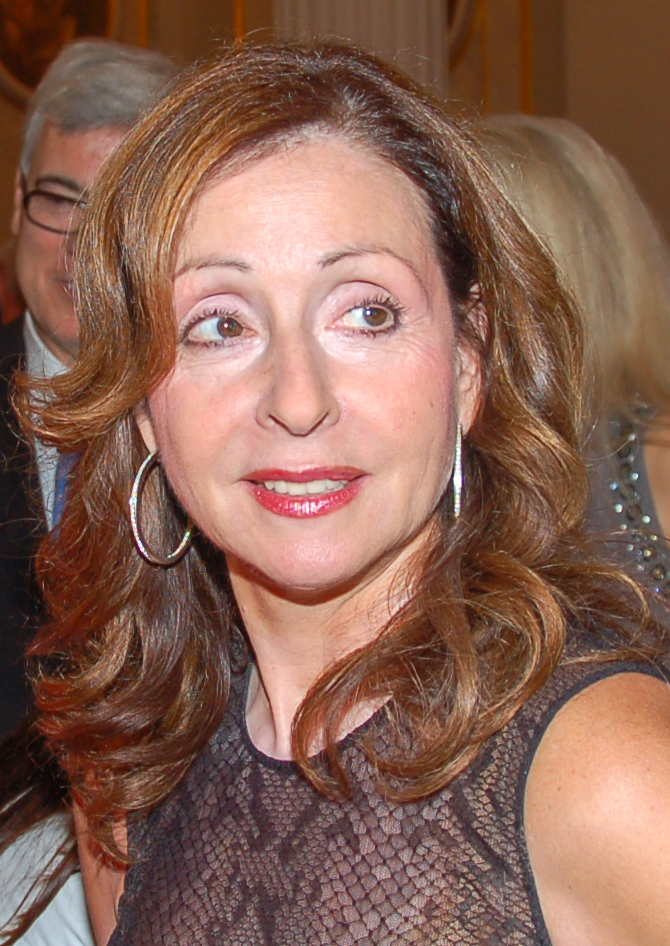
Vicky Leandros, gagnante du Concours en 1972 pour le Luxembourg.
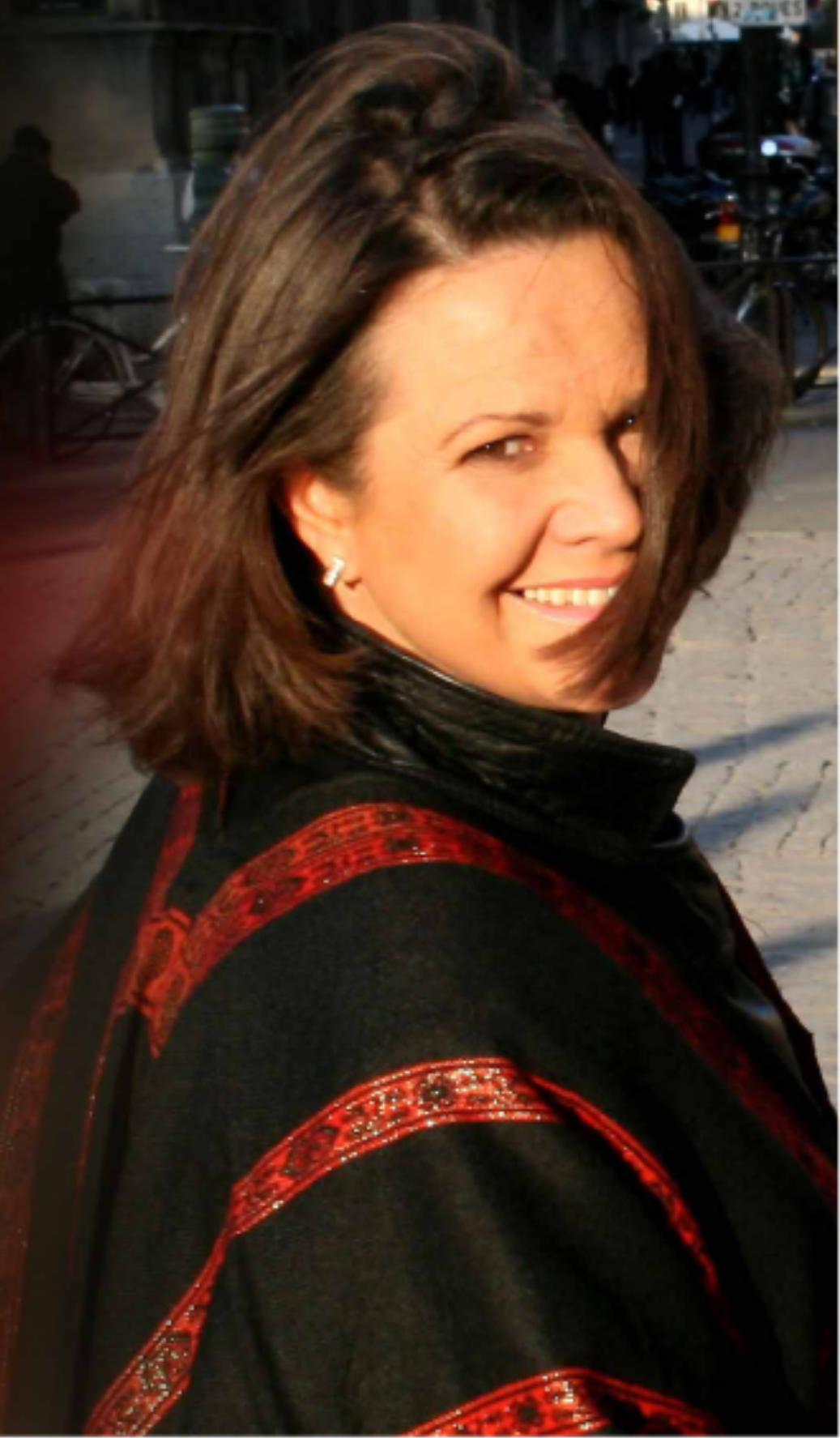
Anne Marie David, gagnante du Concours en 1973 pour le Luxembourg.
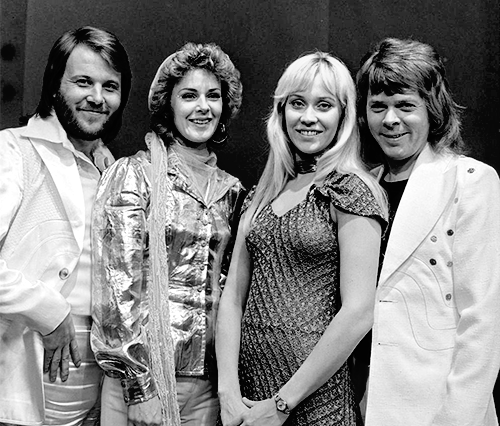
ABBA, gagnants du Concours en 1974 et du Concours de 50e anniversaire pour la Suède.
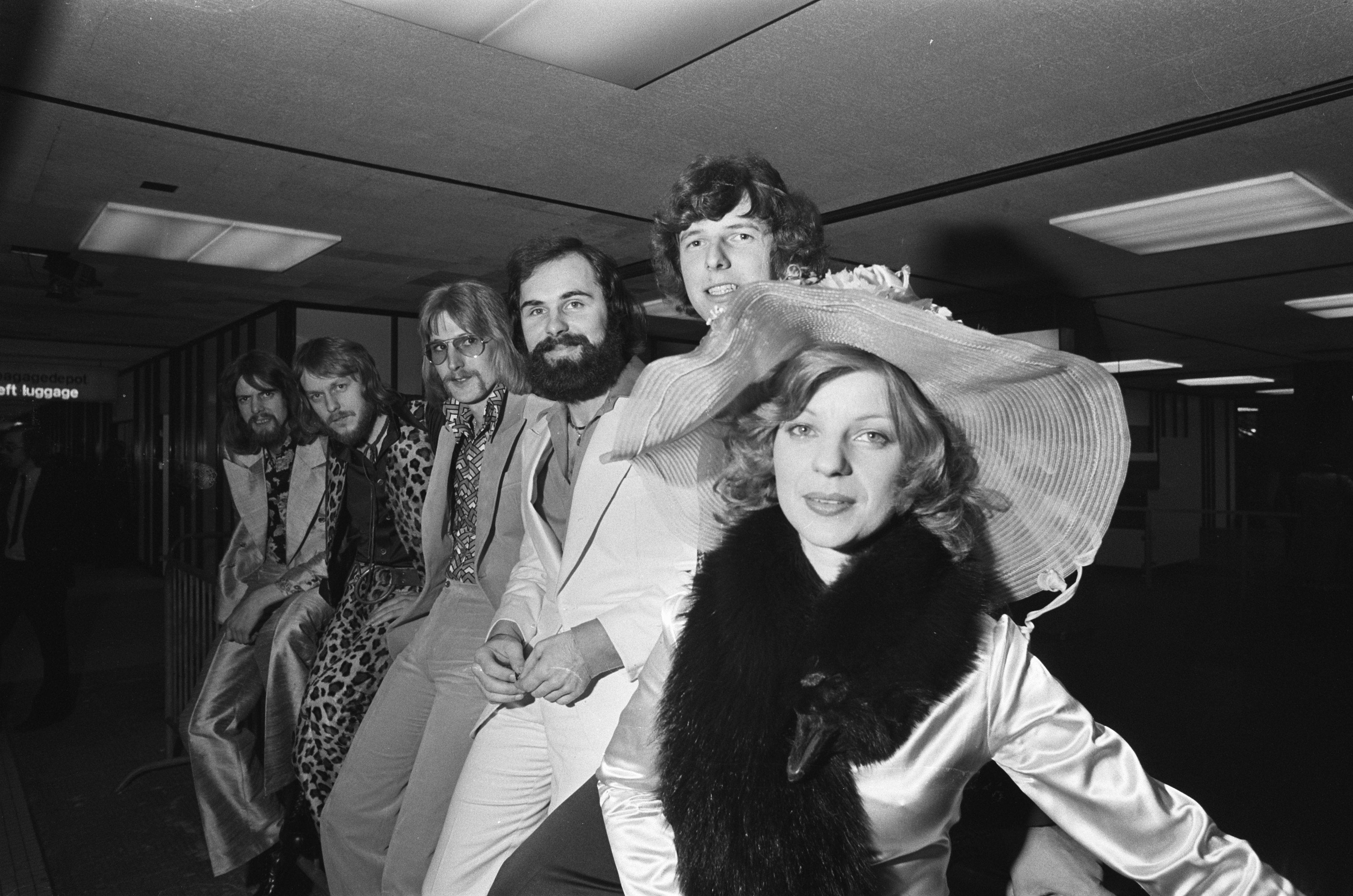
Teach-In, gagnants du Concours en 1975 pour les Pays-Bas.
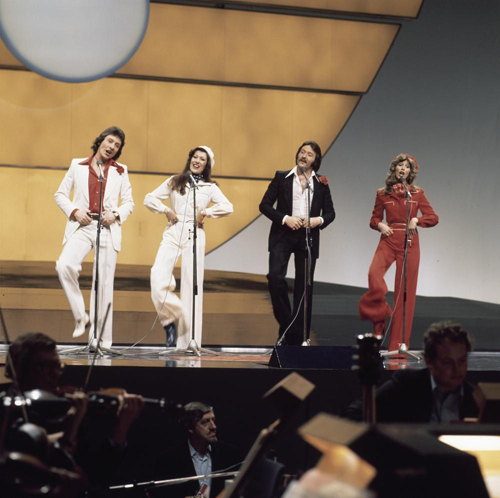
Brotherhood of Man, gagnants du Concours en 1976 pour le Royaume-Uni.
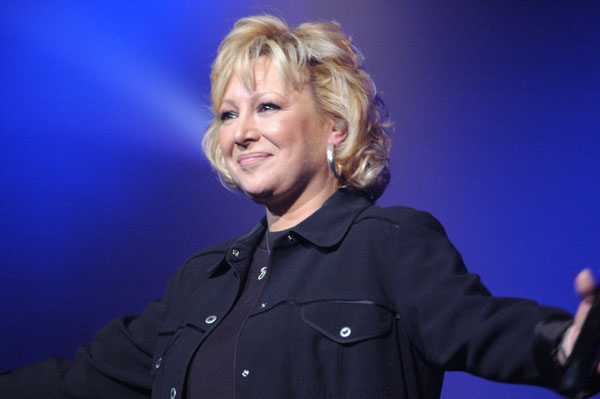
Marie Myriam, gagnante du Concours en 1977 pour la France.
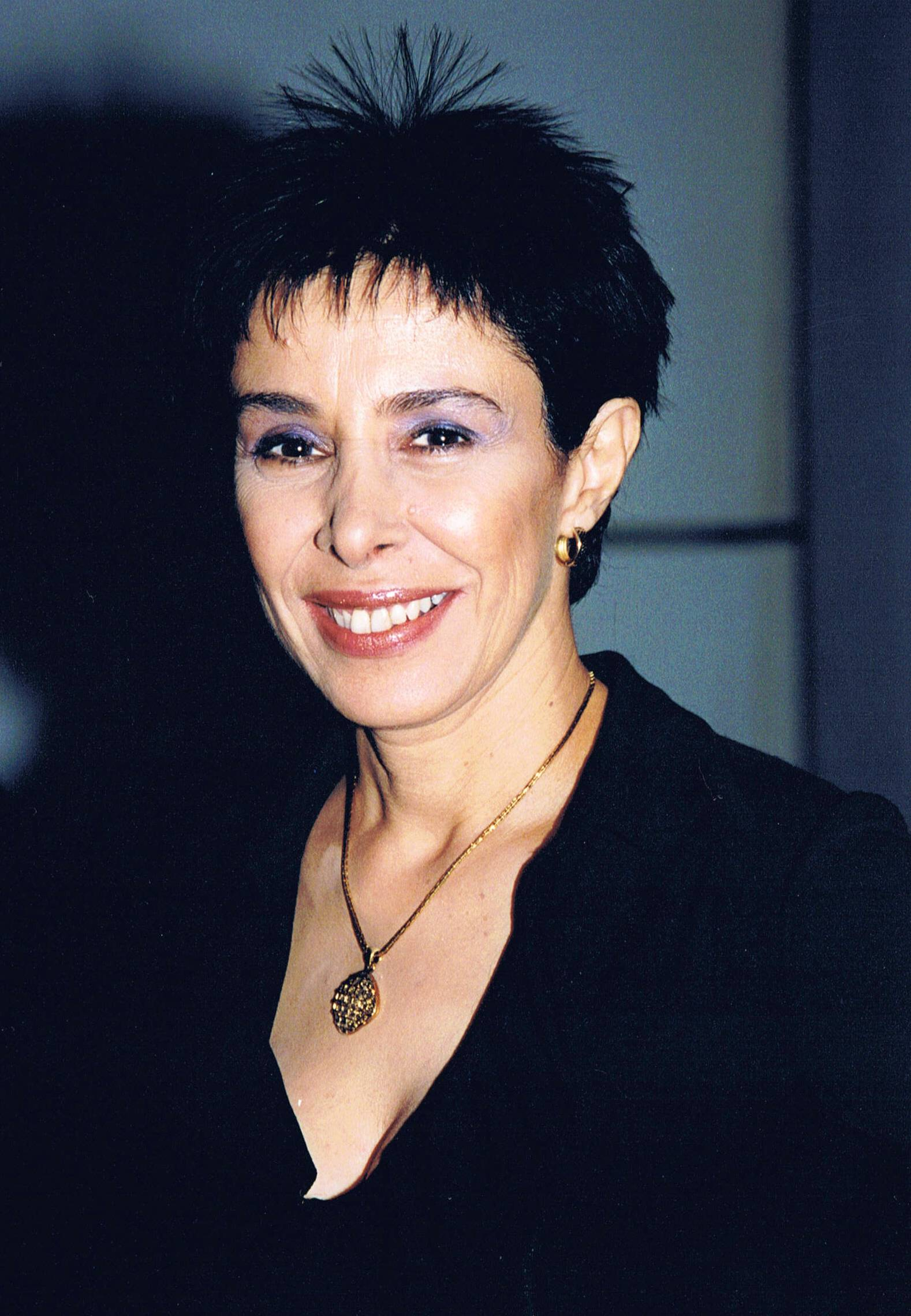
Gali Atari, gagnante (avec Milk and Honey (groupe), du Concours en 1979 pour Israël.
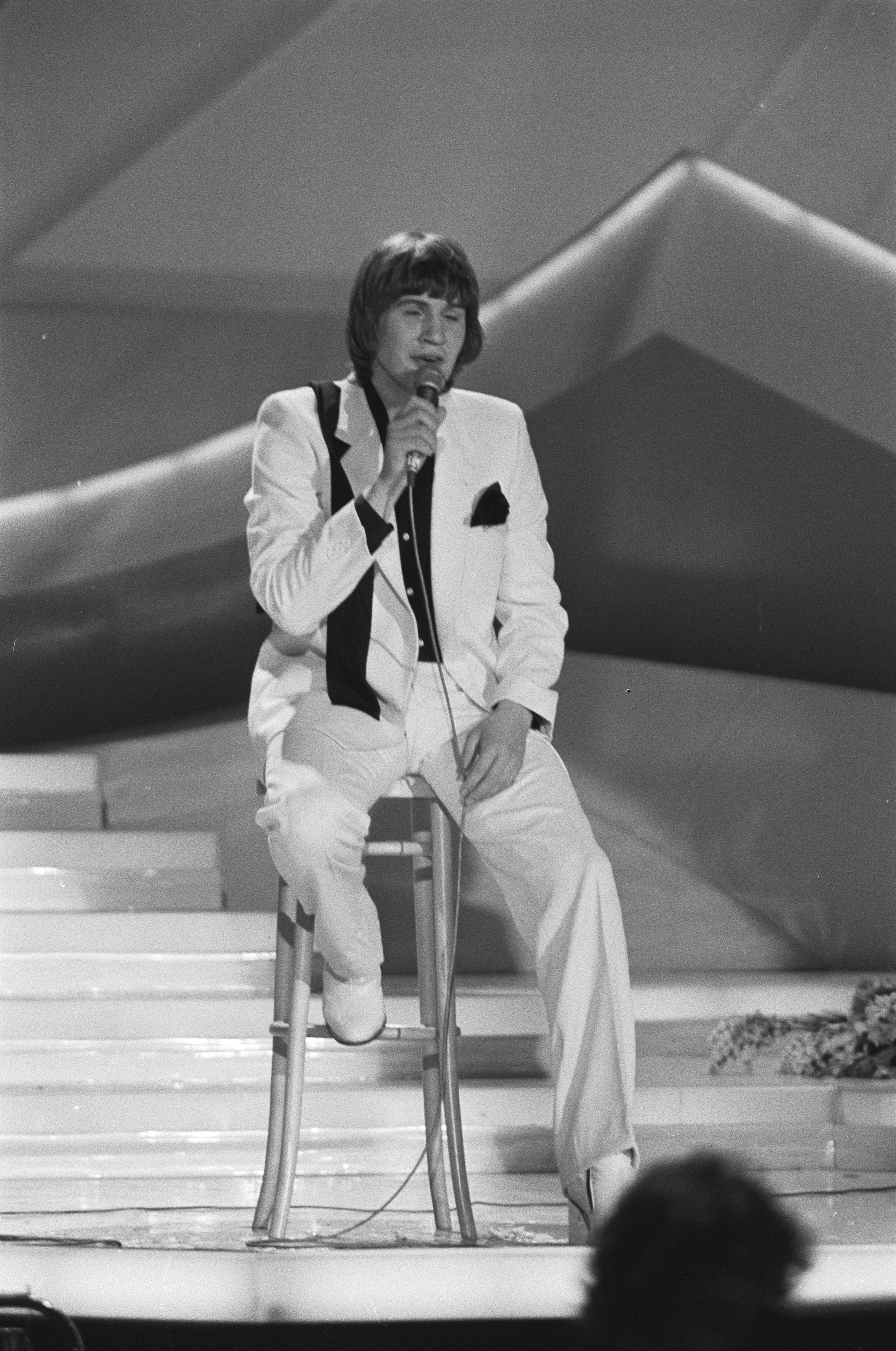
Johnny Logan, gagnant du Concours en 1980 et 1987 pour l'Irlande.
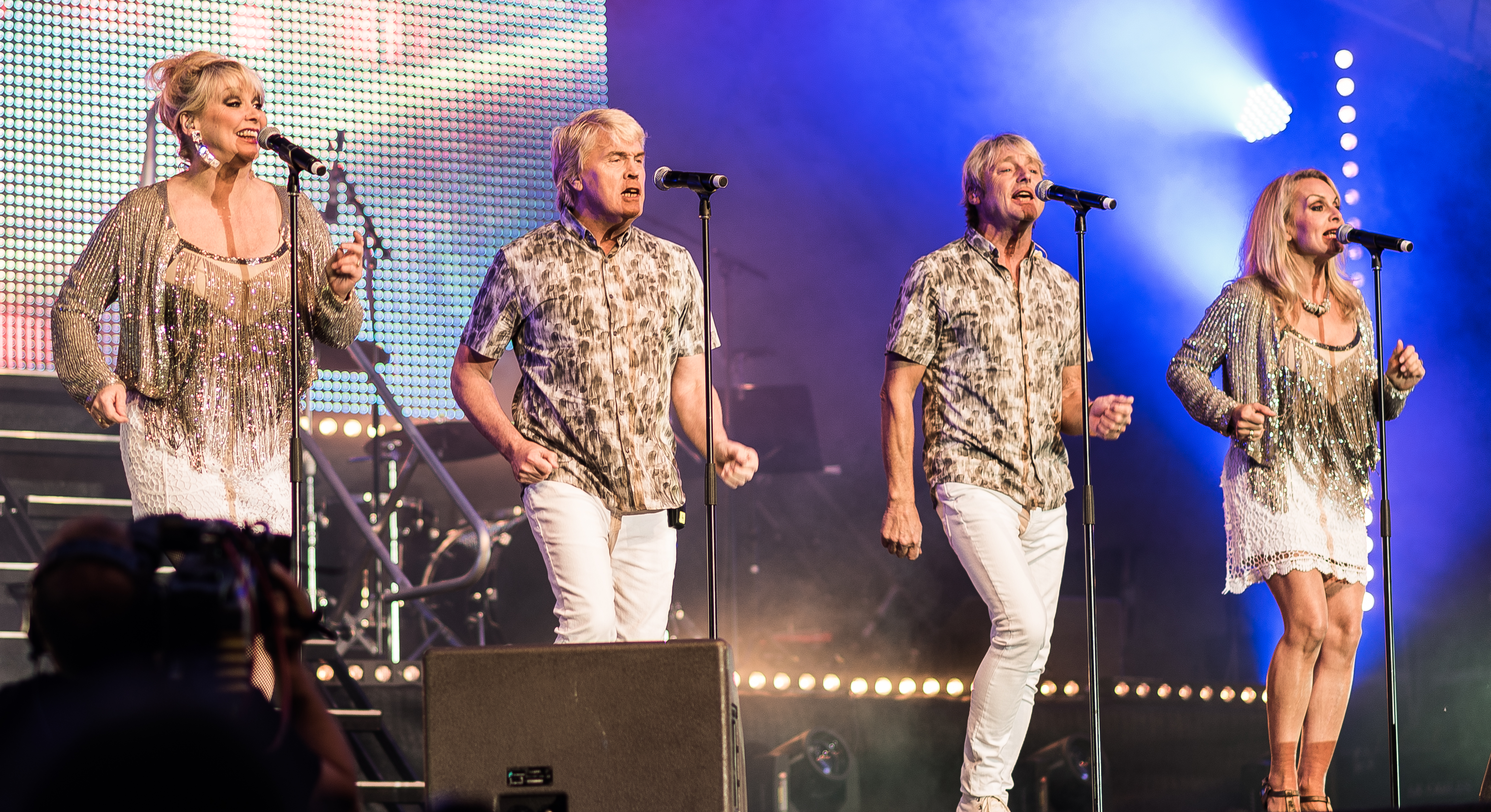
Bucks Fizz, gagnants du Concours en 1981 pour le Royaume-Uni.
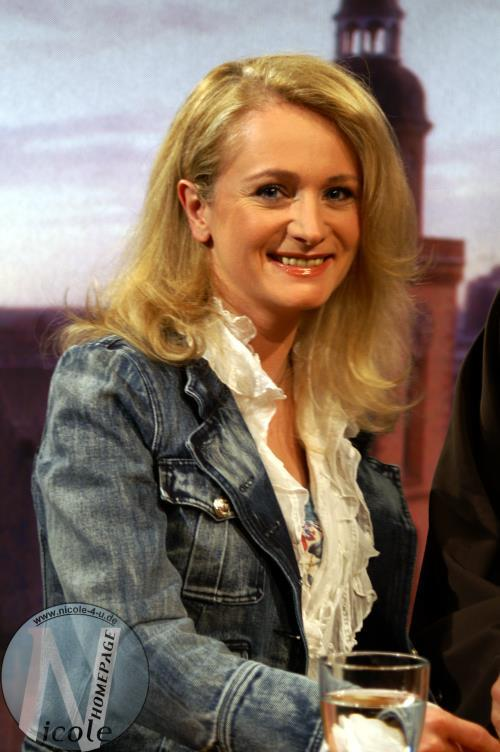
Nicole Hohloch, gagnante du Concours en 1982 pour l'Allemagne.
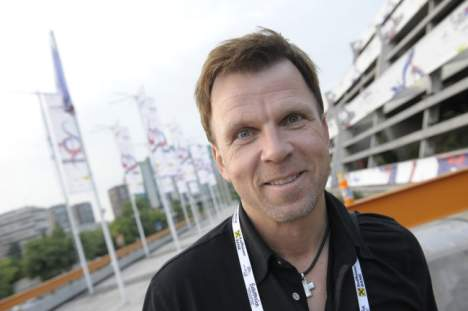
Richard Herrey de Herreys, gagnant du Concours en 1984 pour la Suède.
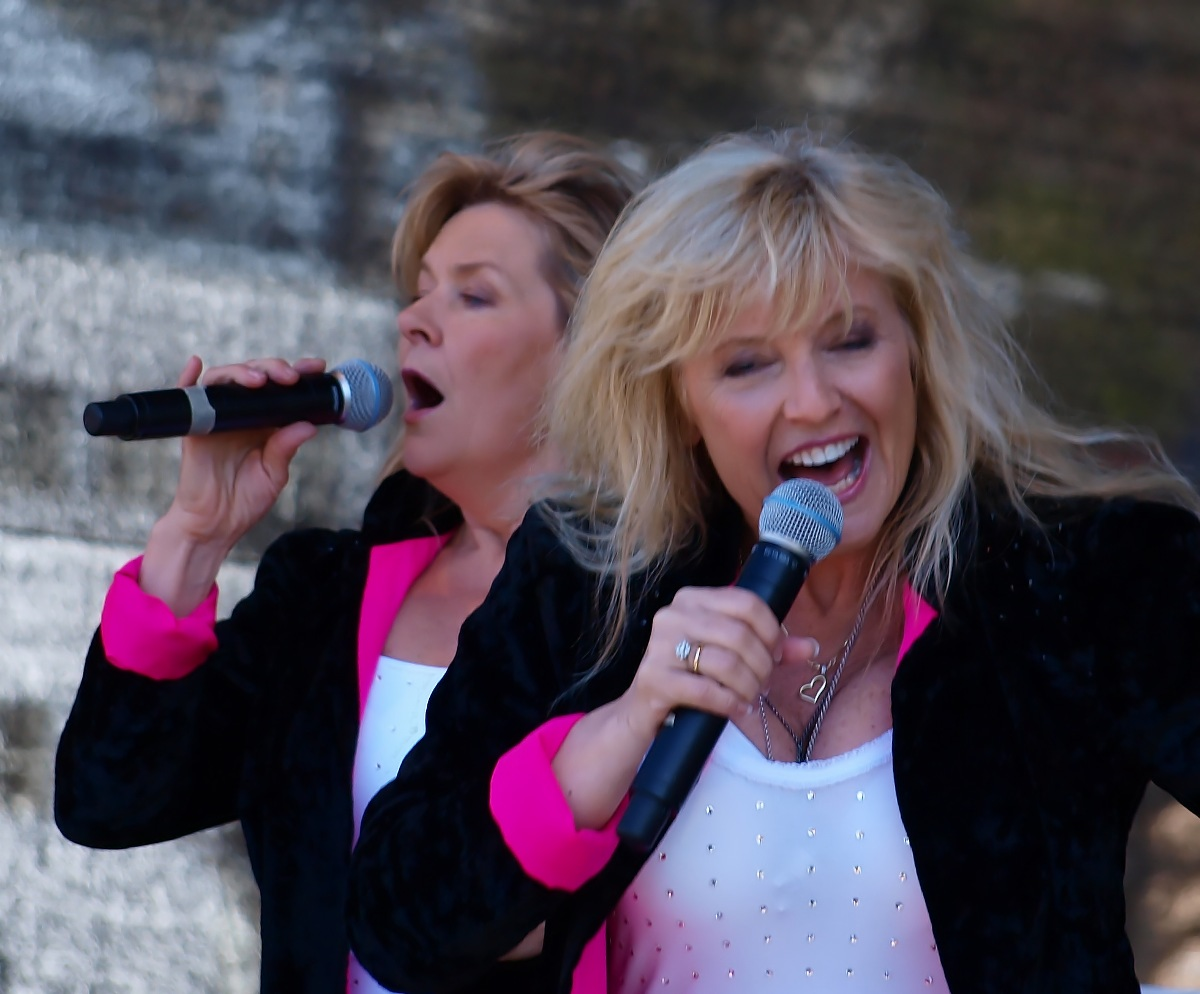
Bobbysocks, gagnants du Concours en 1985 pour la Norvège.
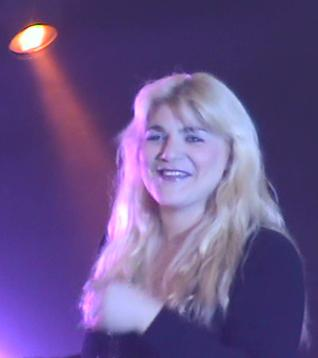
Sandra Kim, gagnante du Concours en 1986 pour la Belgique.
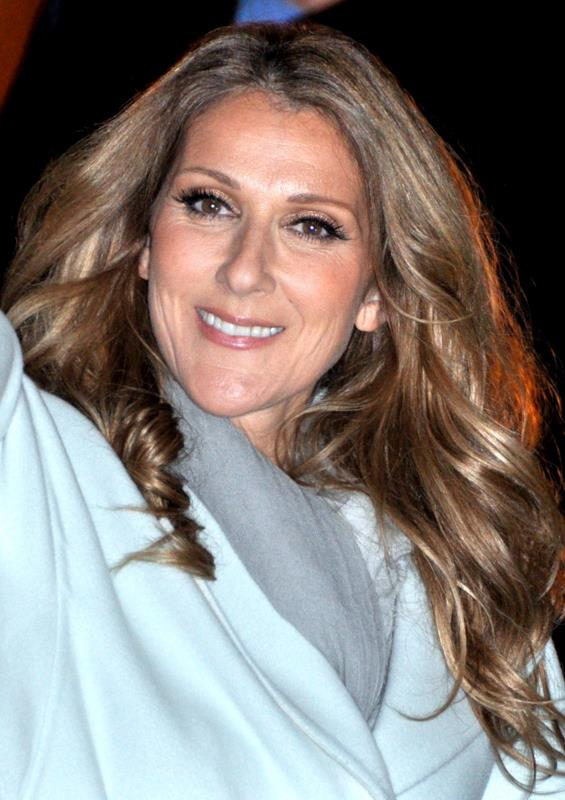
Céline Dion, gagnante du Concours en 1988 pour la Suisse.
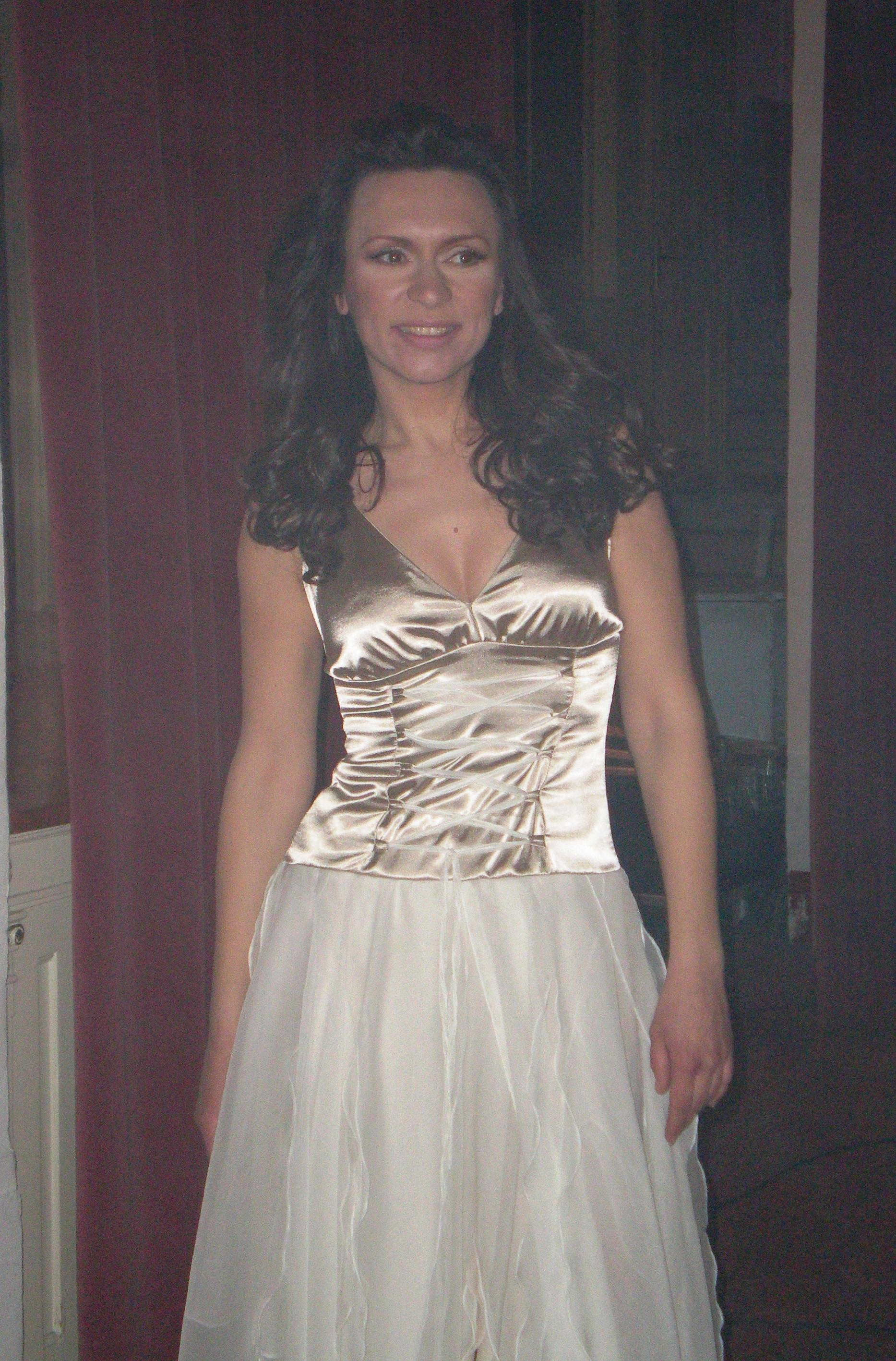
Emilija Kokić, de Riva, gagnante du Concours en 1989 pour la Yougoslavie.
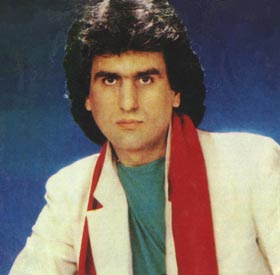
Toto Cutugno, gagnant du Concours en 1990 pour l'Italie.
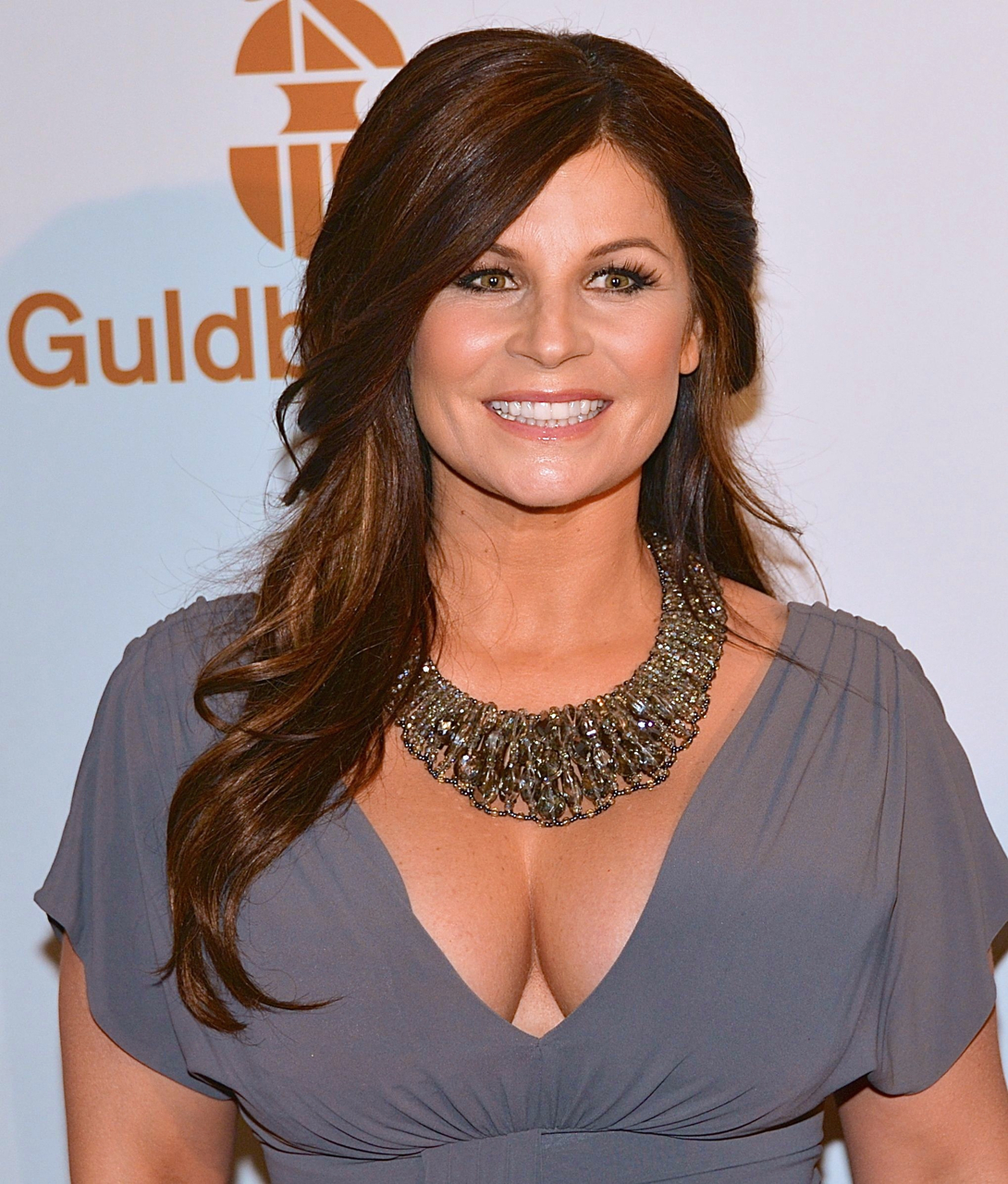
Carola Häggkvist, gagnante du Concours en 1991 pour la Suède.
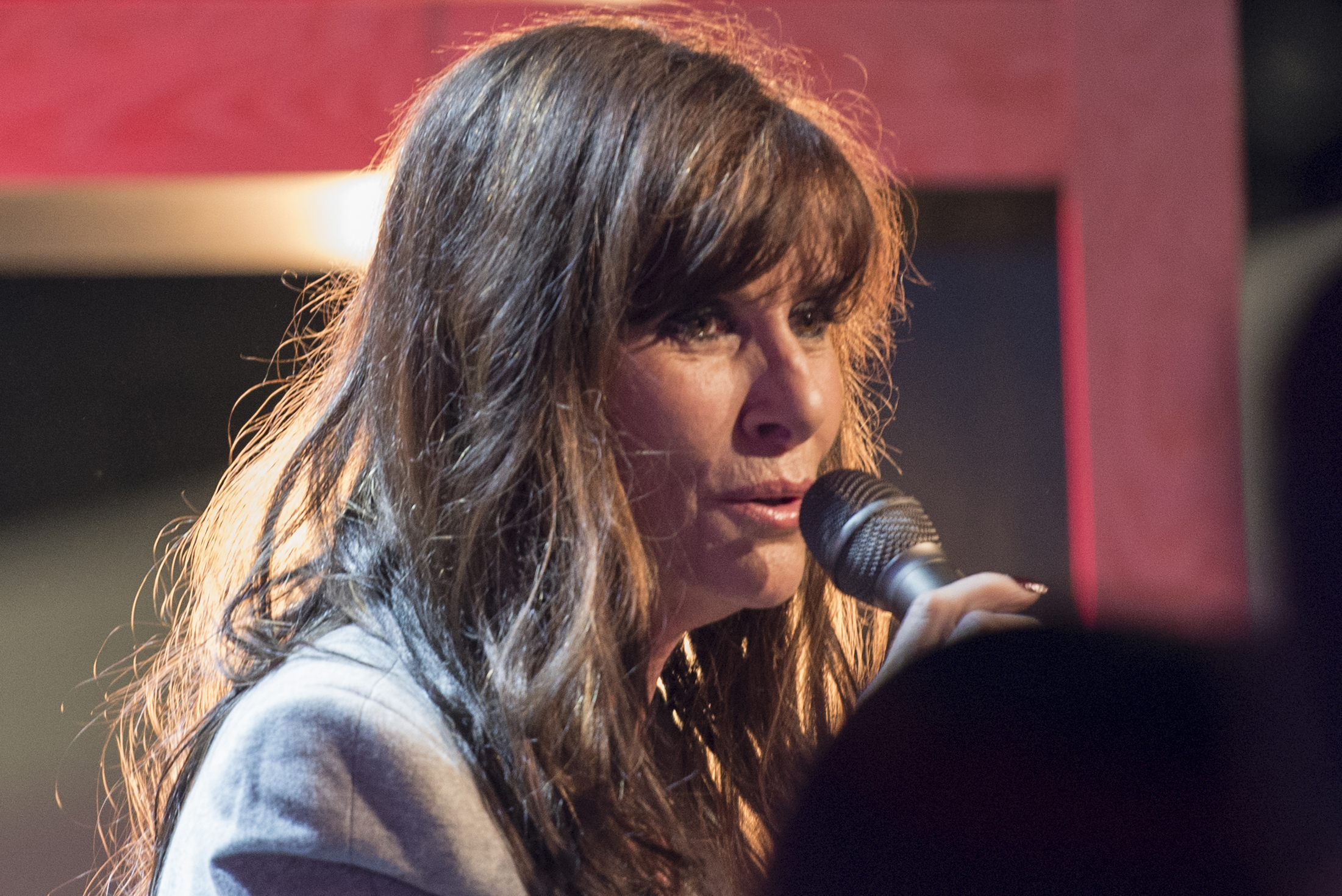
Linda Martin, gagnante du Concours en 1992 pour l'Irlande.
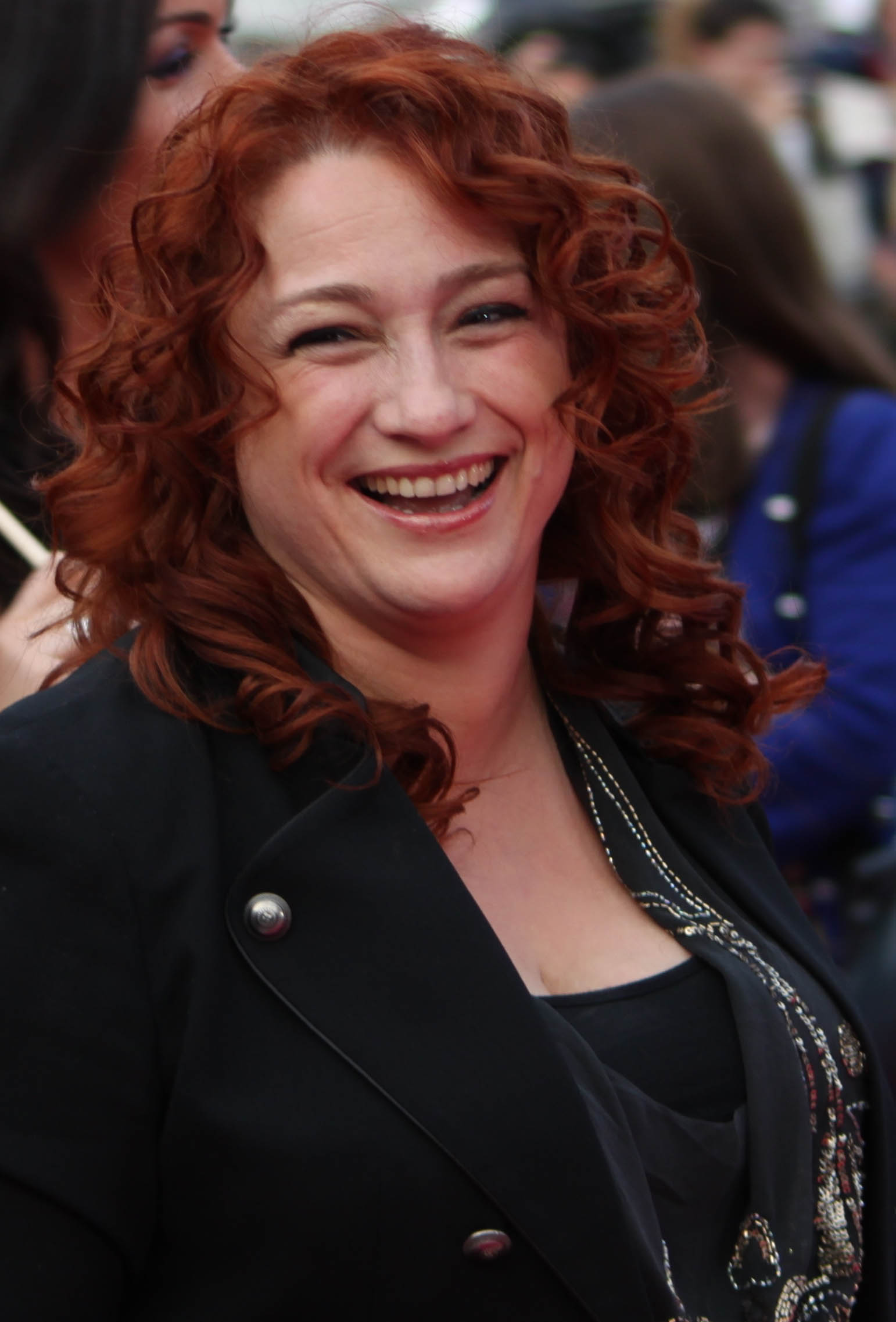
Niamh Kavanagh, gagnante du Concours en 1993 pour l'Irlande.
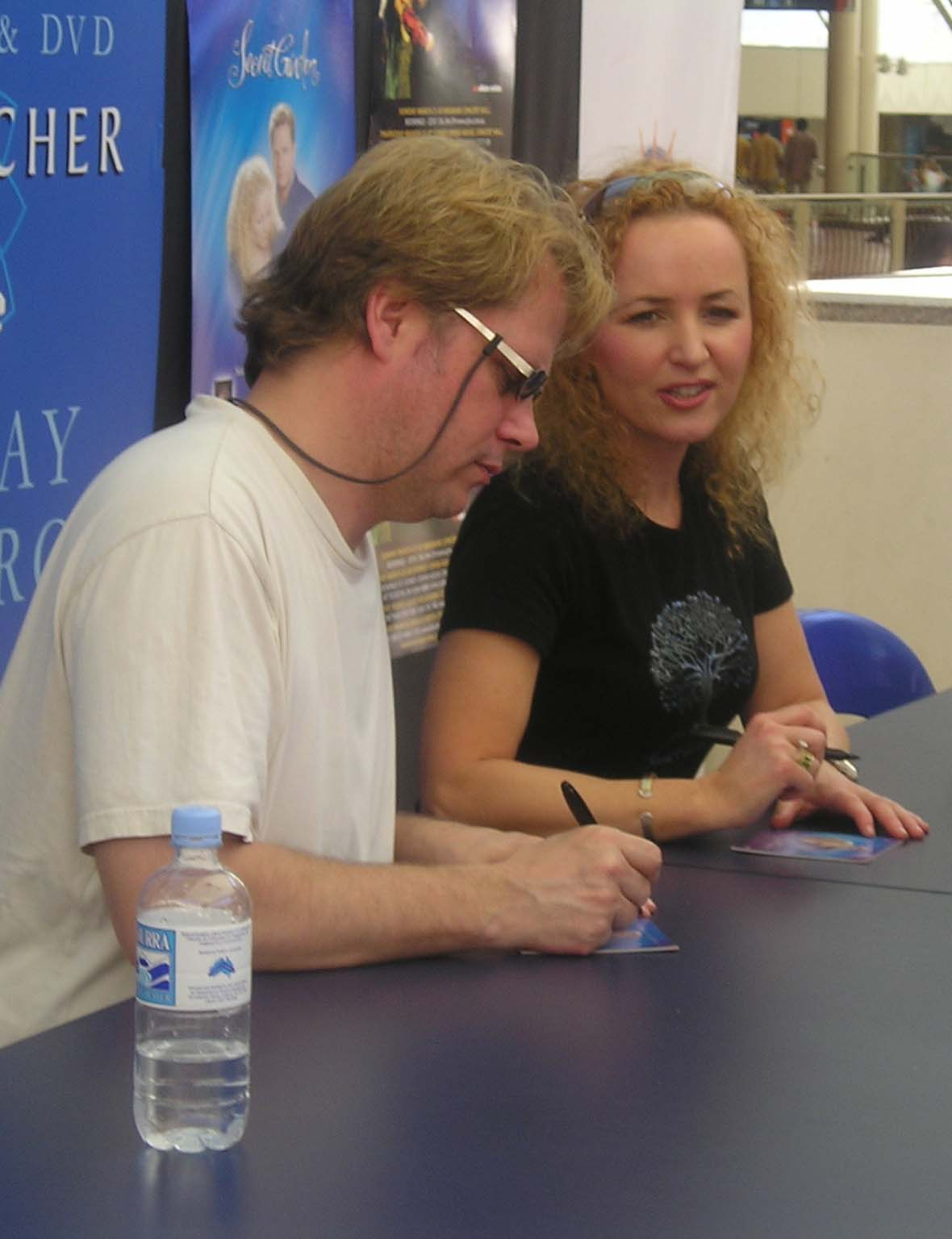
Secret Garden, gagnants du Concours en 1995 pour la Norvège.
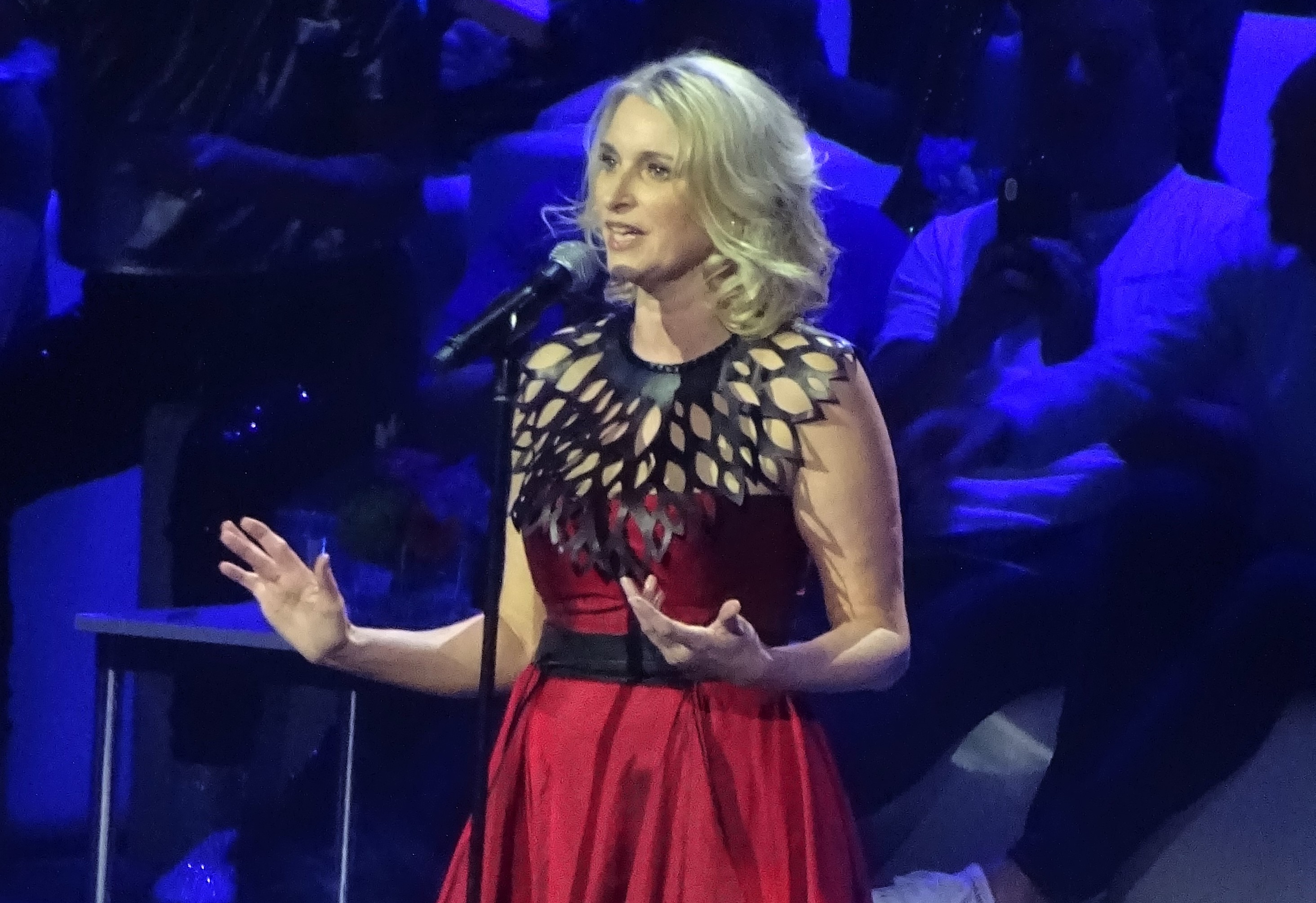
Eimear Quinn, gagnante du Concours en 1996 pour l'Irlande.
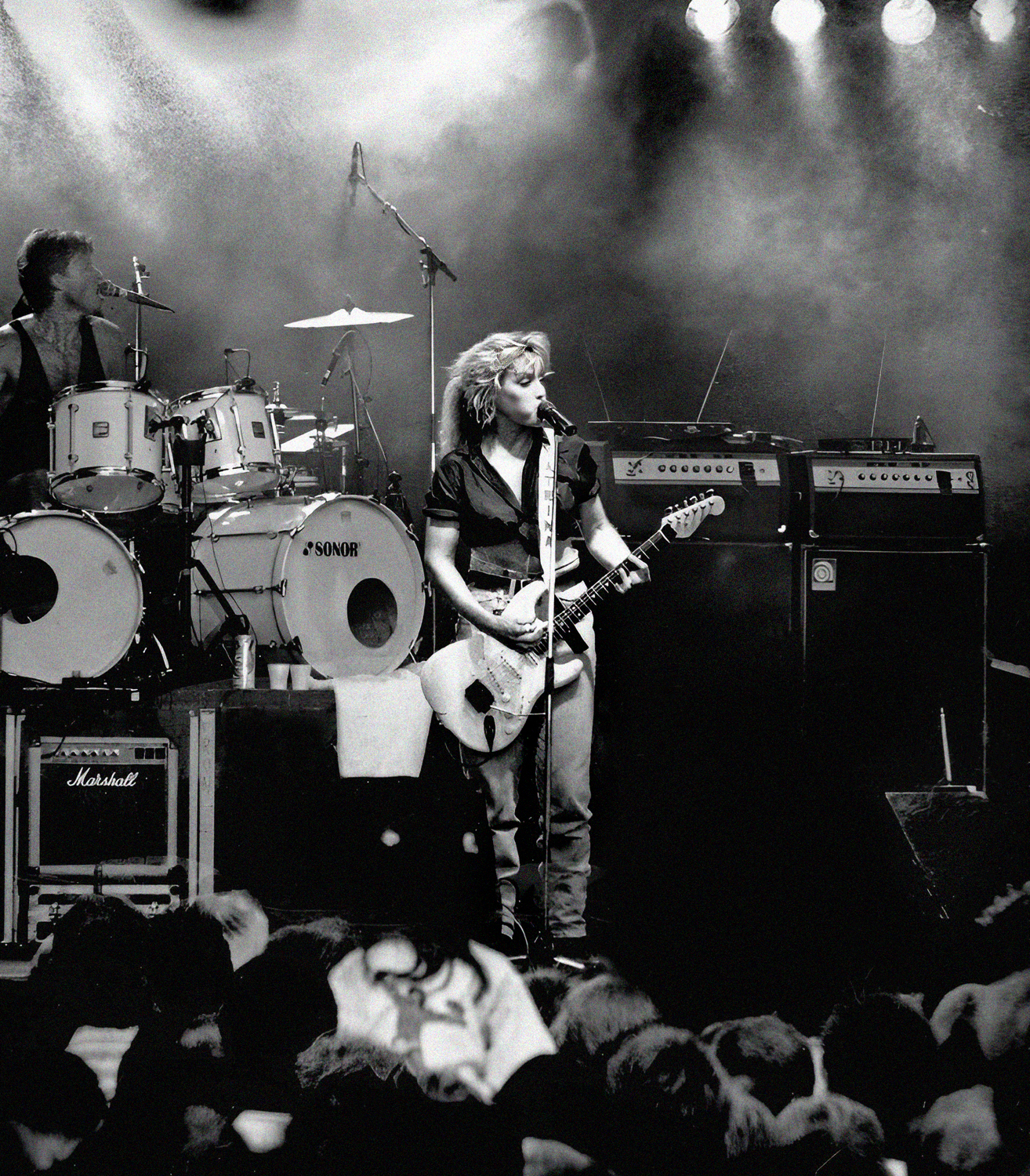
Katrina and the Waves, gagnants du Concours en 1997 pour le Royaume-Uni.
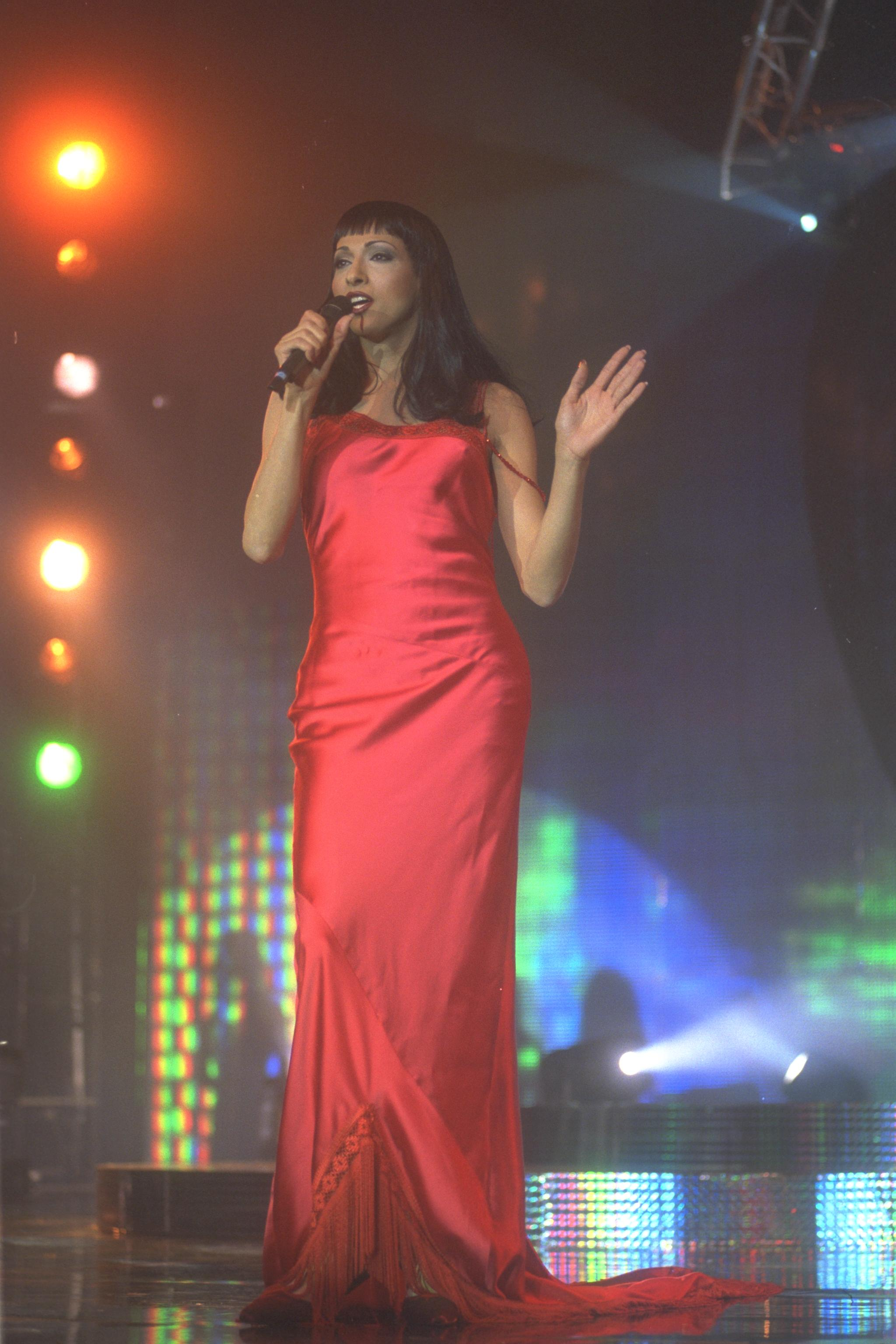
Dana International, gagnante du Concours en 1998 pour Israël.
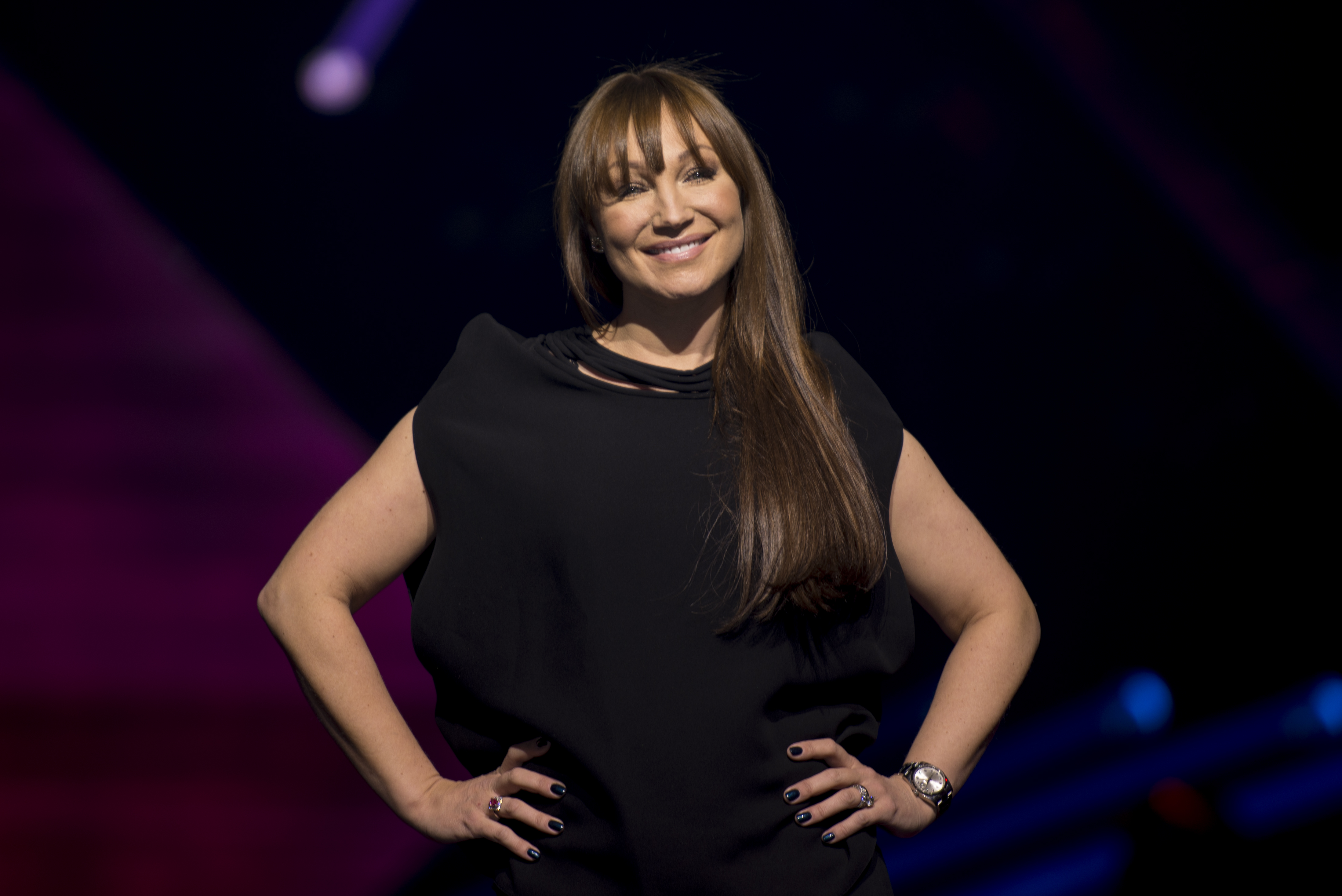
Charlotte Nilsson, gagnante du Concours en 1999 pour la Suède.
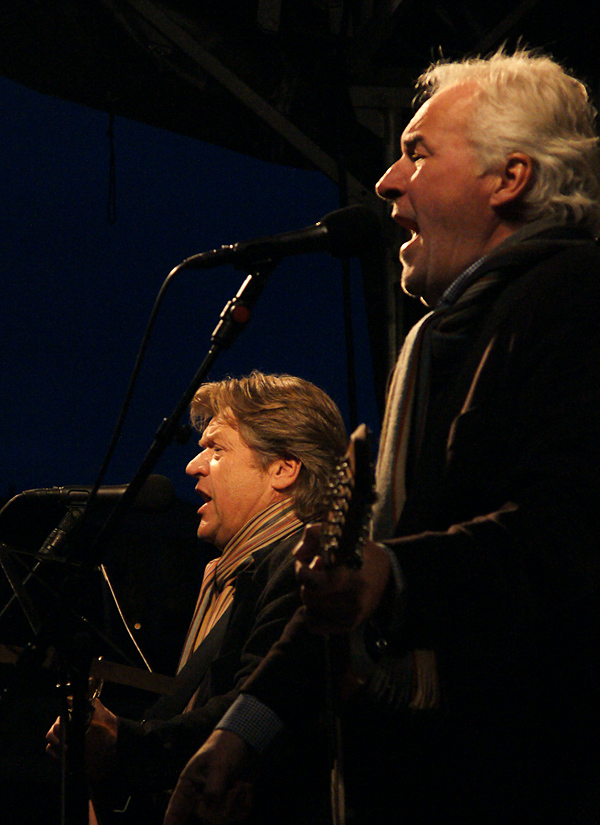
Olsen Brothers, gagnants du Concours en 2000 pour le Danemark.
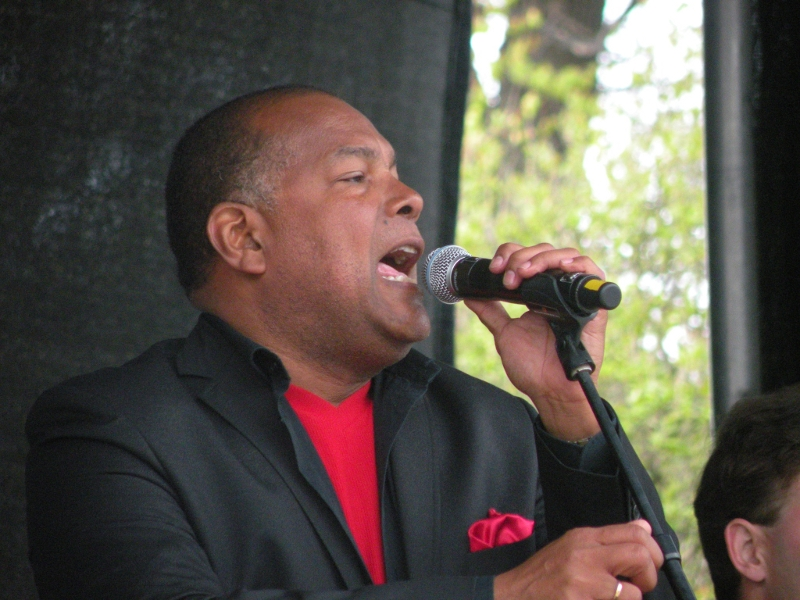
Dave Benton, gagnant (avec Tanel Padar et 2XL) du Concours en 2001 pour l'Estonie.
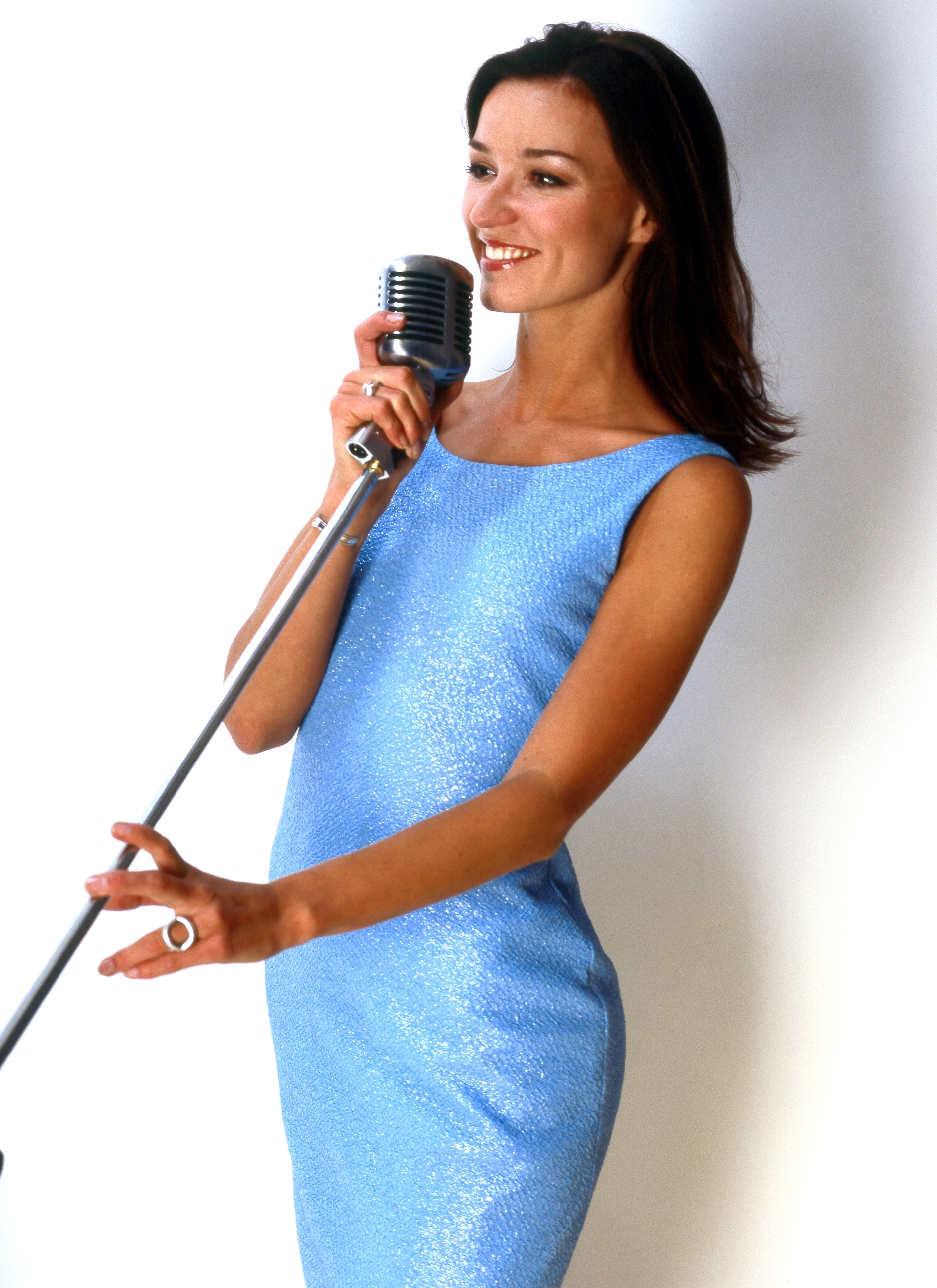
Marie N, gagnante du Concours en 2002 pour la Lettonie.
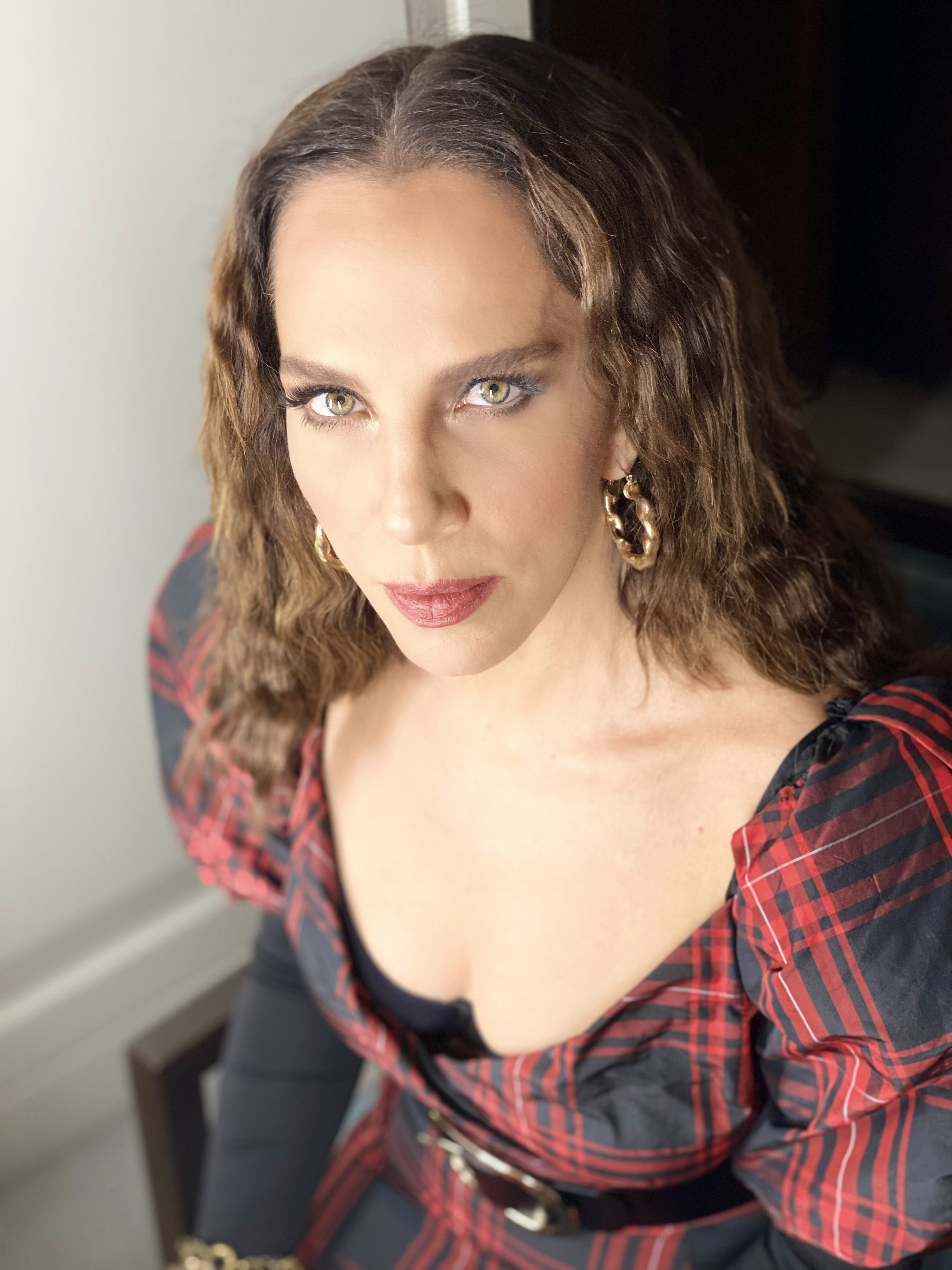
Sertab Erener, gagnante du Concours en 2003 pour la Turquie.
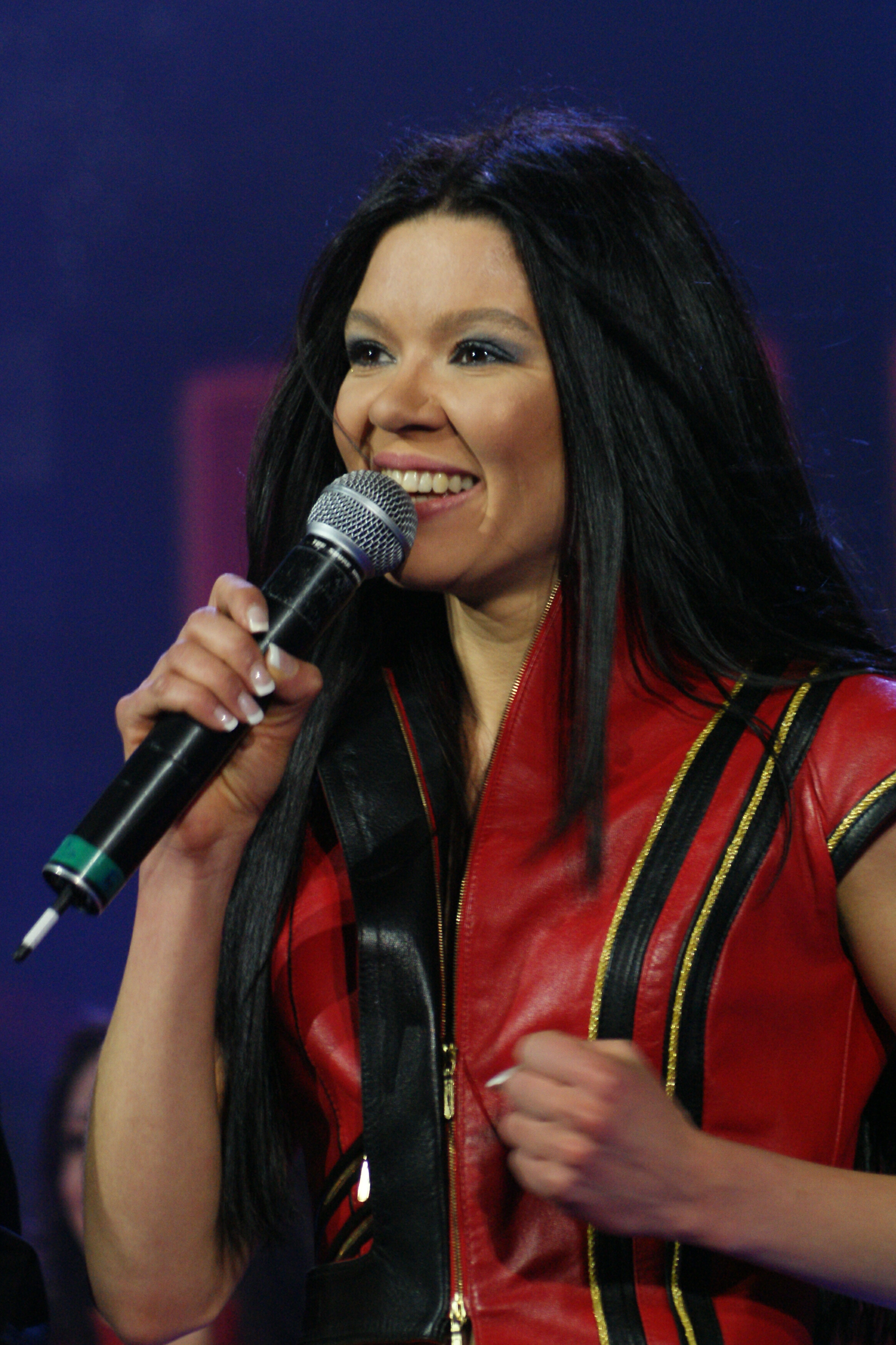
Ruslana, gagnante du Concours en 2004 pour l'Ukraine.
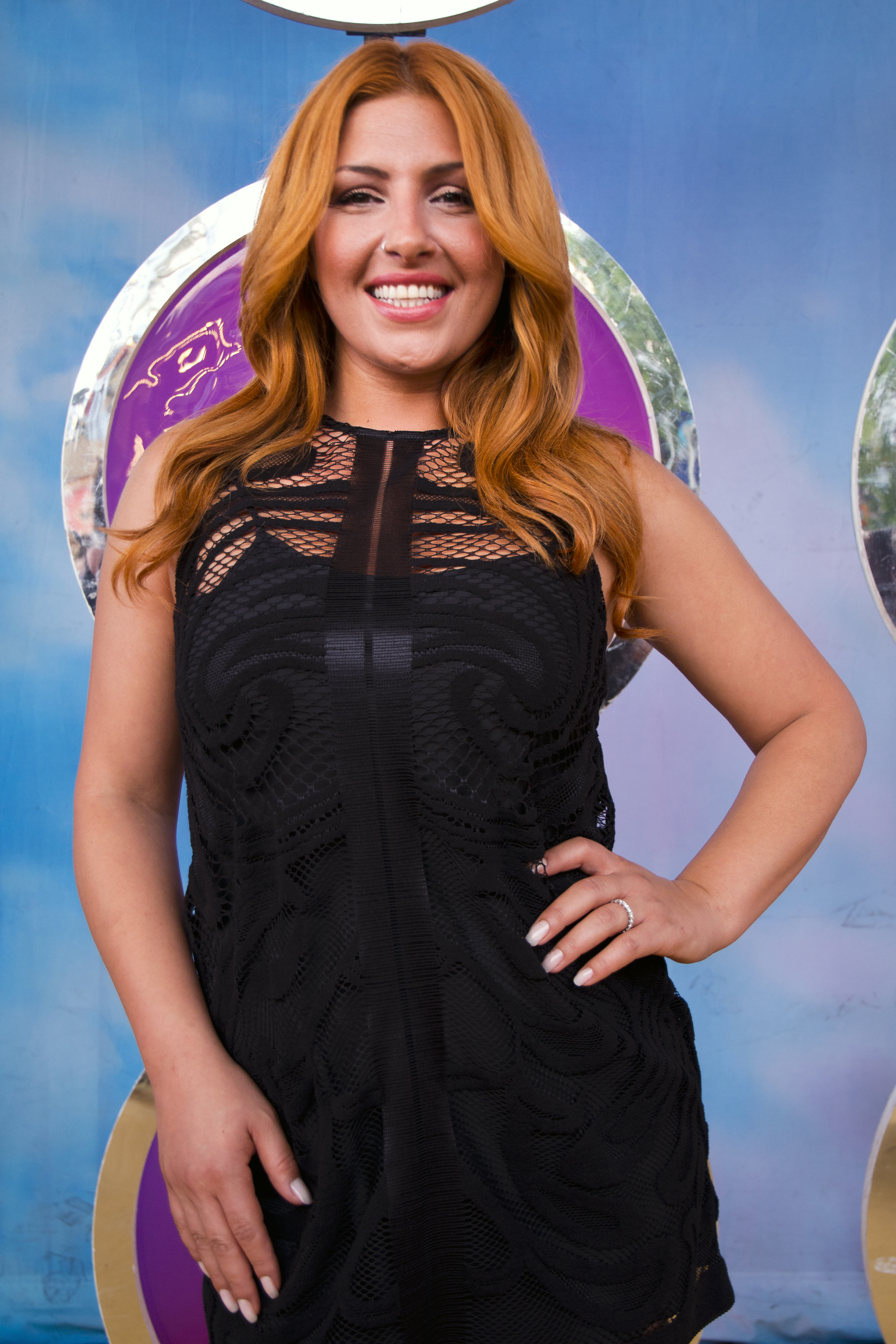
Helena Paparízou, gagnante du Concours en 2005 pour la Grèce.
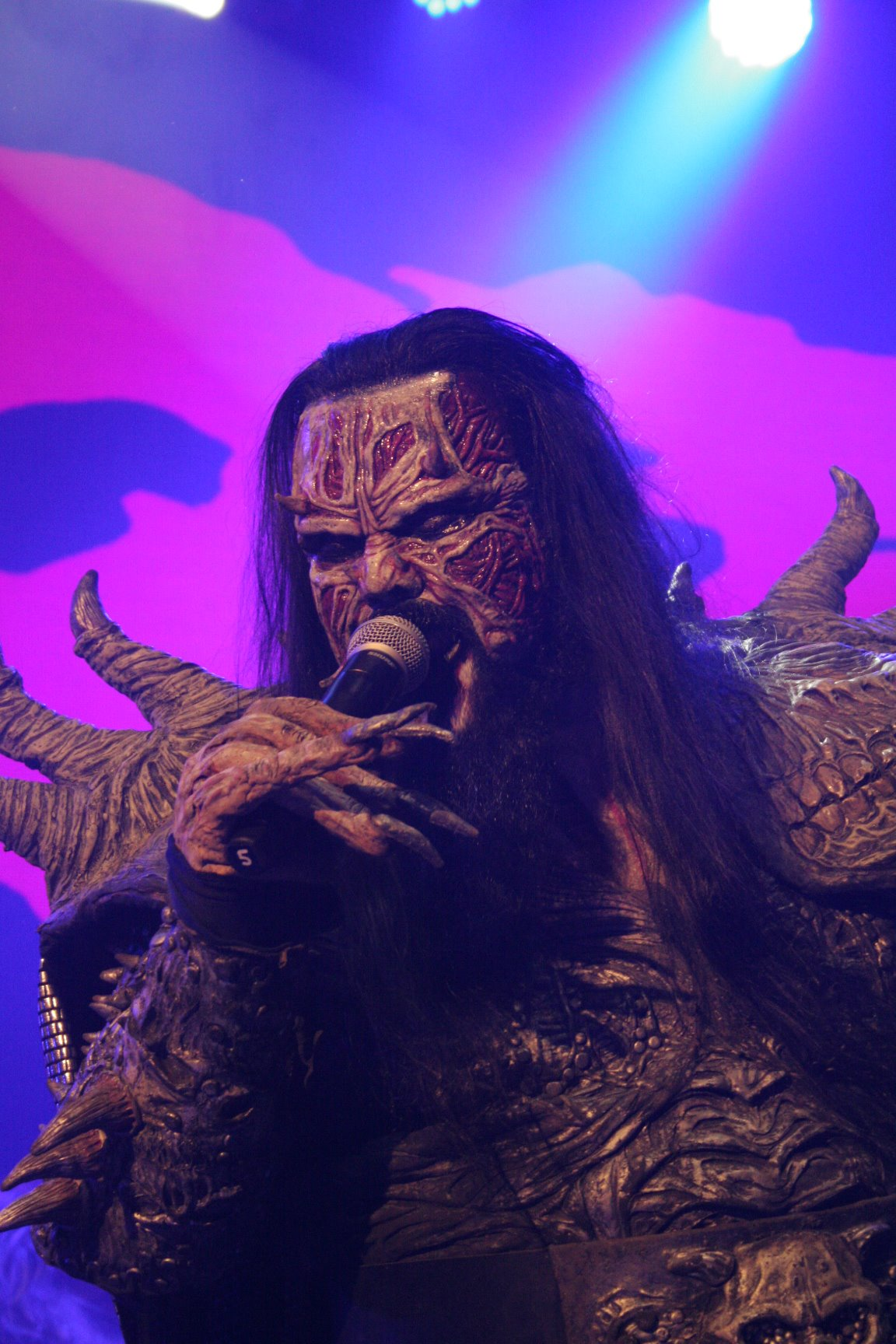
Lordi, gagnants du Concours en 2006 pour la Finlande.
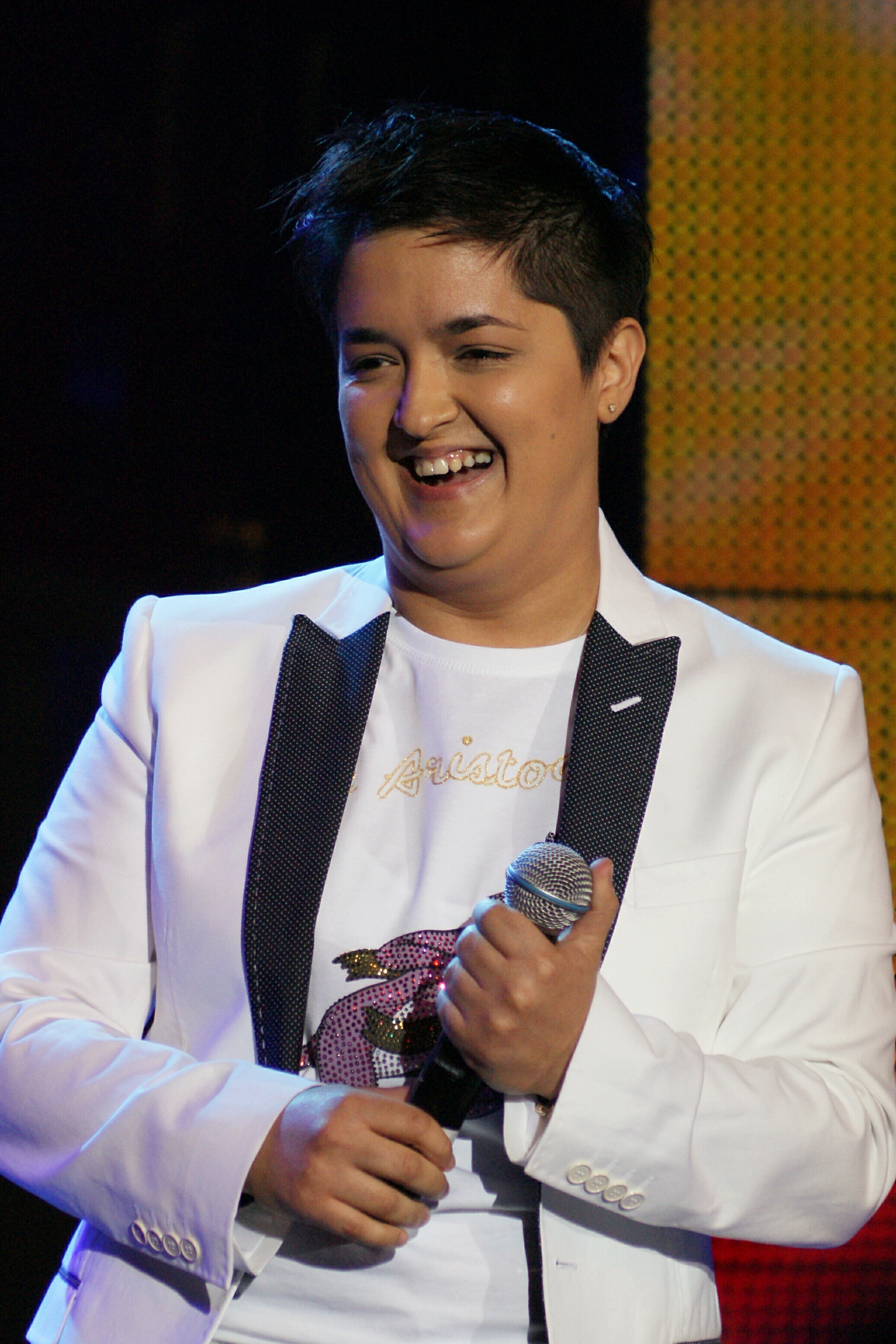
Marija Šerifović, gagnante du Concours en 2007 pour la Serbie.
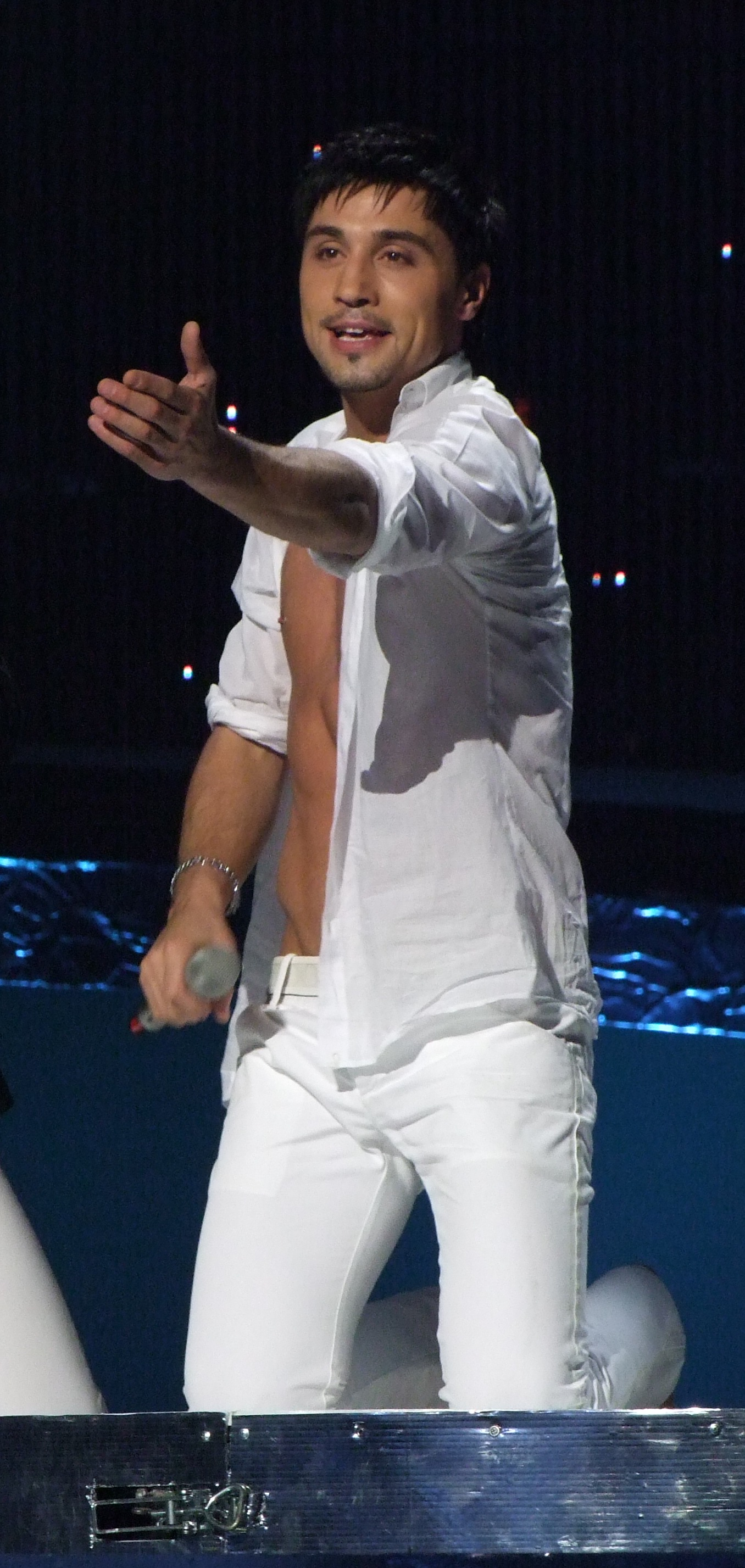
Dima Bilan, gagnant du Concours en 2008 pour la Russie.
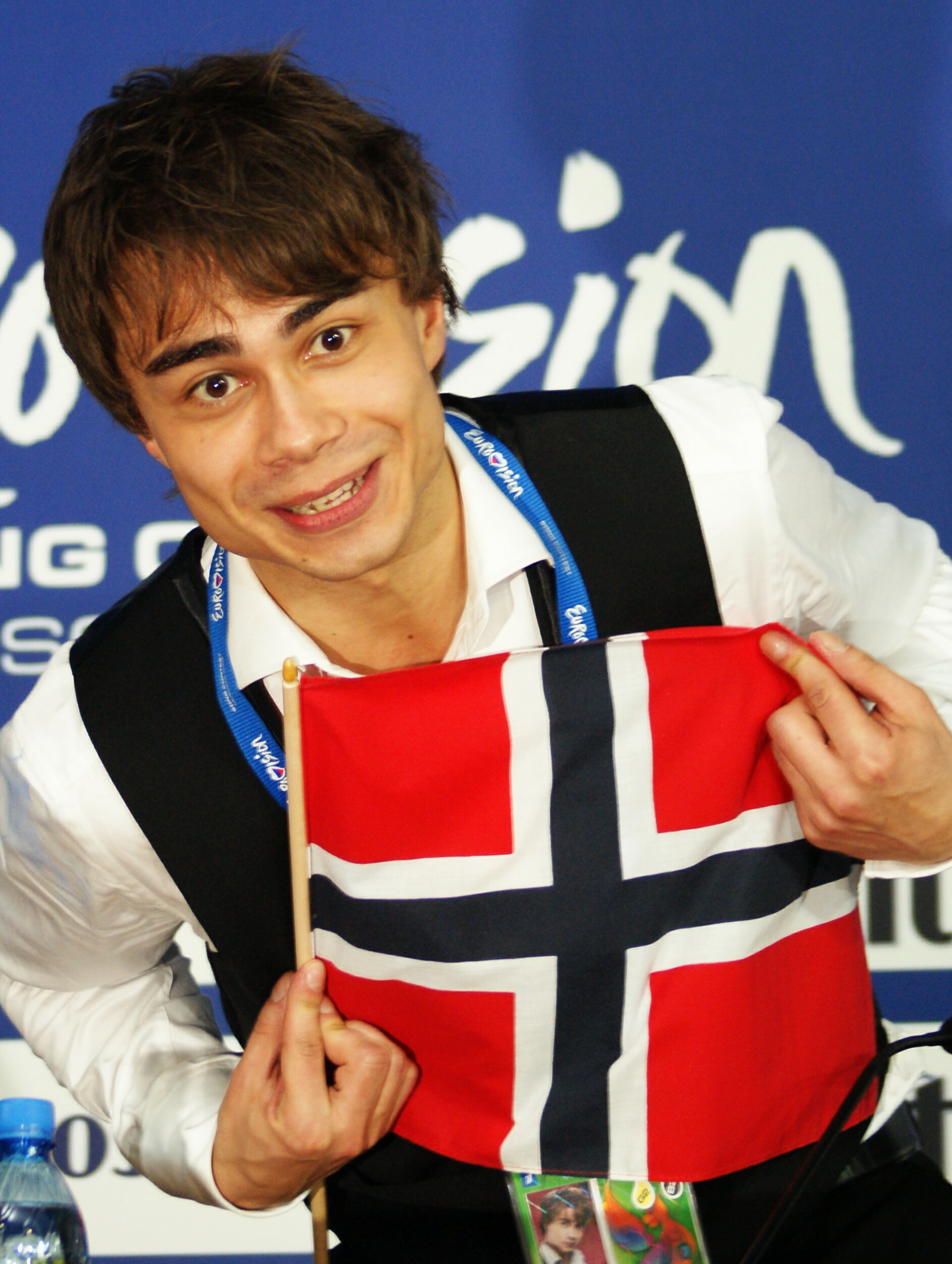
Alexander Rybak, gagnant du Concours en 2009 pour la Norvège.
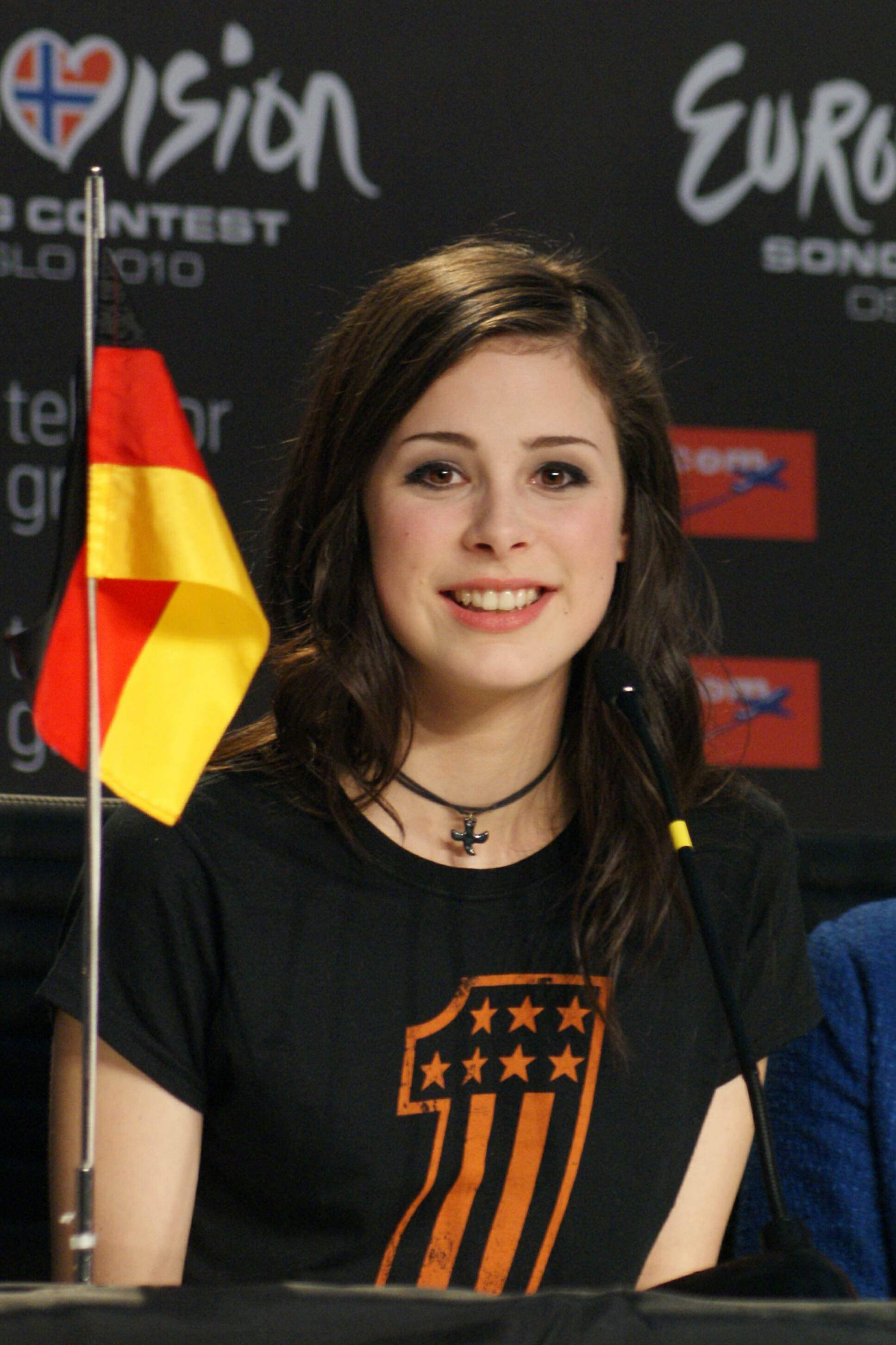
Lena, gagnante du Concours en 2010 pour l'Allemagne.
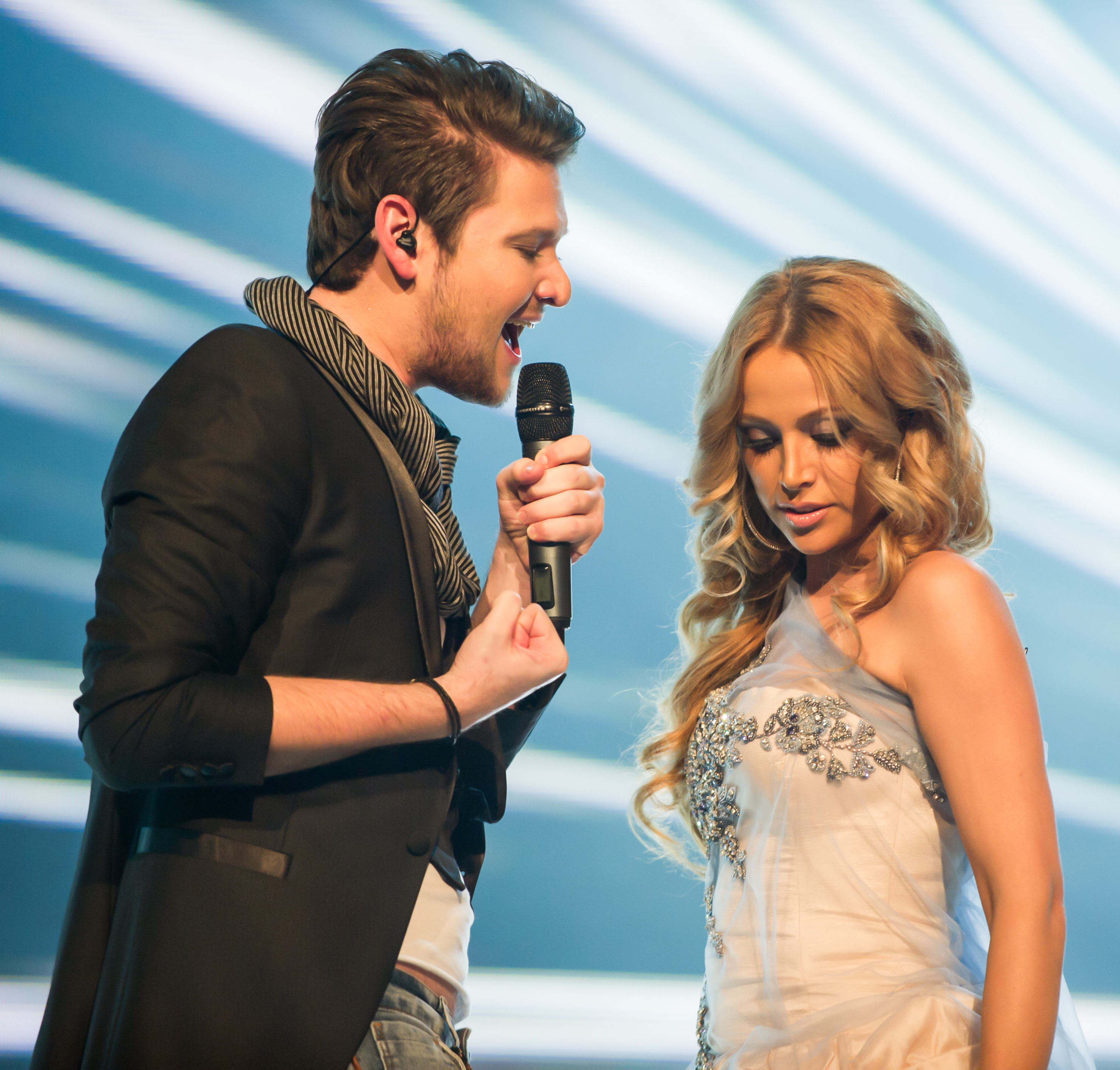
Ell & Nikki, gagnants du Concours en 2011 pour l'Azerbaïdjan.
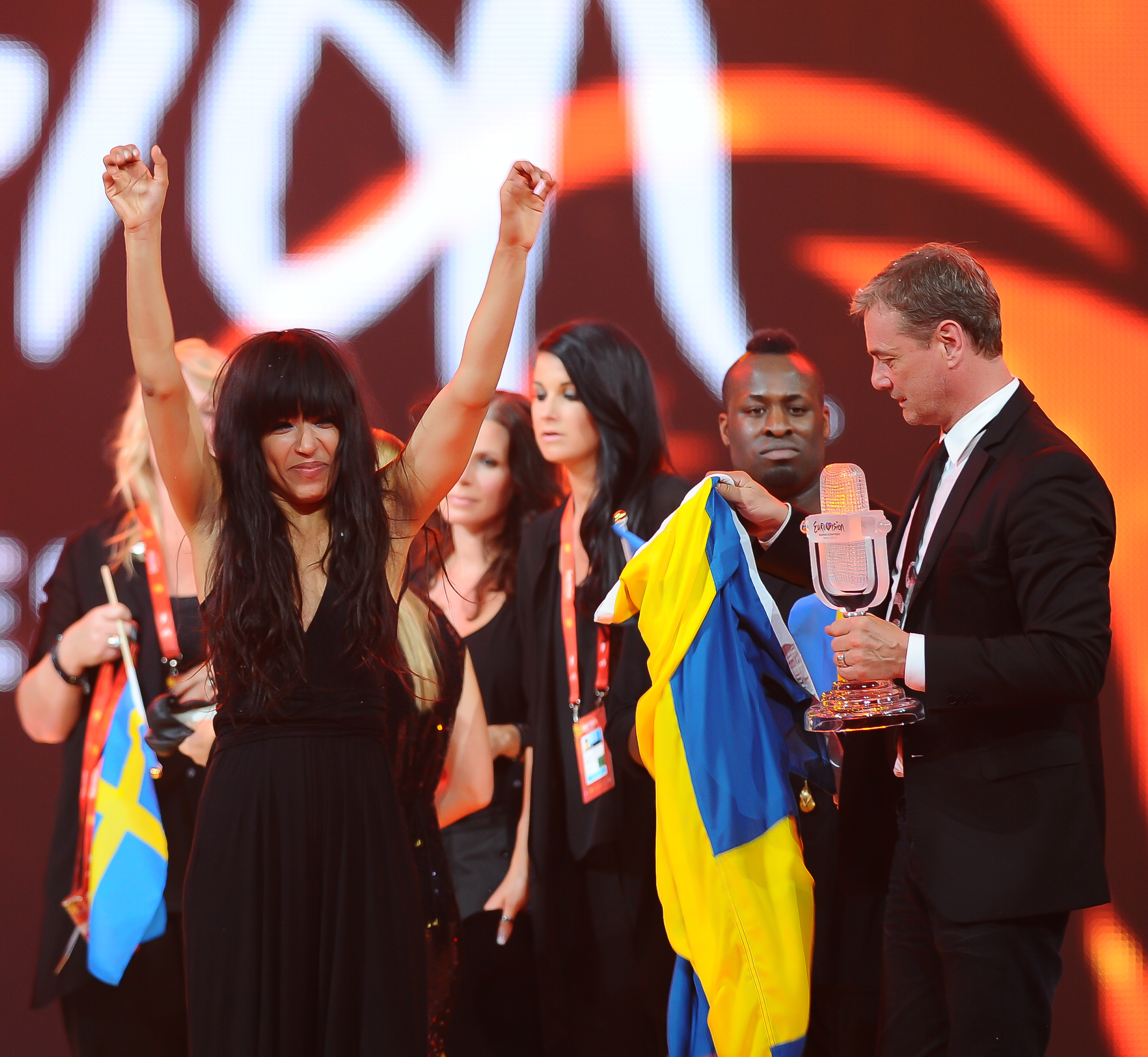
Loreen, gagnante du Concours en 2012 et 2023 pour la Suède.
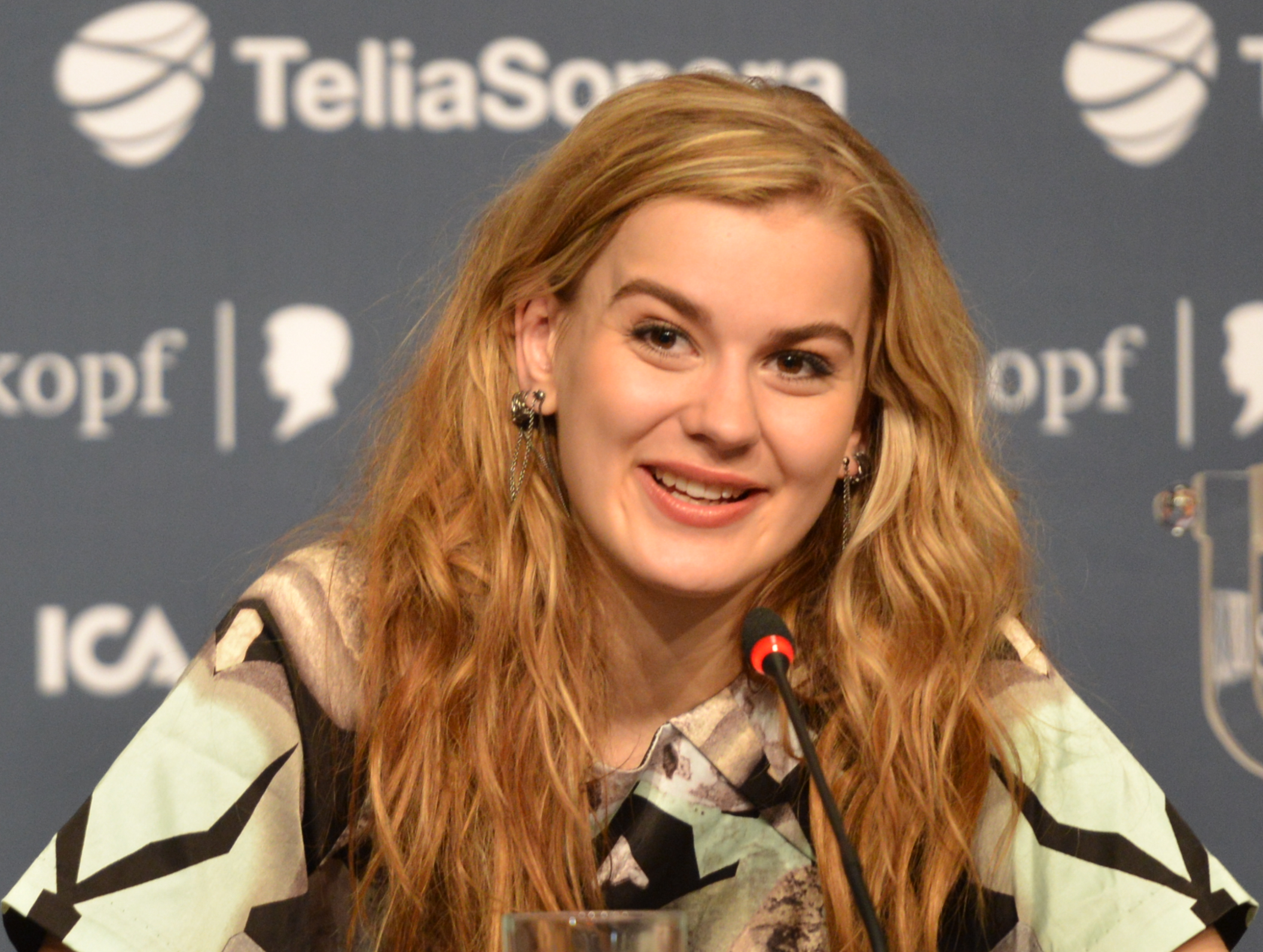
Emmelie de Forest, gagnante du Concours en 2013 pour le Danemark.
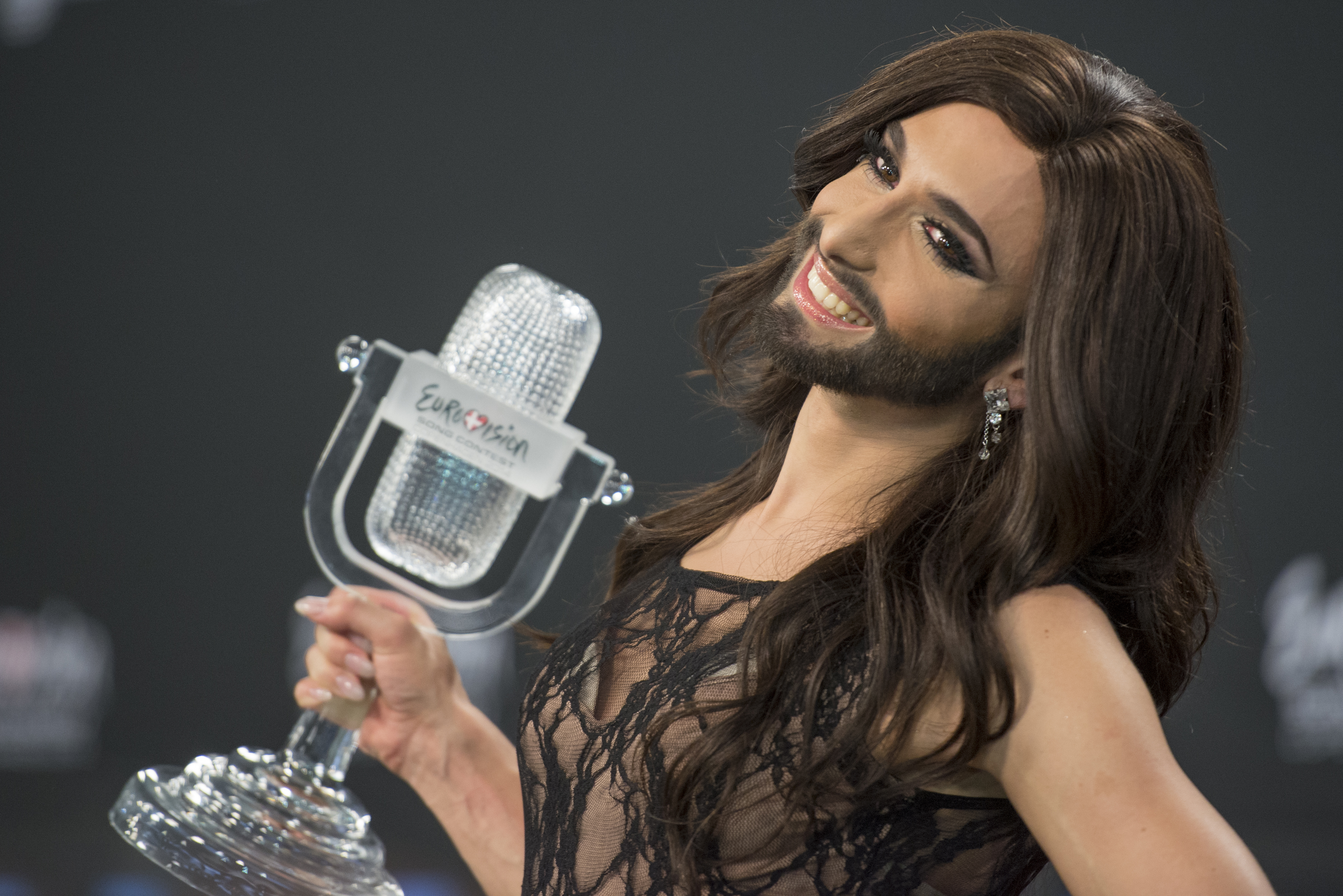
Conchita Wurst, gagnante du Concours en 2014 pour l'Autriche.
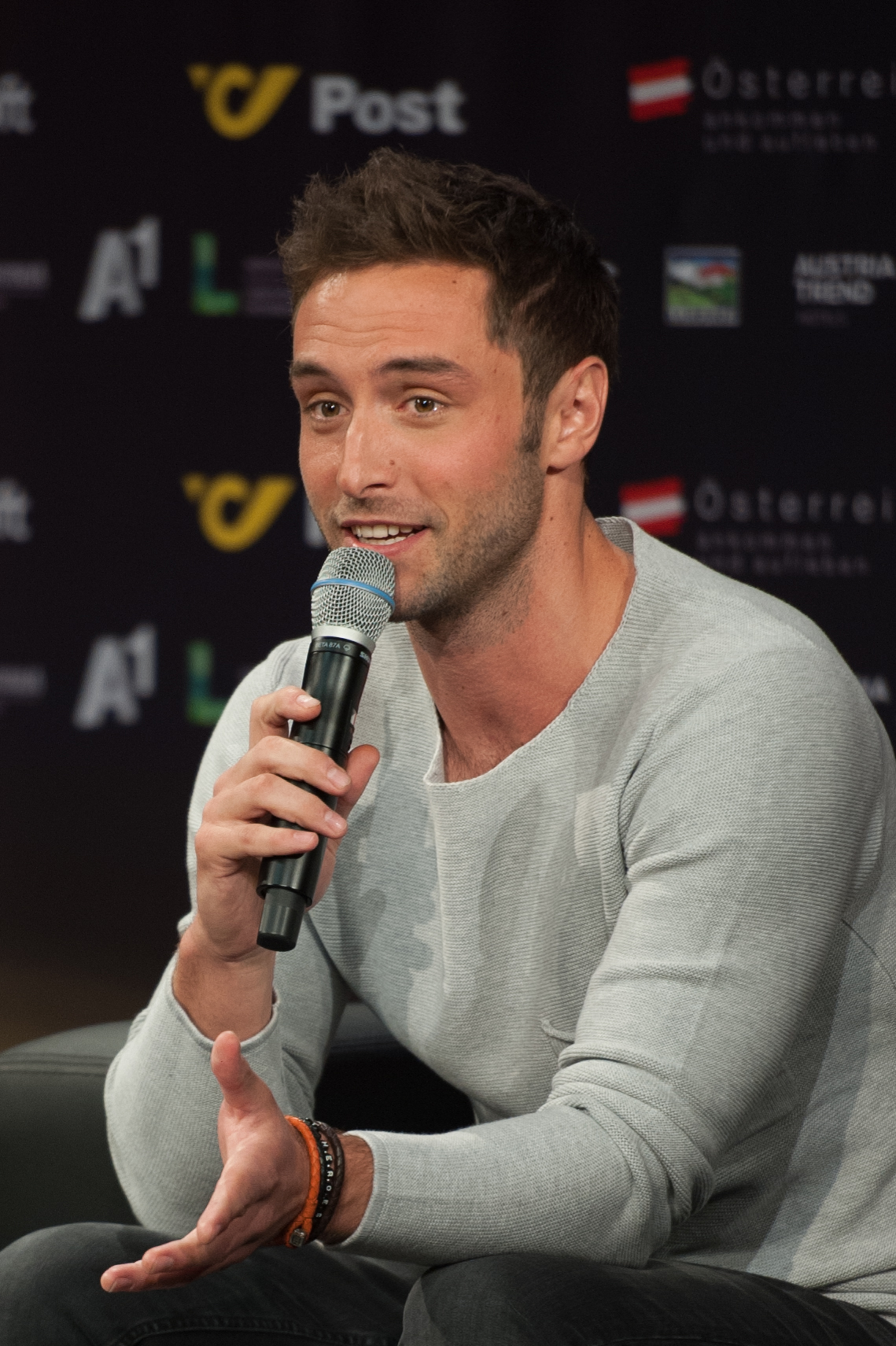
Måns Zelmerlöw, gagnant du Concours en 2015 pour la Suède.
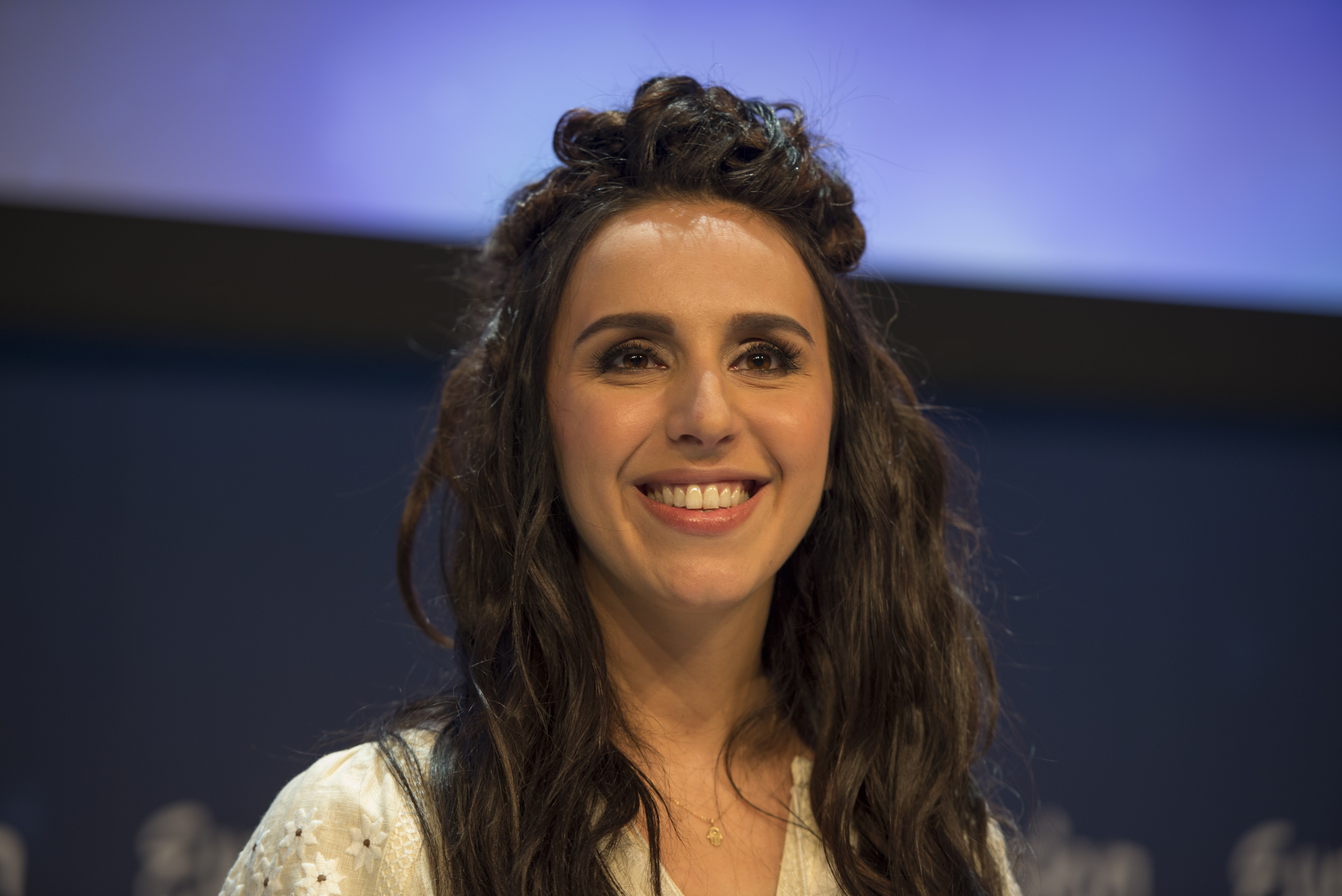
Jamala, gagnante du Concours en 2016 pour l'Ukraine.
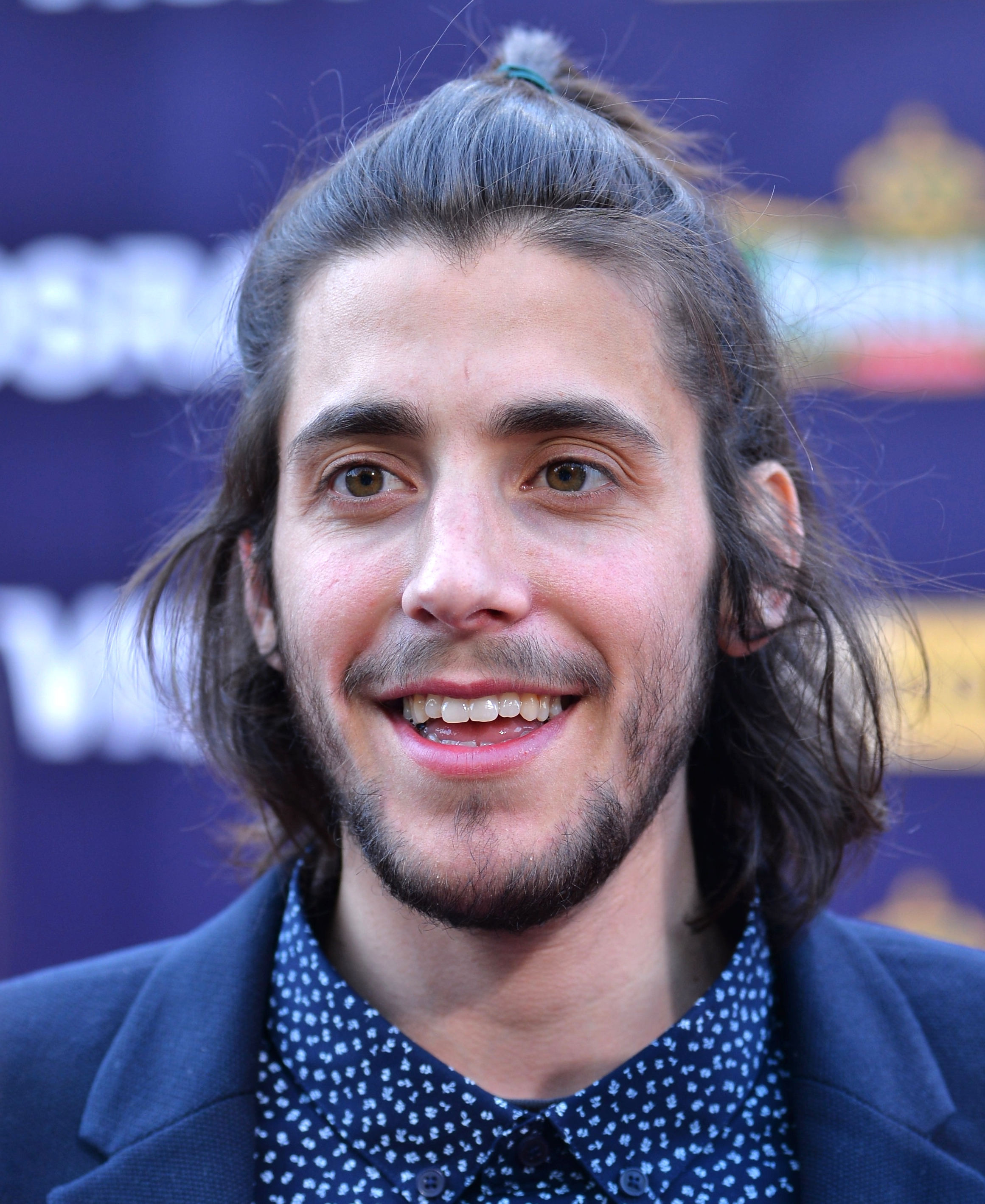
Salvador Sobral, gagnant du Concours en 2017 pour le Portugal.
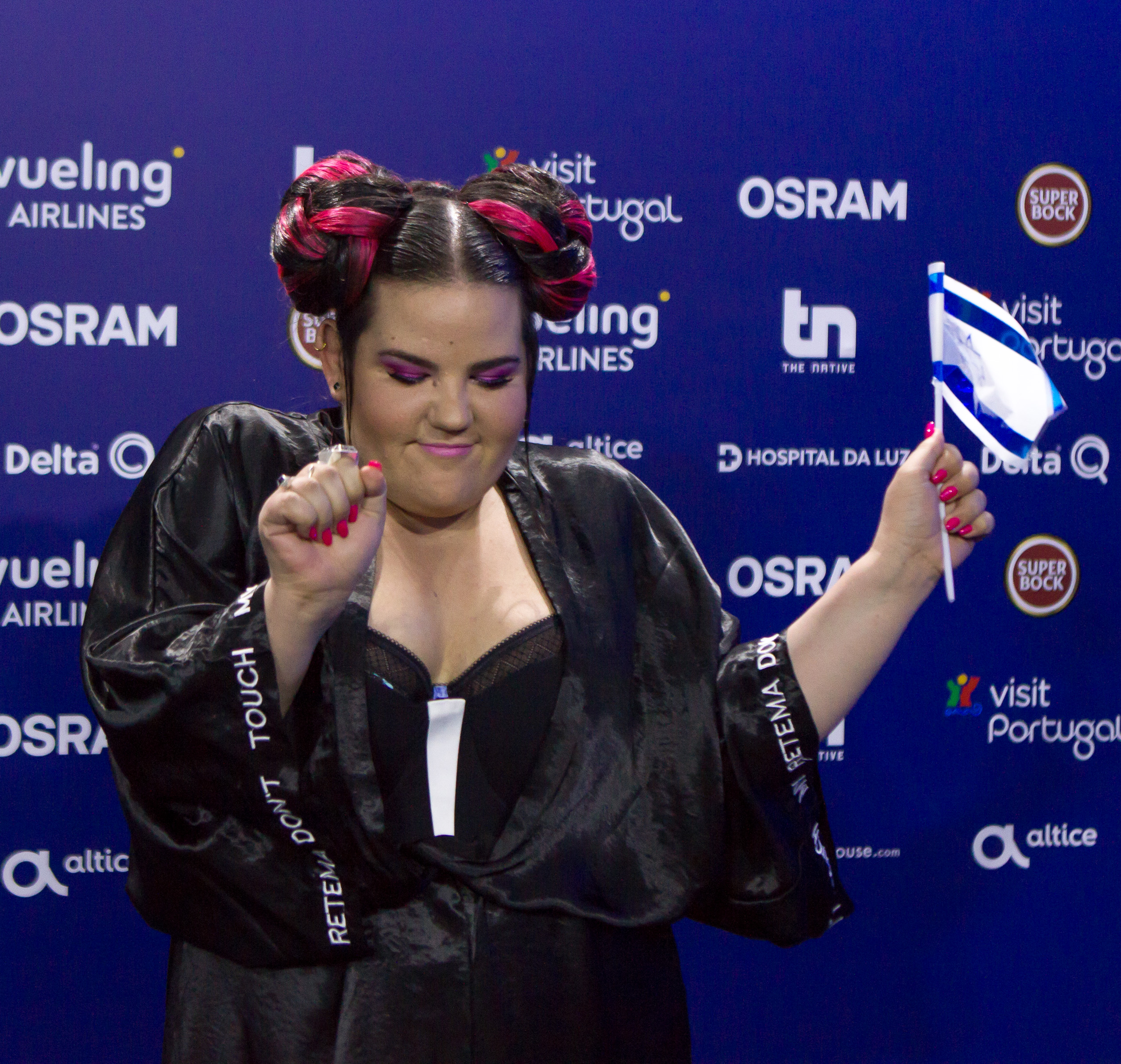
Netta Barzilai, gagnante du Concours en 2018 pour Israël.
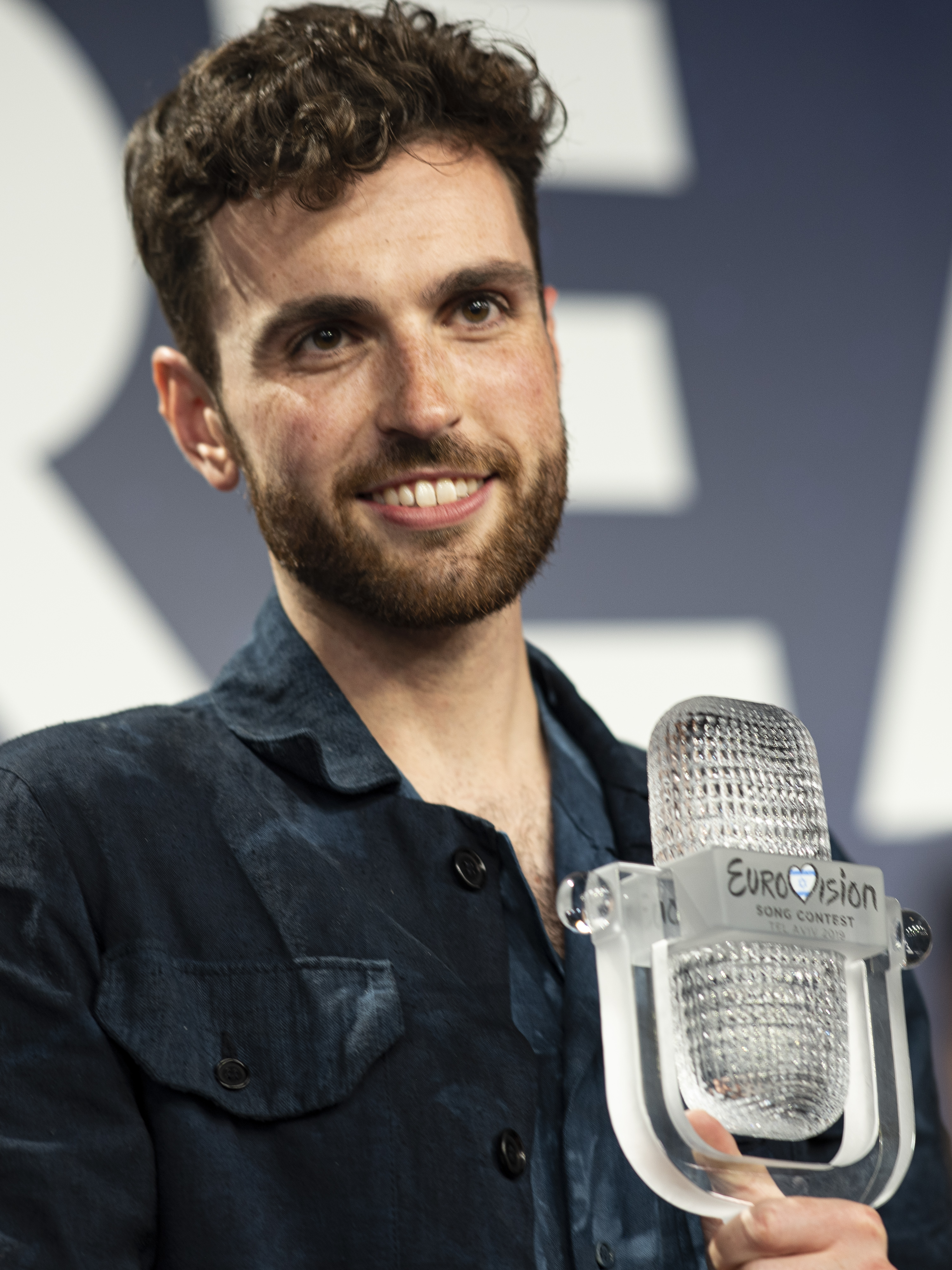
Duncan Laurence, gagnant du Concours en 2019 pour les Pays-Bas.
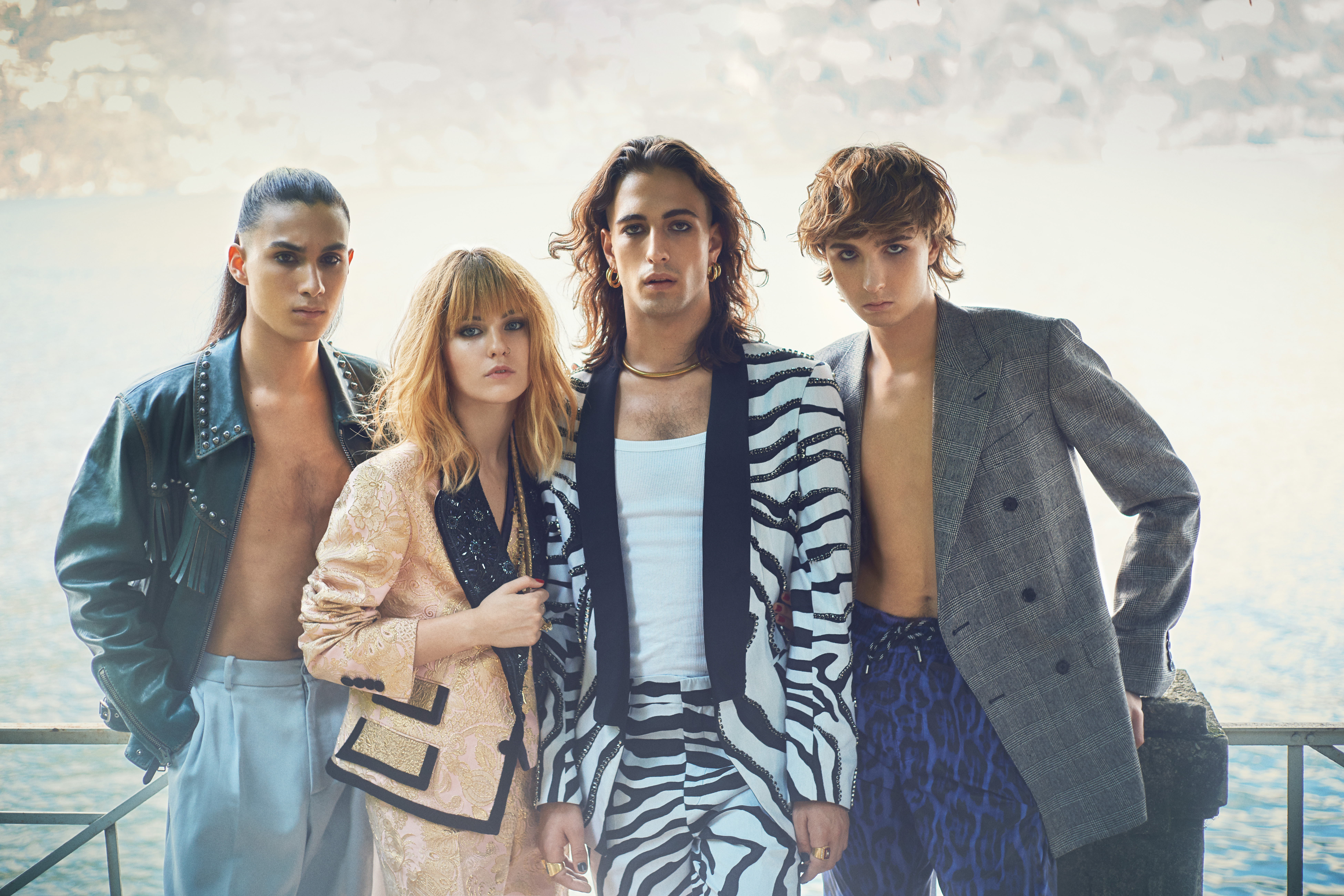
Måneskin, gagnants du Concours en 2021 pour l'Italie.
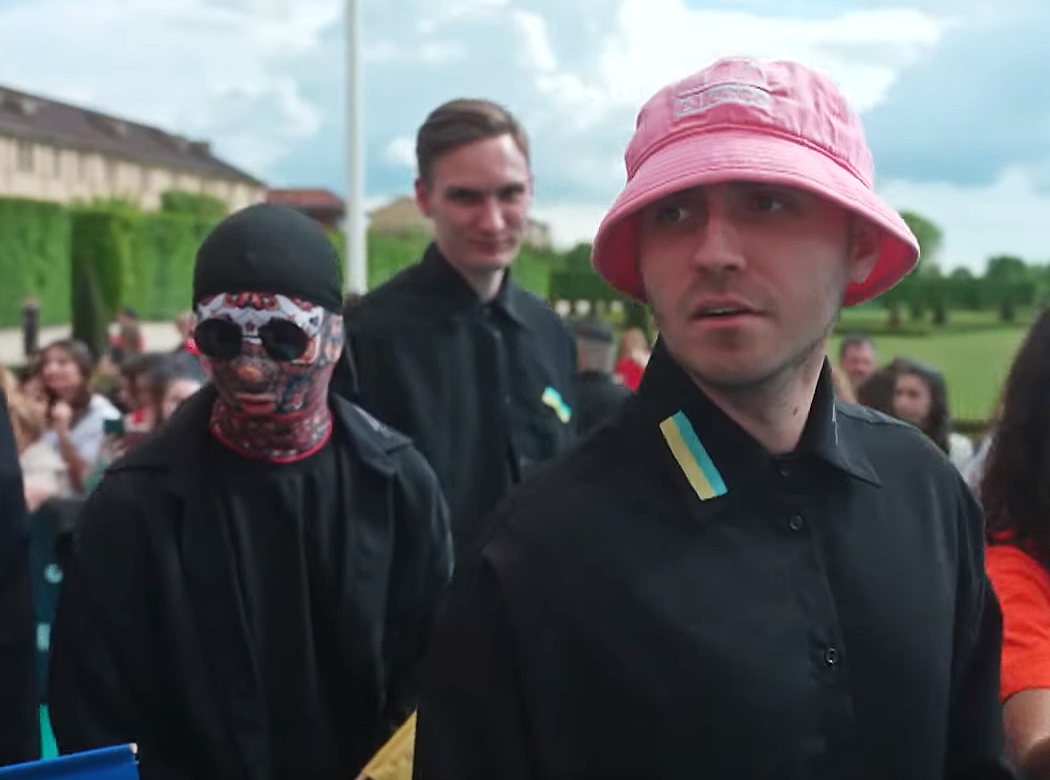
Kalush Orchestra, gagnants du Concours en 2022 pour l'Ukraine.
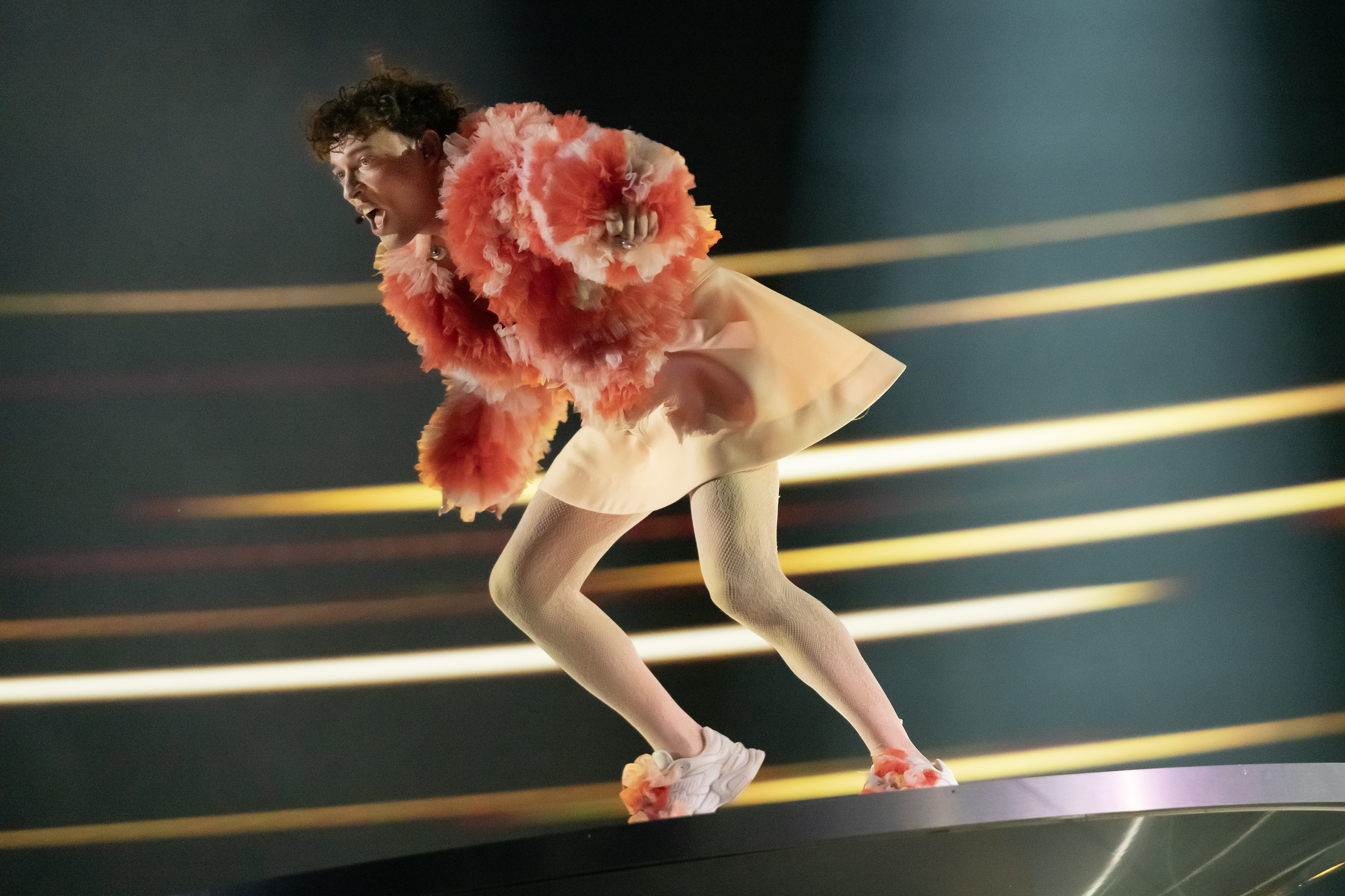
Nemo, gagnant du Concours en 2024 pour la Suisse.
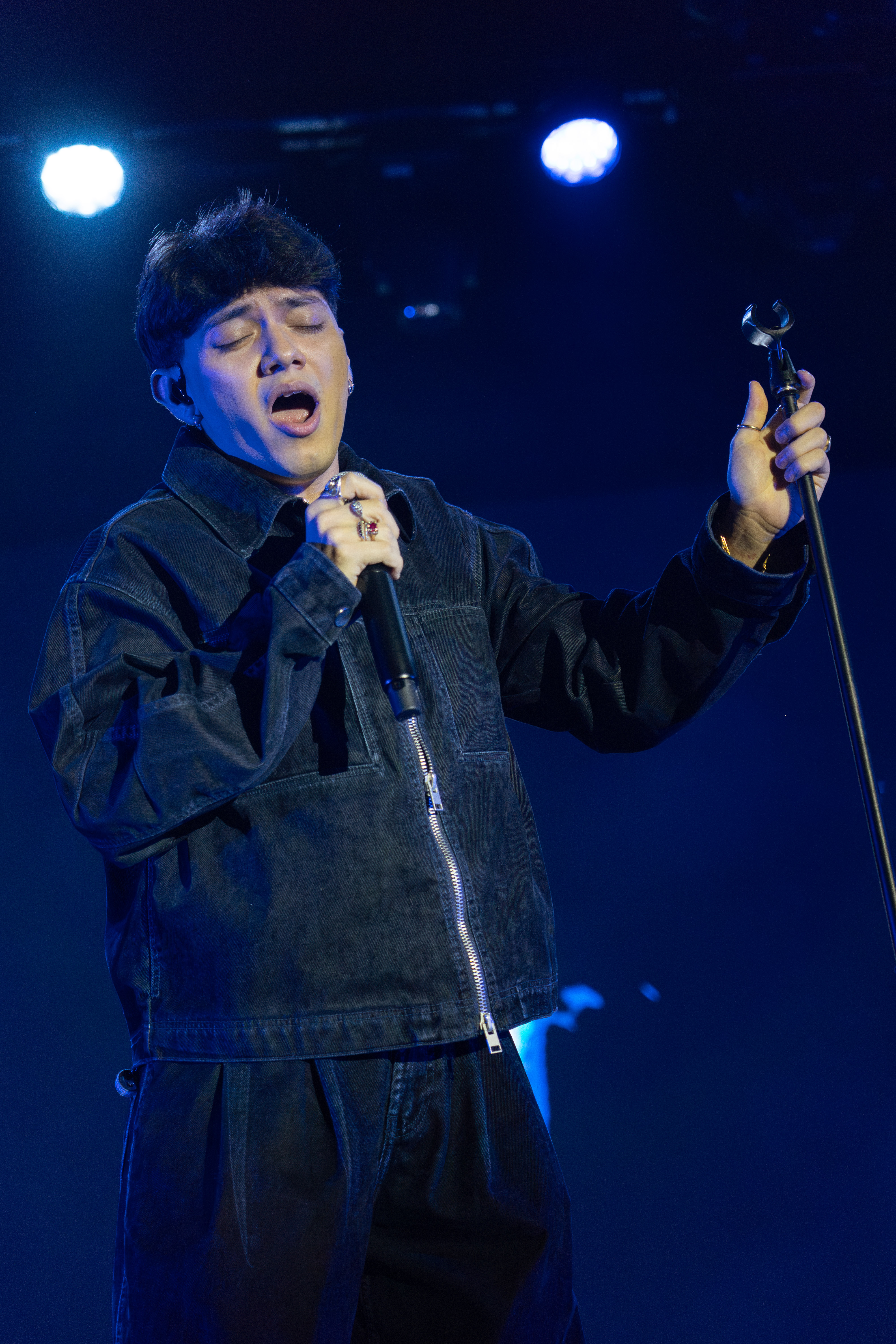
JJ, gagnant du Concours en 2025 pour l'Autriche.